# 1963
Portal Geschichte | Portal Biografien | Aktuelle Ereignisse | Jahreskalender | Tagesartikel

◄ |
19. Jahrhundert |
20. Jahrhundert
| 21. Jahrhundert

◄ |
1930er |
1940er |
1950er |
1960er
| 1970er | 1980er | 1990er | ►

◄◄ |
◄ |
1959 |
1960 |
1961 |
1962 |
1963
| 1964 | 1965 | 1966 | 1967 | ► | ►►
Staatsoberhäupter · Wahlen · Nekrolog   · Musikjahr · Filmjahr · Rundfunkjahr · Sportjahr
| Januar | Januar | Januar | Januar | Januar | Januar | Januar | Januar |
| Kw     | Mo     | Di     | Mi     | Do     | Fr     | Sa     | So     |
| ------ | ------ | ------ | ------ | ------ | ------ | ------ | ------ |
| 1      |        | 1      | 2      | 3      | 4      | 5      | 6      |
| 2      | 7      | 8      | 9      | 10     | 11     | 12     | 13     |
| 3      | 14     | 15     | 16     | 17     | 18     | 19     | 20     |
| 4      | 21     | 22     | 23     | 24     | 25     | 26     | 27     |
| 5      | 28     | 29     | 30     | 31     |        |        |        |

| Februar | Februar | Februar | Februar | Februar | Februar | Februar | Februar |
| Kw      | Mo      | Di      | Mi      | Do      | Fr      | Sa      | So      |
| ------- | ------- | ------- | ------- | ------- | ------- | ------- | ------- |
| 5       |         |         |         |         | 1       | 2       | 3       |
| 6       | 4       | 5       | 6       | 7       | 8       | 9       | 10      |
| 7       | 11      | 12      | 13      | 14      | 15      | 16      | 17      |
| 8       | 18      | 19      | 20      | 21      | 22      | 23      | 24      |
| 9       | 25      | 26      | 27      | 28      |         |         |         |

| März | März | März | März | März | März | März | März |
| Kw   | Mo   | Di   | Mi   | Do   | Fr   | Sa   | So   |
| ---- | ---- | ---- | ---- | ---- | ---- | ---- | ---- |
| 9    |      |      |      |      | 1    | 2    | 3    |
| 10   | 4    | 5    | 6    | 7    | 8    | 9    | 10   |
| 11   | 11   | 12   | 13   | 14   | 15   | 16   | 17   |
| 12   | 18   | 19   | 20   | 21   | 22   | 23   | 24   |
| 13   | 25   | 26   | 27   | 28   | 29   | 30   | 31   |

| April | April | April | April | April | April | April | April |
| Kw    | Mo    | Di    | Mi    | Do    | Fr    | Sa    | So    |
| ----- | ----- | ----- | ----- | ----- | ----- | ----- | ----- |
| 14    | 1     | 2     | 3     | 4     | 5     | 6     | 7     |
| 15    | 8     | 9     | 10    | 11    | 12    | 13    | 14    |
| 16    | 15    | 16    | 17    | 18    | 19    | 20    | 21    |
| 17    | 22    | 23    | 24    | 25    | 26    | 27    | 28    |
| 18    | 29    | 30    |       |       |       |       |       |

| Mai | Mai | Mai | Mai | Mai | Mai | Mai | Mai |
| Kw  | Mo  | Di  | Mi  | Do  | Fr  | Sa  | So  |
| 18  |     |     | 1   | 2   | 3   | 4   | 5   |
| 19  | 6   | 7   | 8   | 9   | 10  | 11  | 12  |
| 20  | 13  | 14  | 15  | 16  | 17  | 18  | 19  |
| 21  | 20  | 21  | 22  | 23  | 24  | 25  | 26  |
| 22  | 27  | 28  | 29  | 30  | 31  |     |     |
| --- | --- | --- | --- | --- | --- | --- | --- |

| Juni | Juni | Juni | Juni | Juni | Juni | Juni | Juni |
| Kw   | Mo   | Di   | Mi   | Do   | Fr   | Sa   | So   |
| ---- | ---- | ---- | ---- | ---- | ---- | ---- | ---- |
| 22   |      |      |      |      |      | 1    | 2    |
| 23   | 3    | 4    | 5    | 6    | 7    | 8    | 9    |
| 24   | 10   | 11   | 12   | 13   | 14   | 15   | 16   |
| 25   | 17   | 18   | 19   | 20   | 21   | 22   | 23   |
| 26   | 24   | 25   | 26   | 27   | 28   | 29   | 30   |

| Juli | Juli | Juli | Juli | Juli | Juli | Juli | Juli |
| Kw   | Mo   | Di   | Mi   | Do   | Fr   | Sa   | So   |
| ---- | ---- | ---- | ---- | ---- | ---- | ---- | ---- |
| 27   | 1    | 2    | 3    | 4    | 5    | 6    | 7    |
| 28   | 8    | 9    | 10   | 11   | 12   | 13   | 14   |
| 29   | 15   | 16   | 17   | 18   | 19   | 20   | 21   |
| 30   | 22   | 23   | 24   | 25   | 26   | 27   | 28   |
| 31   | 29   | 30   | 31   |      |      |      |      |

| August | August | August | August | August | August | August | August |
| Kw     | Mo     | Di     | Mi     | Do     | Fr     | Sa     | So     |
| ------ | ------ | ------ | ------ | ------ | ------ | ------ | ------ |
| 31     |        |        |        | 1      | 2      | 3      | 4      |
| 32     | 5      | 6      | 7      | 8      | 9      | 10     | 11     |
| 33     | 12     | 13     | 14     | 15     | 16     | 17     | 18     |
| 34     | 19     | 20     | 21     | 22     | 23     | 24     | 25     |
| 35     | 26     | 27     | 28     | 29     | 30     | 31     |        |

| September | September | September | September | September | September | September | September |
| Kw        | Mo        | Di        | Mi        | Do        | Fr        | Sa        | So        |
| --------- | --------- | --------- | --------- | --------- | --------- | --------- | --------- |
| 35        |           |           |           |           |           |           | 1         |
| 36        | 2         | 3         | 4         | 5         | 6         | 7         | 8         |
| 37        | 9         | 10        | 11        | 12        | 13        | 14        | 15        |
| 38        | 16        | 17        | 18        | 19        | 20        | 21        | 22        |
| 39        | 23        | 24        | 25        | 26        | 27        | 28        | 29        |
| 40        | 30        |           |           |           |           |           |           |

| Oktober | Oktober | Oktober | Oktober | Oktober | Oktober | Oktober | Oktober |
| Kw      | Mo      | Di      | Mi      | Do      | Fr      | Sa      | So      |
| ------- | ------- | ------- | ------- | ------- | ------- | ------- | ------- |
| 40      |         | 1       | 2       | 3       | 4       | 5       | 6       |
| 41      | 7       | 8       | 9       | 10      | 11      | 12      | 13      |
| 42      | 14      | 15      | 16      | 17      | 18      | 19      | 20      |
| 43      | 21      | 22      | 23      | 24      | 25      | 26      | 27      |
| 44      | 28      | 29      | 30      | 31      |         |         |         |

| November | November | November | November | November | November | November | November |
| Kw       | Mo       | Di       | Mi       | Do       | Fr       | Sa       | So       |
| -------- | -------- | -------- | -------- | -------- | -------- | -------- | -------- |
| 44       |          |          |          |          | 1        | 2        | 3        |
| 45       | 4        | 5        | 6        | 7        | 8        | 9        | 10       |
| 46       | 11       | 12       | 13       | 14       | 15       | 16       | 17       |
| 47       | 18       | 19       | 20       | 21       | 22       | 23       | 24       |
| 48       | 25       | 26       | 27       | 28       | 29       | 30       |          |

| Dezember | Dezember | Dezember | Dezember | Dezember | Dezember | Dezember | Dezember |
| Kw       | Mo       | Di       | Mi       | Do       | Fr       | Sa       | So       |
| -------- | -------- | -------- | -------- | -------- | -------- | -------- | -------- |
| 48       |          |          |          |          |          |          | 1        |
| 49       | 2        | 3        | 4        | 5        | 6        | 7        | 8        |
| 50       | 9        | 10       | 11       | 12       | 13       | 14       | 15       |
| 51       | 16       | 17       | 18       | 19       | 20       | 21       | 22       |
| 52       | 23       | 24       | 25       | 26       | 27       | 28       | 29       |
| 1        | 30       | 31       |          |          |          |          |          |

| Januar | Januar | Januar | Januar | Januar | Januar | Januar | Januar |
| Kw     | Mo     | Di     | Mi     | Do     | Fr     | Sa     | So     |
| ------ | ------ | ------ | ------ | ------ | ------ | ------ | ------ |
| 1      |        | 1      | 2      | 3      | 4      | 5      | 6      |
| 2      | 7      | 8      | 9      | 10     | 11     | 12     | 13     |
| 3      | 14     | 15     | 16     | 17     | 18     | 19     | 20     |
| 4      | 21     | 22     | 23     | 24     | 25     | 26     | 27     |
| 5      | 28     | 29     | 30     | 31     |        |        |        |

| Februar | Februar | Februar | Februar | Februar | Februar | Februar | Februar |
| Kw      | Mo      | Di      | Mi      | Do      | Fr      | Sa      | So      |
| ------- | ------- | ------- | ------- | ------- | ------- | ------- | ------- |
| 5       |         |         |         |         | 1       | 2       | 3       |
| 6       | 4       | 5       | 6       | 7       | 8       | 9       | 10      |
| 7       | 11      | 12      | 13      | 14      | 15      | 16      | 17      |
| 8       | 18      | 19      | 20      | 21      | 22      | 23      | 24      |
| 9       | 25      | 26      | 27      | 28      |         |         |         |

| März | März | März | März | März | März | März | März |
| Kw   | Mo   | Di   | Mi   | Do   | Fr   | Sa   | So   |
| ---- | ---- | ---- | ---- | ---- | ---- | ---- | ---- |
| 9    |      |      |      |      | 1    | 2    | 3    |
| 10   | 4    | 5    | 6    | 7    | 8    | 9    | 10   |
| 11   | 11   | 12   | 13   | 14   | 15   | 16   | 17   |
| 12   | 18   | 19   | 20   | 21   | 22   | 23   | 24   |
| 13   | 25   | 26   | 27   | 28   | 29   | 30   | 31   |

| April | April | April | April | April | April | April | April |
| Kw    | Mo    | Di    | Mi    | Do    | Fr    | Sa    | So    |
| ----- | ----- | ----- | ----- | ----- | ----- | ----- | ----- |
| 14    | 1     | 2     | 3     | 4     | 5     | 6     | 7     |
| 15    | 8     | 9     | 10    | 11    | 12    | 13    | 14    |
| 16    | 15    | 16    | 17    | 18    | 19    | 20    | 21    |
| 17    | 22    | 23    | 24    | 25    | 26    | 27    | 28    |
| 18    | 29    | 30    |       |       |       |       |       |

| Mai | Mai | Mai | Mai | Mai | Mai | Mai | Mai |
| Kw  | Mo  | Di  | Mi  | Do  | Fr  | Sa  | So  |
| 18  |     |     | 1   | 2   | 3   | 4   | 5   |
| 19  | 6   | 7   | 8   | 9   | 10  | 11  | 12  |
| 20  | 13  | 14  | 15  | 16  | 17  | 18  | 19  |
| 21  | 20  | 21  | 22  | 23  | 24  | 25  | 26  |
| 22  | 27  | 28  | 29  | 30  | 31  |     |     |
| --- | --- | --- | --- | --- | --- | --- | --- |

| Juni | Juni | Juni | Juni | Juni | Juni | Juni | Juni |
| Kw   | Mo   | Di   | Mi   | Do   | Fr   | Sa   | So   |
| ---- | ---- | ---- | ---- | ---- | ---- | ---- | ---- |
| 22   |      |      |      |      |      | 1    | 2    |
| 23   | 3    | 4    | 5    | 6    | 7    | 8    | 9    |
| 24   | 10   | 11   | 12   | 13   | 14   | 15   | 16   |
| 25   | 17   | 18   | 19   | 20   | 21   | 22   | 23   |
| 26   | 24   | 25   | 26   | 27   | 28   | 29   | 30   |

| Juli | Juli | Juli | Juli | Juli | Juli | Juli | Juli |
| Kw   | Mo   | Di   | Mi   | Do   | Fr   | Sa   | So   |
| ---- | ---- | ---- | ---- | ---- | ---- | ---- | ---- |
| 27   | 1    | 2    | 3    | 4    | 5    | 6    | 7    |
| 28   | 8    | 9    | 10   | 11   | 12   | 13   | 14   |
| 29   | 15   | 16   | 17   | 18   | 19   | 20   | 21   |
| 30   | 22   | 23   | 24   | 25   | 26   | 27   | 28   |
| 31   | 29   | 30   | 31   |      |      |      |      |

| August | August | August | August | August | August | August | August |
| Kw     | Mo     | Di     | Mi     | Do     | Fr     | Sa     | So     |
| ------ | ------ | ------ | ------ | ------ | ------ | ------ | ------ |
| 31     |        |        |        | 1      | 2      | 3      | 4      |
| 32     | 5      | 6      | 7      | 8      | 9      | 10     | 11     |
| 33     | 12     | 13     | 14     | 15     | 16     | 17     | 18     |
| 34     | 19     | 20     | 21     | 22     | 23     | 24     | 25     |
| 35     | 26     | 27     | 28     | 29     | 30     | 31     |        |

| September | September | September | September | September | September | September | September |
| Kw        | Mo        | Di        | Mi        | Do        | Fr        | Sa        | So        |
| --------- | --------- | --------- | --------- | --------- | --------- | --------- | --------- |
| 35        |           |           |           |           |           |           | 1         |
| 36        | 2         | 3         | 4         | 5         | 6         | 7         | 8         |
| 37        | 9         | 10        | 11        | 12        | 13        | 14        | 15        |
| 38        | 16        | 17        | 18        | 19        | 20        | 21        | 22        |
| 39        | 23        | 24        | 25        | 26        | 27        | 28        | 29        |
| 40        | 30        |           |           |           |           |           |           |

| Oktober | Oktober | Oktober | Oktober | Oktober | Oktober | Oktober | Oktober |
| Kw      | Mo      | Di      | Mi      | Do      | Fr      | Sa      | So      |
| ------- | ------- | ------- | ------- | ------- | ------- | ------- | ------- |
| 40      |         | 1       | 2       | 3       | 4       | 5       | 6       |
| 41      | 7       | 8       | 9       | 10      | 11      | 12      | 13      |
| 42      | 14      | 15      | 16      | 17      | 18      | 19      | 20      |
| 43      | 21      | 22      | 23      | 24      | 25      | 26      | 27      |
| 44      | 28      | 29      | 30      | 31      |         |         |         |

| November | November | November | November | November | November | November | November |
| Kw       | Mo       | Di       | Mi       | Do       | Fr       | Sa       | So       |
| -------- | -------- | -------- | -------- | -------- | -------- | -------- | -------- |
| 44       |          |          |          |          | 1        | 2        | 3        |
| 45       | 4        | 5        | 6        | 7        | 8        | 9        | 10       |
| 46       | 11       | 12       | 13       | 14       | 15       | 16       | 17       |
| 47       | 18       | 19       | 20       | 21       | 22       | 23       | 24       |
| 48       | 25       | 26       | 27       | 28       | 29       | 30       |          |

| Dezember | Dezember | Dezember | Dezember | Dezember | Dezember | Dezember | Dezember |
| Kw       | Mo       | Di       | Mi       | Do       | Fr       | Sa       | So       |
| -------- | -------- | -------- | -------- | -------- | -------- | -------- | -------- |
| 48       |          |          |          |          |          |          | 1        |
| 49       | 2        | 3        | 4        | 5        | 6        | 7        | 8        |
| 50       | 9        | 10       | 11       | 12       | 13       | 14       | 15       |
| 51       | 16       | 17       | 18       | 19       | 20       | 21       | 22       |
| 52       | 23       | 24       | 25       | 26       | 27       | 28       | 29       |
| 1        | 30       | 31       |          |          |          |          |          |

Prägende Ereignisse im Jahr 1963 sind insbesondere die Ermordung von US-Präsident John F. Kennedy im November, sowie dessen berühmter Besuch in West-Berlin wenige Monate zuvor (Ich bin ein Berliner-Rede). In den USA erlangt die Bürgerrechtsbewegung unter Martin Luther King mit ihrer Forderung gleicher Rechte für Afroamerikaner Bedeutung. Im Oktober des Jahres verabschiedet sich Konrad Adenauer nach 14 Jahren als deutscher Bundeskanzler und gibt sein Amt an Ludwig Erhard ab. Auch das Grubenunglück von Lengede im Oktober und November gilt unter anderem als bedeutendes Ereignis des Jahres 1963.

## Ereignisse

### Politik und Weltgeschehen

#### Januar
- 01. Januar: Willy Spühler wird Bundespräsident der Schweiz.
- 01. Januar: In Italien tritt die Verstaatlichung der Energiequellen in Kraft.
- 08. Januar: Verkündung des Bundesurlaubsgesetzes
- 09. Januar: Schah Mohammad Reza Pahlavi stellt auf dem Nationalkongress der Bauern von Iran in Teheran ein 6 Punkte umfassendes Reformprogramm vor, das als Weiße Revolution in die Geschichte Irans eingehen wird.
- 13. Januar: Der erste Staatspräsident von Togo Sylvanus Épiphanio Olympio wird von Putschisten ermordet.
- 14. Januar: Der französische Staatspräsident Charles de Gaulle teilt auf einer Pressekonferenz mit, dass er den am 9. August 1961 von der Regierung Großbritanniens gestellten Beitrittsantrag zur EWG ablehnt.[1] Sein Veto überrascht die EWG-Kommission und die fünf anderen Mitgliedsstaaten.
- 18. Januar: Die Kolonie Aden tritt der Südarabischen Föderation bei.
- 22. Januar: Deutsch-französische Aussöhnung: Charles de Gaulle und Konrad Adenauer unterzeichnen den Élysée-Vertrag.
- 26. Januar: Das 6 Punkte umfassende Reformprogramm der Weißen Revolution von Schah Mohammad Reza Pahlavi wird im Rahmen einer Volksabstimmung mit überwältigender Mehrheit angenommen.
- 29. Januar: Kuwait. Erste Wahlen zur Nationalversammlung
- 29. Januar: Die Beitrittsverhandlungen zwischen EWG und Großbritannien werden abgebrochen, weil Frankreichs Präsident de Gaulle ein Veto einlegt.[2]

#### Februar
- 08. Februar: Die irakische Baath-Partei putscht und stürzt General Abd al-Karim Qasim. Sie übernimmt die Macht in Bagdad. Provisorischer Waffenstillstand an der kurdischen Front.
- 27. Februar: Schah Mohammad Reza Pahlavi führt im Rahmen der Weißen Revolution per Dekret das Wahlrecht für Frauen im Iran ein.
- 27. Februar: Dominikanische Republik. Juan Bosch wird Staatspräsident.

#### März
- 08. März: Syriens Regierung verkündet einen 48 Jahre andauernden landesweiten Ausnahmezustand.
- 09. März: Afghanistan. Rücktritt von Premierminister Mohammad Daud
- 30. März: Japan. Shinkansen-Zug der Baureihe 0 erreicht bei Testfahrt Geschwindigkeitsrekord von 256 km/h

#### April
- 05. April: Die ARD beginnt mit der Ausstrahlung des Berichts aus Bonn, eine jeden Freitag gesendete Schilderung politischer Themen aus der deutschen Bundeshauptstadt. In der ersten Sendung erklärt Bundeskanzler Konrad Adenauer im Fernsehinterview: Ich gehe im Herbst.
- 21. April: Das „Universale Haus der Gerechtigkeit“, die internationale Bahai-Institution, wird erstmals in Haifa, Israel, gewählt.
- 28. April: Der österreichische Bundespräsident Adolf Schärf (SPÖ) wird wiedergewählt.

#### Mai
- 01. Mai: Westneuguinea wird von Indonesien annektiert.
- 02. Mai: Pakistan erkennt in einem Grenzabkommen mit der Volksrepublik China die nach dem Indisch-chinesischen Grenzkrieg von 1962 geschaffenen Besitzverhältnisse in der Kaschmir-Region an. Dazu gehört auch die Abtretung des Shaksgam-Tals an China.
- 14. Mai: Die Vogelfluglinie zwischen Hamburg und Kopenhagen wird eröffnet.

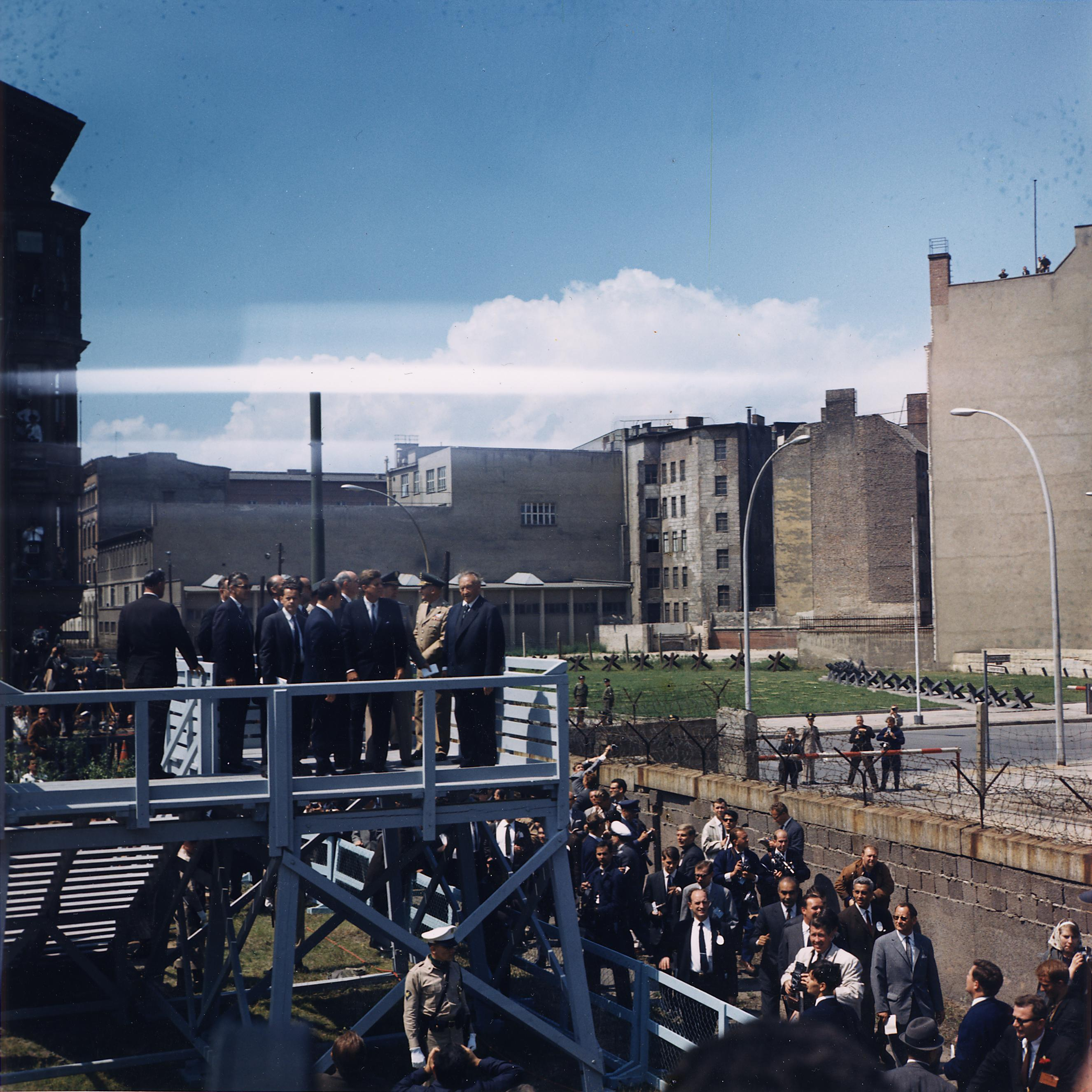
Kennedy und Adenauer am Checkpoint Charlie

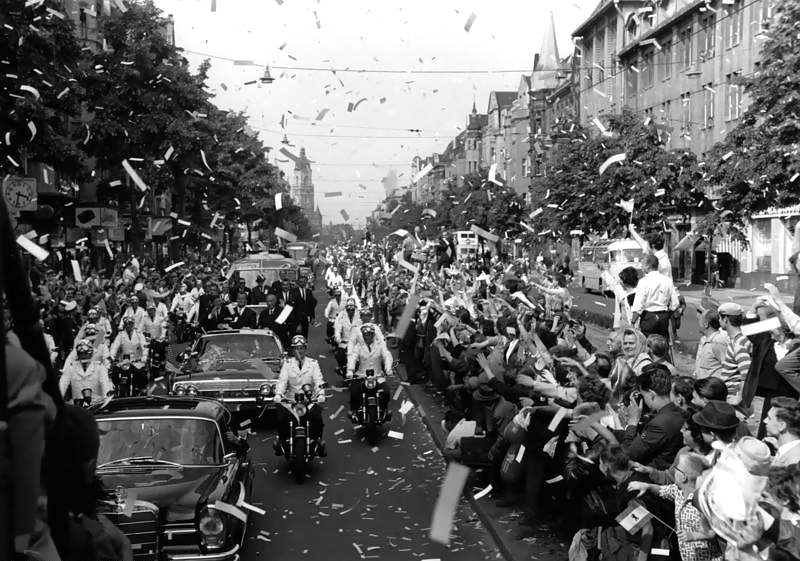
Berlin empfängt John F. Kennedy

- 14. Mai: Kuwait wird Mitglied der Vereinten Nationen.
- 25. Mai: Die Republik Niger wird Mitglied der OAU (Organisation für Afrikanische Einheit).
- 27. und 28. Mai: Kafka-Konferenz auf Schloss Liblice, ČSSR. Internationale Tagung des tschechoslowakischen Schriftstellerverbandes, beschäftigte sich mit dem damals im Ostblock weitgehend verbotenen Schriftsteller Franz Kafka und dem Phänomen der Entfremdung. Markstein des Demokratisierungsprozesses, gab wichtige Impulse für den Prager Frühling.

#### Juni
- 03. Juni: Papst Johannes XXIII. – bürgerlicher Name Angelo Giuseppe Roncalli – stirbt.
- 05. Juni: Iran. Nach der Verhaftung von Hodschatoleslam Ruhollah Chomeini kommt es in den iranischen Städten Teheran und Qom zu Unruhen, die als die Unruhen des 15. Chordad 1342 den Beginn der Islamischen Revolution markieren.
- 25. Juni: In Ost-Berlin endet eine Wirtschaftskonferenz des ZK der SED mit einem Beschluss von Richtlinien für ein Neues Ökonomisches System der Planung und Leitung, womit die Planwirtschaft reformiert werden soll.
- 26. Juni: US-Präsident John F. Kennedy hält anlässlich seines Berlin-Besuches die denkwürdige Rede vor dem Rathaus Schöneberg, die mit den auf Deutsch gesprochenen Worten „Ich bin ein Berliner“ endet.
- 30. Juni: Giovanni Battista Enrico Antonio Maria Montini wird im Vatikan unter dem Namen Paul VI. zum neuen Papst gewählt.

#### Juli
- 05. Juli: Am Ende einer Konferenz in Victoria Falls steht fest, dass die Föderation von Rhodesien und Njassaland keine Zukunft mehr hat. Sie wird am Jahresende aufgelöst. Es entstehen auf ihrem Gebiet Rhodesien, Sambia und Malawi.
- 11. Juli: Bei einer Razzia auf der Liliesleaf Farm im Johannesburger Township Rivonia (Südafrika) werden viele führende Mitglieder des African National Congress, unter ihnen Nelson Mandela, festgenommen.
- 20. Juli: Die Europäische Wirtschaftsgemeinschaft schließt mit 18 afrikanischen Staaten das Yaoundé-Abkommen. Darin werden wirtschaftliche Zusammenarbeit und das Gewähren von Mitteln zur Entwicklungshilfe durch den Europäischen Entwicklungsfonds vereinbart.

#### August
- 01. August: Die ehemals deutsche Gemeinde Selfkant, die 1949 an die Niederlande abgetreten wurde, wird gegen Zahlung von 280 Millionen D-Mark wieder deutsches Gebiet.
- 05. August: In Moskau wird der Vertrag über das Verbot von Atomwaffentests in der Atmosphäre, im Weltraum und unter Wasser (Partieller Teststopp-Vertrag, Partial Test Ban Treaty, PTBT) zwischen den USA, der UdSSR und Großbritannien unterzeichnet.
- 05. August: Otto Hahn begrüßt das in Moskau unterzeichnete Atomteststopp-Abkommen und plädiert für den baldigen Beitritt der Bundesrepublik Deutschland.
- 08. August: In Buckinghamshire, England überfällt eine Bande von insgesamt 15 Mitgliedern einen Postzug von Glasgow nach London und raubt £ 2,6 Millionen (Postraub).
- 19. August: Die Bundesrepublik Deutschland tritt dem Moskauer Vertrag zur Einstellung der Kernwaffenversuche bei.
- 28. August: Beim Marsch auf Washington für Arbeit und Freiheit hält Martin Luther King seine berühmte Rede I Have a Dream.

#### September
- 01. September: Pierre-Paul Schweitzer, Frankreich, wird Direktor des Internationalen Währungsfonds (IWF).
- 01. September: Singapur wird von Großbritannien unabhängig.
- 01. September: In der BRD tritt das Gesetz zur Förderung der Rationalisierung im Steinkohlenbergbau in Kraft.
- 02. September: Alabamas Gouverneur George Wallace mobilisiert die Staatspolizei, die schwarzen Kindern das Betreten integrierter Schulen verwehren muss. Die Rassentrennung soll aus Gouverneurssicht fortbestehen.
- 06. September: Eröffnung der Berliner Brücke in Duisburg durch Willy Brandt
- 12. September: Das Ankara-Abkommen zwischen der EWG und der Türkei wird unterzeichnet.
- 15. September: Bei einem Anschlag auf die 16th Street Baptist Church in Birmingham in Alabama sterben 4 afroamerikanische Kinder im Alter zwischen 11 und 15 Jahren.
- 21. September: Das SED-Politbüro veröffentlicht sein Jugendkommuniqué. In der neuen Jugendpolitik sollte das Verhältnis zur Jugend frei sein von „Gängelei, Zeigefingerheben und Administrieren“.
- 23. September: Beitritt Costa Ricas zur MCCA (Zentralamerikanischer Gemeinsamer Markt)
- 25. September: Dominikanische Republik. Militärputsch gegen Juan Bosch
- 29. September: Bürgerschaftswahl in Bremen

#### Oktober
- 01. Oktober: Nigeria wird Republik.
- 04. Oktober: Vor den Vereinten Nationen hält der äthiopische Kaiser Haile Selassie eine Rede, in der er auch auf den ausstehenden Frieden in Afrika eingeht. Eine Textpassage daraus wird später vom jamaikanischen Sänger und Songschreiber Bob Marley für das Lied War verwendet.
- 0 5. Oktober: Vertrag zum Verbot von Nuklearwaffentests in der Atmosphäre, im Weltraum und unter Wasser NTBT (Nuclear Test Ban Treaty) wurde zur Unterzeichnung freigegeben.
- 10. Oktober: NTBT (Nuclear Test Ban Treaty) tritt in Kraft.
- 11. Oktober: Im Fall Fritz Hanke wird das erste bundesdeutsche Urteil in einem Prozess gegen einen Schützen an der innerdeutschen Grenze gesprochen.
- 15. Oktober: Konrad Adenauer tritt als Bundeskanzler zurück.
- 16. Oktober: Ludwig Erhard wird zweiter Bundeskanzler der Bundesrepublik Deutschland.

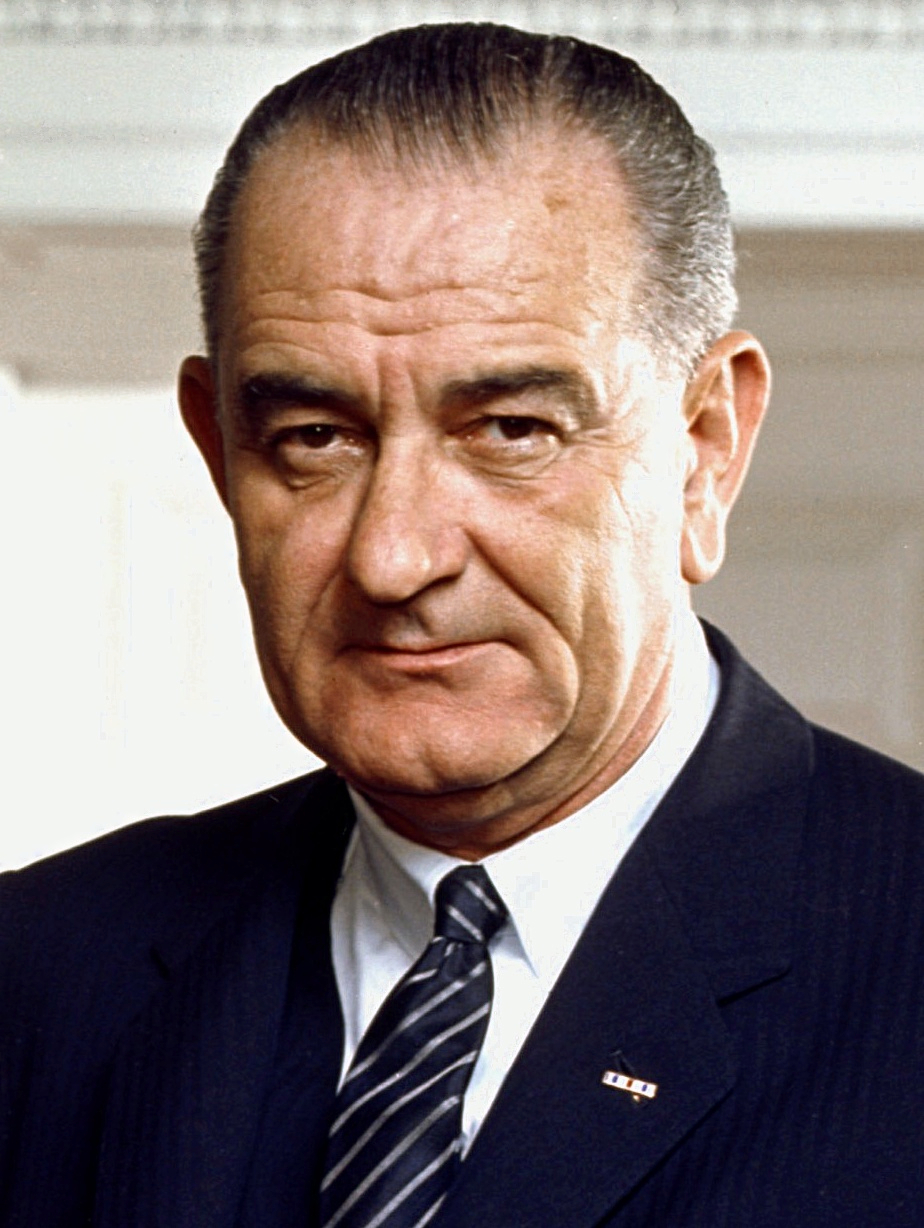
Lyndon B. Johnson

- 18. Oktober: Harold Macmillan (1894–1986, britischer Premierminister seit dem 10. Januar 1957) tritt (von der Profumo-Affäre beschädigt) zurück. Sein Nachfolger wird Alec Douglas-Home (1903–1995).
- 28. Oktober: Staatsbesuch von Bundespräsident Heinrich Lübke in Indonesien (bis 3. November)

#### November
- 01. November: In Südvietnam findet ein Militärputsch statt, der tags darauf Präsident Ngô Đình Diệm und seinen Bruder Nhu Dinh das Leben kostet.
- 06. November: Bundespräsident Heinrich Lübke beginnt als erstes europäisches Staatsoberhaupt einen 10-tägigen Staatsbesuch in Japan.[3]
- 07. November: nach dem Grubenunglück von Lengede werden nach 14 Tagen elf Bergleute gerettet.
- 22. November: US-Präsident John F. Kennedy wird in Dallas bei einem Attentat getötet. Lyndon B. Johnson wird 36. Präsident der USA.

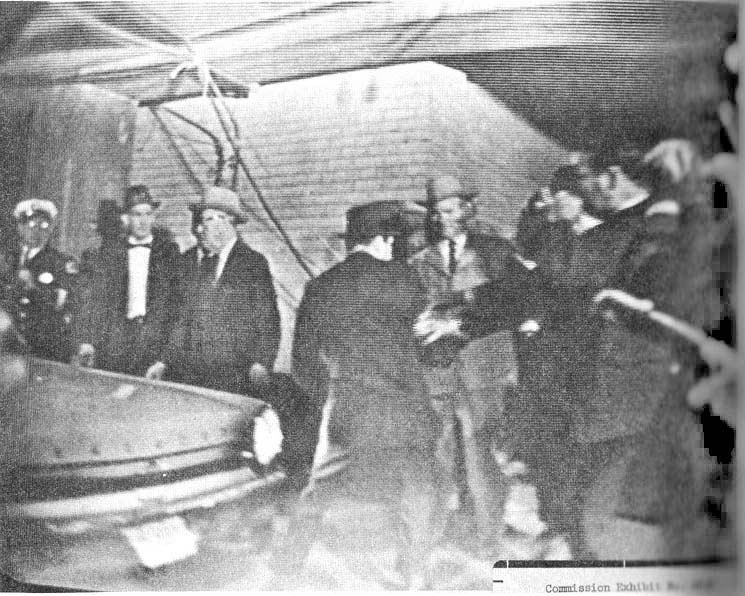
Jack Ruby erschießt Lee Harvey Oswald

- 24. November: Der Nachtclubbesitzer Jack Ruby erschießt in Dallas vor laufender Fernsehkamera Lee Harvey Oswald, den mutmaßlichen Mörder von US-Präsident John F. Kennedy, bei Überstellung in das Gefängnis.

#### Dezember
- 01. Dezember: Nagaland wird ein eigener Bundesstaat innerhalb der Indischen Union.
- 10. Dezember: Sansibar wird unabhängiges Sultanat
- 12. Dezember: Die Kronkolonie Kenia wird von Großbritannien unabhängig. Jomo Kenyatta wird erster Premierminister des ostafrikanischen Staats.
- 16. Dezember: Kenia wird Mitglied der Vereinten Nationen.
- 17. Dezember: das erste Passierscheinabkommen wird unterschrieben. Es ermöglicht West-Berlinern erstmals seit dem 13. August 1961 wieder den Besuch ihrer Ost-Berliner Verwandten über Weihnachten und Neujahr 1963/64.[4]
- 17. Dezember: die Generalversammlung der Vereinten Nationen beschließt mit der Resolution 1991 (XVIII) die Erhöhung der Zahl der nichtständigen Mitglieder des UN-Sicherheitsrats von bisher sechs auf zehn.
- 20. Dezember: Beginn des ersten Frankfurter Auschwitzprozesses gegen 22 SS-Leute des nationalsozialistischen KZ Auschwitz und damit der juristischen Aufarbeitung der dort begangenen Verbrechen.
- 22. Dezember: Nach einem Massaker griechischer Extremisten an türkischen Bewohnern beginnt im Zypernkonflikt der Bürgerkrieg auf der Mittelmeerinsel Zypern.

#### Tag unbekannt
- Seegfrörni: Bodensee und Zürichsee sind komplett zugefroren (Ende Januar/Anfang Februar).
- Beginn des Guerilla-Krieges in Guinea-Bissau
- Drei DDR-Gefreite durchbrechen bei Bad Hersfeld mit einem Panzerspähwagen die innerdeutsche Grenze und fliehen in den Westen.

### Wirtschaft
- 31. März: Nach über hundertjährigem Betrieb wird die Steinkohle fördernde Zeche Centrum in Wattenscheid als Opfer reduzierter Kohlennachfrage und aus Produktivitätserwägungen stillgelegt.
- 05. April: Die ARD strahlt erstmals den Weltspiegel mit Berichten von Auslandskorrespondenten im deutschen Fernsehen aus. Gerd Ruge moderiert die Sendung im ersten Programm.
- 22. Oktober: Die Mitgliedsstaaten im Rat für gegenseitige Wirtschaftshilfe führen in einem Abkommen den Transferrubel als Rechnungswährung ein.
- Gründung der Zentralstelle für private Überspielungsrechte

### Wissenschaft und Technik

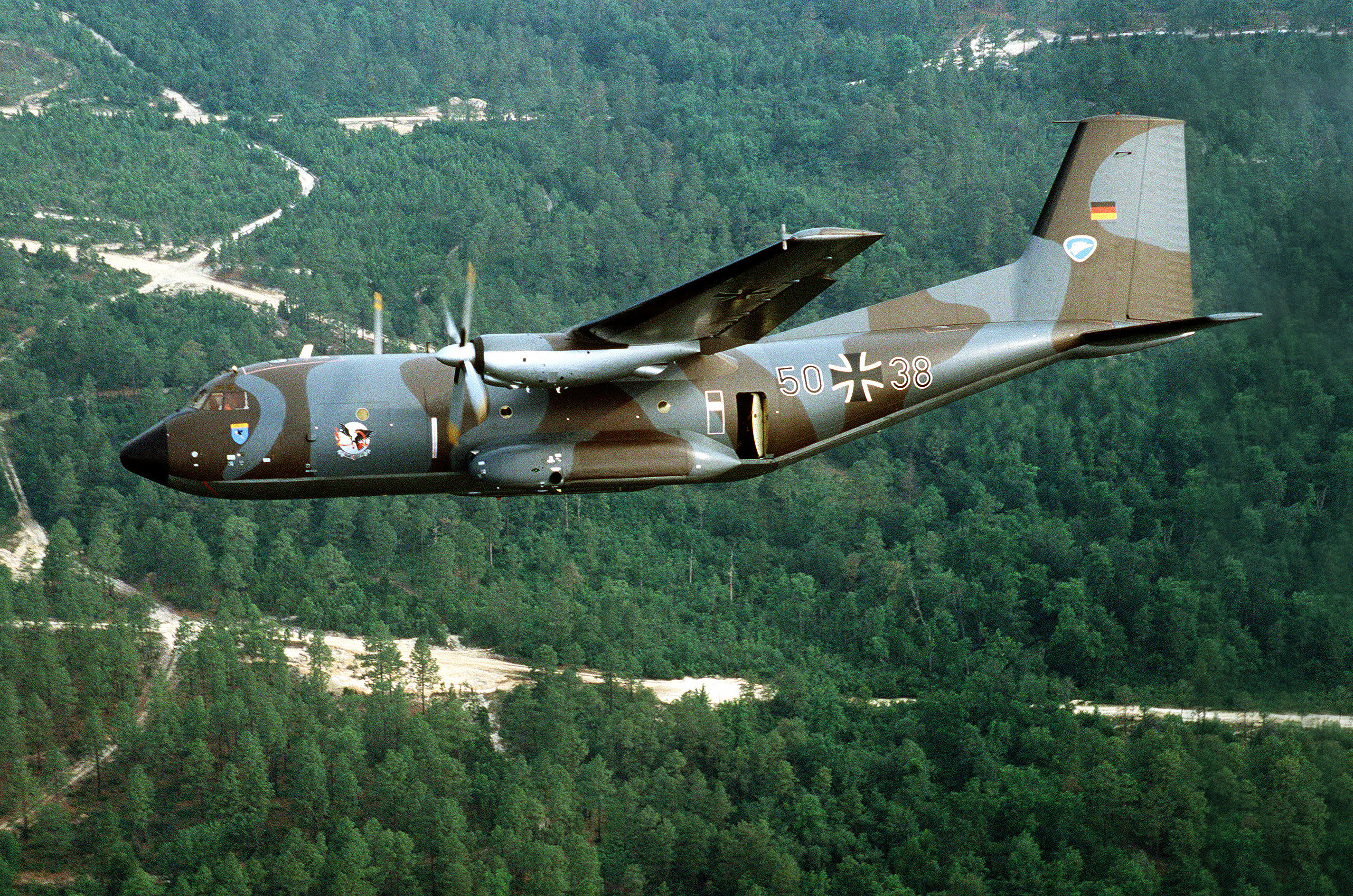
Transall C-160

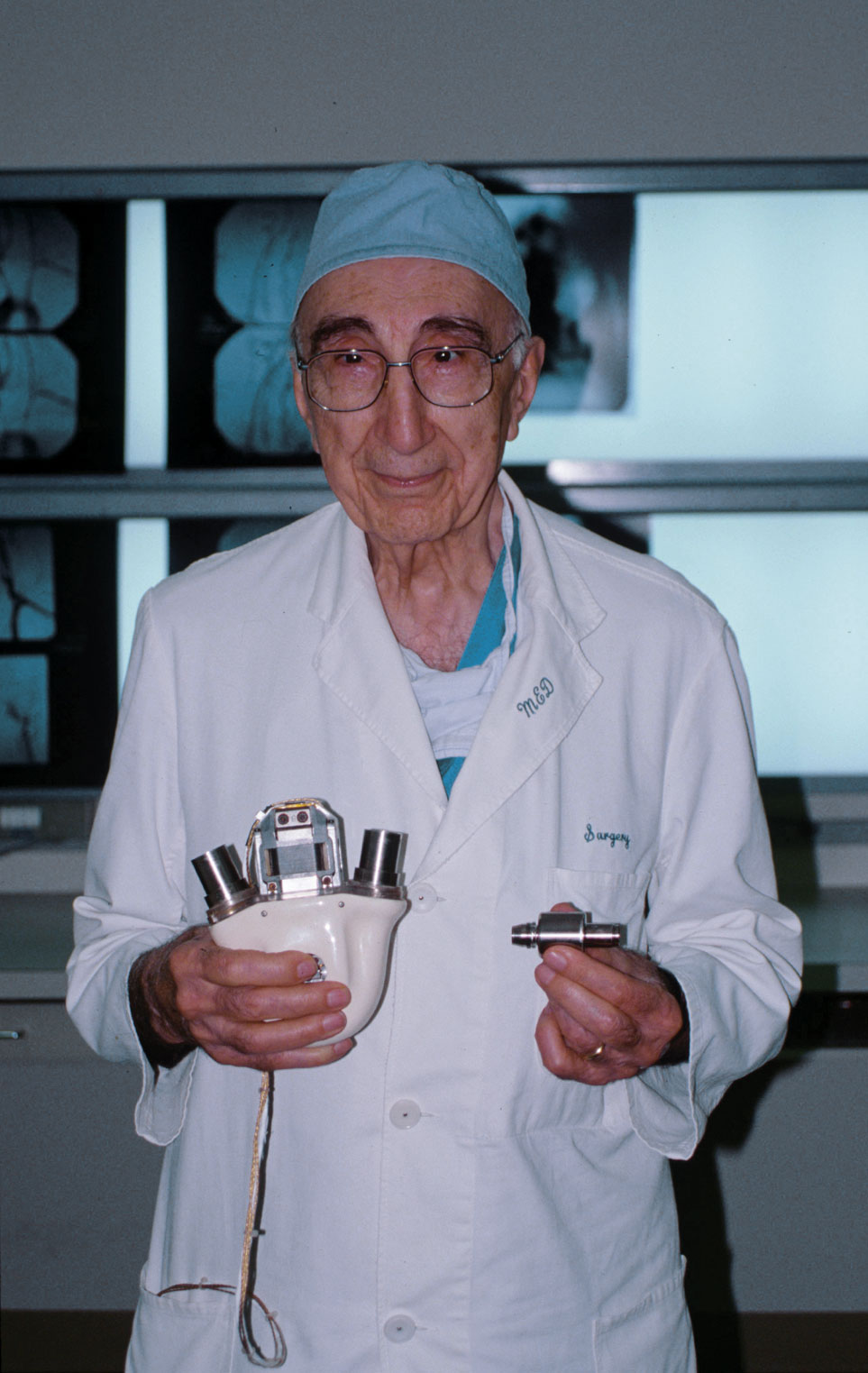
DeBakey

- 03. Januar: Walter Bruch meldet das Farbfernsehverfahren PAL (Phase Alternating Line) zum Patent an und führt es in Hannover vor.
- 06. Februar: Erstflug der Boeing 727
- 14. Februar: Der erste Satellit der Syncom-Serie wird gestartet. Fünf Stunden nach Betätigen seines Apogäumsmotors reißt der Funkkontakt zum Kommunikationssatelliten der NASA ab.
- 25. Februar: Erstflug des deutsch-französischen Transportflugzeugs Transall C-160. Sie wurde in Deutschland 53 Jahre lang, bis 2021, eingesetzt.
- 01. März: Die weltweit erste Lebertransplantation an einem Menschen nimmt der US-Chirurg Thomas Starzl in Denver vor.
- 30. April: Die Fehmarnsundbrücke, die die Ostseeinsel Fehmarn mit dem Festland verbindet, wird nach drei Jahren Bauzeit feierlich durch Bundespräsident Heinrich Lübke und den dänischen König Friedrich IX. eröffnet.
- 02. Mai: Berthold Seliger startet im Wattengebiet von Cuxhaven eine Dreistufenrakete mit einer Gipfelhöhe von über 100 Kilometern. Es ist die einzige im Nachkriegsdeutschland entwickelte Höhenforschungsrakete. Allerdings wird sie nie in Serie gebaut.
- 07. Mai: Der zivilen Zwecken dienende Kommunikationssatellit Telstar 2 wird mit einer Delta-B-Trägerrakete in eine Umlaufbahn geschossen. Er ersetzt den außer Funktion geratenen Raumflugkörper Telstar 1.
- 15. Mai: Erstflug der Beechcraft King Air. Sie ist bis heute (2025) das am längsten und in der größten Stückzahl produzierte Geschäftsreiseflugzeug der Welt.
- 15. Mai: Der Start des Raumschiffes Faith 7 im Rahmen der Weltraummission Mercury-Atlas 9 mit dem Astronauten Gordon Cooper an Bord beendet das NASA-Mercury-Programm. Cooper „übernachtet“ als Erster in der Schwerelosigkeit.
- 14. Juni: In der Sowjetunion startet der Kosmonaut Waleri Fjodorowitsch Bykowski mit der Wostok 5 für die Dauer von 4 Tagen 23 Stunden (81 Erdumkreisungen) ins All. Zwei Tage später startet Wostok 6 mit der ersten Kosmonautin Walentina Tereschkowa; bei einem „Rendezvous“ nähern sich die zwei Kapseln auf 5 km.
- 23. Juli: Mit einem Hubschrauber SA 3210 Super Frelon erreichten Jean Boulet und Roland Coiffignon den Geschwindigkeitsweltrekord von 350,5 km/h.
- 01. November: Das Arecibo-Observatorium auf Puerto Rico wird eingeweiht. Das zweitgrößte Radioteleskop dient auch der Suche nach außerirdischer Intelligenz.
- 03. November Mit zwei stromlinienverkleideten 50 cm³ Maschinen stellt Garelli auf der Rennstrecke von Monza acht Langstreckenweltrekorde für Motorräder in den Klassen 50, 70, 100, und 125 cm³ auf. Darunter auch den 24-Stunden-Weltrekord mit einer Durchschnittsgeschwindigkeit von 108,834 km/h.
- 14. November: Surtsey erhebt sich als Insel aus dem Atlantik.
- 22. November: Über den Satelliten Relay 1 wird eine Stunde nach der Ermordung des amerikanischen Präsidenten John F. Kennedy die erste transpazifische Fernsehnachricht zwischen den Vereinigten Staaten und Japan übertragen.
- 05. Dezember: Die Berthold-Seliger-Forschungs- und Entwicklungsgesellschaft mbH führt Vertretern von Militärs aus Nicht-NATO-Staaten militärisch verwertbare Raketen im Wattengebiet von Cuxhaven vor. Obwohl bei dieser Vorführung nicht gegen alliiertes Recht verstoßen wird und die vorgeführten Raketen nach ihren Flug am Fallschirm landen, führt diese Aktion zu Protesten von Seiten der Sowjetunion.

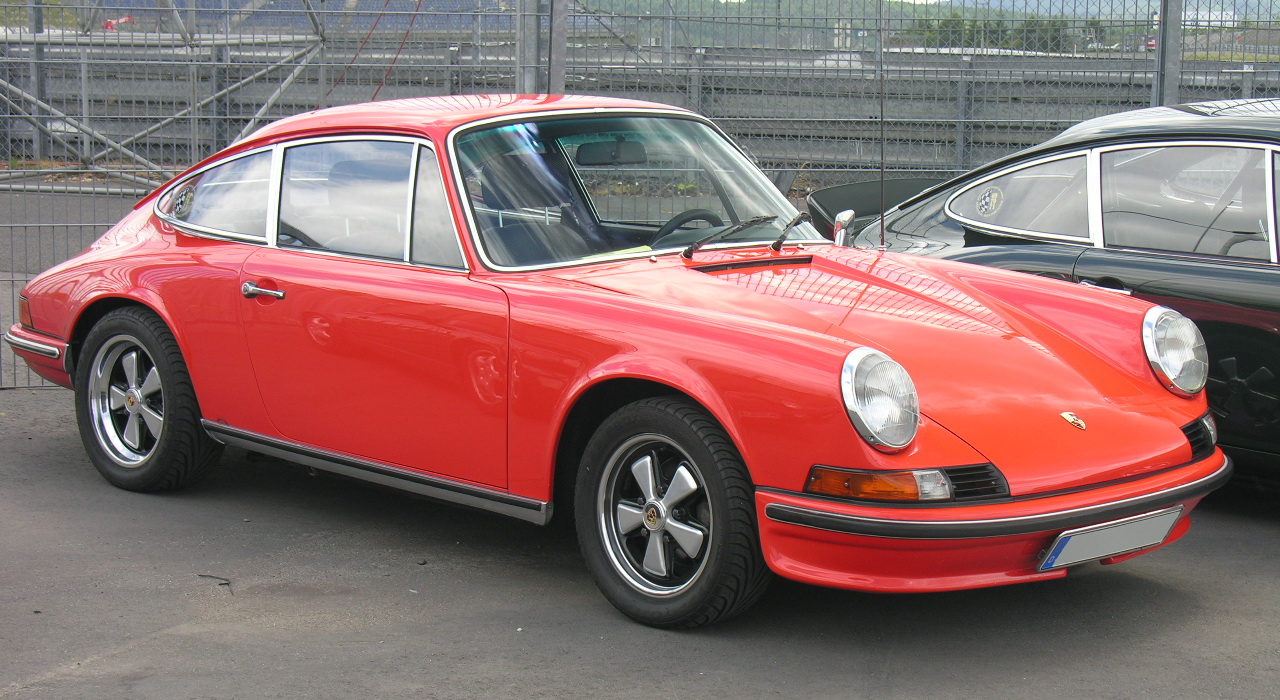
Porsche 911S

- Porsche stellt auf der Internationalen Automobil-Ausstellung (IAA) in Frankfurt am Main den Porsche 911 vor
- Michael Ellis DeBakey implantiert das erste Herzimplantat (Kunstherz)
- Erfindung des Kassettenrekorders und der Compact Cassette durch das niederländische Unternehmen Philips
- Wissenschaftliche Erstbeschreibung von Herrerasaurus, einem der ältesten Dinosaurier

### Kultur
- Im Januar erscheint der Roman Ansichten eines Clowns von Heinrich Böll.
- 10. März: Uraufführung der Oper Il Re cervo oder Die Irrfahrten der Wahrheit von Hans Werner Henze in Kassel
- 28. März: Alfred Hitchcocks Film Die Vögel läuft in den Kinos der USA an.

ZDF

- 01. April: Das Zweite Deutsche Fernsehen ZDF geht erstmals auf Sendung.
- 02. April: Das ZDF zeigt zum ersten Mal Zeichentrickfilme mit den Mainzelmännchen zwischen der Fernsehwerbung.
- 04. April: Das Kriminalmuseum öffnet im frisch gegründeten ZDF als dessen erste Krimiserie.
- 29. Mai: In Oslo eröffnet das Munch-Museum, das die nachgelassenen Werke des Malers und Grafikers Edvard Munch aufbewahrt.
- 28. Juni: Uraufführung der Oper Figaro lässt sich scheiden von Giselher Klebe an der Hamburgischen Staatsoper
- 08. Juli: Die britische Zeitung Daily Mail druckt den ersten Comic mit Wurzel, einem zeichnerisch der Hunderasse Basset Hound nachempfundenen Tier.
- 23. September: Die Uraufführung des Films Das Schweigen von Ingmar Bergman wird wegen sexueller Darstellungen zum Skandal.
- 23. November: Die BBC strahlt die erste Folge von Doctor Who aus, der heute erfolgreichsten und am längsten laufenden Science-Fiction-Serie weltweit.
- 27. November: Uraufführung der Oper Die Verlobung in San Domingo von Werner Egk an der Bayerischen Staatsoper in München
- Gründung der Hochschule für Bildende Künste Braunschweig
- Bei der ersten Einzelausstellung von Georg Baselitz werden seine Bilder Die große Nacht im Eimer und Der nackte Mann von der Staatsanwaltschaft wegen „Unsittlichkeit“ beschlagnahmt.
- Marlen Haushofers Roman Die Wand erscheint bei S. Mohn in Gütersloh
- Der Sketch Dinner for One wird in Hamburg aufgezeichnet. Die sich unterscheidende Schweizer Version wird im März im Auftrag des Schweizer Fernsehens in Zürich aufgezeichnet.
- Gründung der Europa Nostra

### Religion
- 11. April: Papst Johannes XXIII. veröffentlicht die Enzyklika Pacem in terris. Erstmals wendet sich ein Papst damit nicht nur an die Katholiken, sondern an alle Menschen guten Willens.
- 30. Juni: Papst Paul VI. wird als letztes römisch-katholisches Kirchenoberhaupt mit der Tiara traditionell gekrönt.

### Sport
- 26. Januar: Die drei deutschen Bergsteiger Rainer Kauschke, Peter Siegert und Gerd Uhner durchsteigen über die so genannte Superdirettissima die Nordwand der Großen Zinne in den Sextener Dolomiten im Winter.
- 20. Mai: Michail Botwinnik verliert bei der Schachweltmeisterschaft 1963 seinen Titel endgültig an Tigran Petrosjan.
- 26. Mai bis 28. Dezember: Austragung der 14. Formel-1-Weltmeisterschaft
- 14. August: Das Fernsehmagazin das aktuelle sportstudio sendet erstmals.
- 24. August: Die Fußball-Bundesliga nimmt nach dem Beschluss des Deutschen Fußball-Bundes vom 28. Juli 1962 in Dortmund zur Saison 1963/64 den Spielbetrieb auf.
- 08. September: Jim Clark wird zum ersten Mal Formel-1-Weltmeister.
- 13. Oktober: Im bayerisch-schwäbischen Bobingen findet der erste Volkslauf in Deutschland statt. 1.654 Teilnehmer sind sportlich im Naturpark Augsburg – Westliche Wälder unterwegs.
- 1963 wurde die SC Aktivist Brieske/Senftenberg von der DDR-Regierung nach Cottbus kommandiert. Es entstand der SC Cottbus. Am 30. Januar 1966 gründete sich daraus die BSG Energie Cottbus, heute Energie Cottbus.

Einträge von Leichtathletik-Weltrekorden siehe unter der jeweiligen Disziplin unter Leichtathletik.

### Katastrophen
- 01. Februar: Ankara, Türkei. Eine libanesische Vickers Viscount der Middle East Airlines kollidiert mit einer Douglas DC-3 der türkischen Luftwaffe. Die Flugzeuge stürzen in verschiedene Stadtgebiete, unter anderem in einen stark belebten Marktplatz. Alle 17 Menschen an Bord der zwei Maschinen sterben, ebenso 87 Einwohner Ankaras. 50 Verletzte
- 17. März: Beim Ausbruch des Schichtvulkans Agung auf der indonesischen Insel Bali sterben über 1.100 Menschen.
- 10. April: Das US-amerikanische U-Boot Thresher der Thresher-Klasse sinkt mit allen 129 Besatzungsmitgliedern vor der Küste New Englands.
- 26. Juli: Erdbeben in Skopje, Jugoslawien der Stärke 6,0, etwa 1.100 Tote
- 09. Oktober: Katastrophe von Vajont: 260 Mio. Kubikmeter des Monte Toc stürzen in den Vajont-Stausee in den bellunesischen Alpen (Italien). Der Ort Longarone wird vollkommen zerstört, ca. 2.000 Menschen verlieren ihr Leben. Die Staumauer war zur Zeit ihrer Errichtung die höchste Europas und steht heute noch als Mahnmal.
- 24. Oktober: Tragisches Grubenunglück in Lengede
- 09. November: Eine Kohlenstaubexplosion im Mitsui Miiki-Bergwerk in Ōmuta kostet 458 Menschen das Leben, 555 werden in der schwersten Bergwerkskatastrophe nach dem Krieg in Japan verletzt.
- 27. November: Montreal, Kanada. Absturz eines Düsen-Verkehrsflugzeugs DC-8F der Trans-Canada. Alle 118 Menschen sterben.
- 22. Dezember: Das in Griechenland registrierte Passagierschiff Lakonia brennt während einer Weihnachtskreuzfahrt zu den Kanarischen Inseln nördlich von Madeira aus. 128 Passagiere und Besatzungsmitglieder kommen ums Leben.

Kleinere Unglücksfälle sind in den Unterartikeln von Katastrophe und in der Liste von Katastrophen aufgeführt.

### Natur und Umwelt
- Januar, Februar, Anfang März: In Europa, Nordamerika, Japan und an der chinesischen Küste herrscht der außergewöhnlich kalte Winter 1962/63. In Mittel- und Westeuropa herrscht ungewöhnlich lange Frost.

## Geboren

### Januar
- 01. Januar: Milo Aukerman, US-amerikanischer Sänger
- 01. Januar: Alberigo Evani, italienischer Fußballspieler und -trainer
- 01. Januar: Asad Schwarz, deutscher Schauspieler und Synchronsprecher
- 01. Januar: Luc Winants, belgischer Schachspieler († 2023)
- 02. Januar: Gert Anhalt, deutscher Journalist und Autor
- 02. Januar: Tzimon Barto, US-amerikanischer Konzertpianist, Dirigent und Autor
- 02. Januar: Luis d’Antin, spanischer Motorradrennfahrer und Teambesitzer
- 02. Januar: Harry Nuttall, 4. Baronet, britischer Motorsportfunktionär und Automobilrennfahrer
- 02. Januar: Jelena Alexandrowna Walowa, russische Eiskunstläuferin und Eiskunstlauftrainerin
- 03. Januar: Edward Pursino, US-amerikanischer Gitarrist
- 04. Januar: Esther Ankri, israelische Singer-Songwriterin, Komponistin und Schauspielerin
- 04. Januar: Ihar Astapkowitsch, belarussischer Hammerwerfer
- 04. Januar: Christian Carion, französischer Filmregisseur und Drehbuchautor

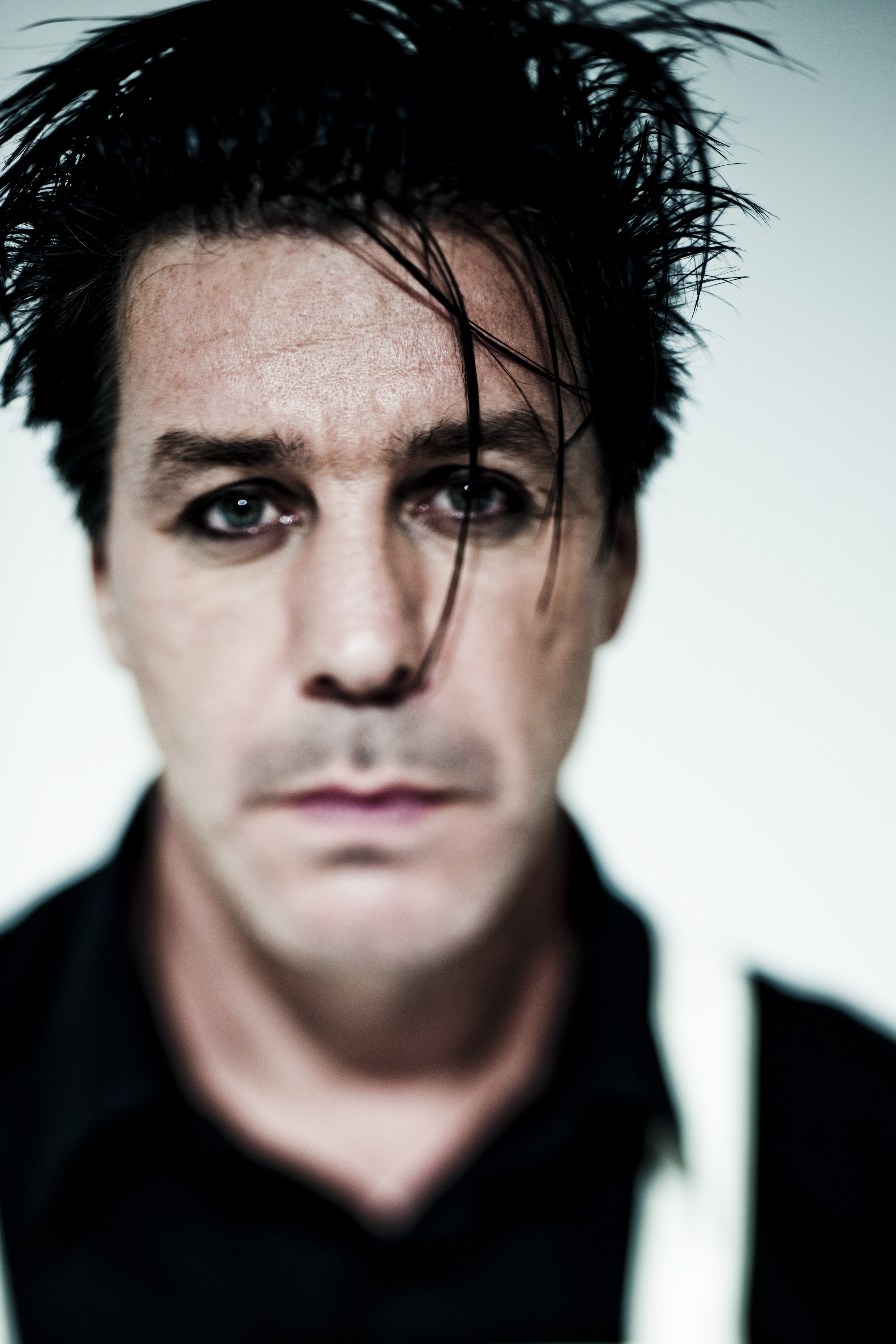
Till Lindemann, 2009

- 04. Januar: Till Lindemann, deutscher Musiker
- 04. Januar: Edith Sitzmann, deutsche Politikerin

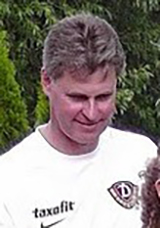
Ralf Loose

- 05. Januar: Ralf Loose, deutscher Fußballtrainer
- 05. Januar: Vitalij Grossmann, deutsch-kasachischer Eishockeyspieler († 2005)
- 06. Januar: Paul Kipkoech, kenianischer Langstreckenläufer († 1995)
- 06. Januar: Karen Movsesjan, armenisch-deutscher Schachgroßmeister
- 07. Januar: Georg Arnfinn Andersen, norwegischer Kugelstoßer
- 07. Januar: Ioan Grigoraș, rumänischer Ringer
- 07. Januar: Anshu Jain, britischer Bankmanager indischer Herkunft († 2022)
- 07. Januar: Clint Mansell, englischer Komponist
- 07. Januar: Mohammed Yaseen Mohammed, irakischer Gewichtheber († 2020)
- 08. Januar: Daniele Fortunato, italienischer Fußballspieler
- 08. Januar: Ernst Ströer, deutscher Musiker, Arrangeur, Komponist, Musikproduzent und Projektentwickler
- 08. Januar: Alicia Svigals, US-amerikanische Geigerin und Komponistin
- 09. Januar: Borislav Dević, jugoslawischer Leichtathlet († 2023)
- 10. Januar: Kira Walentinowna Iwanowa, russische Eiskunstläuferin († 2001)
- 10. Januar: Francesco Panetta, italienischer Leichtathlet
- 11. Januar: Jason Connery, britischer Schauspieler und Regisseur
- 11. Januar: Roland Wohlfarth, deutscher Fußballspieler
- 12. Januar: Peter Androsch, österreichischer Musiker und Komponist
- 12. Januar: François Girard, kanadischer Regisseur und Drehbuchautor
- 13. Januar: Andrew Roberts, britischer Historiker und Publizist
- 13. Januar: Patrice Roussel, französischer Rennfahrer und Rennstallbesitzer
- 14. Januar: Christofer von Beau, deutscher Schauspieler
- 14. Januar: Frank Dahmke, deutscher Handballspieler

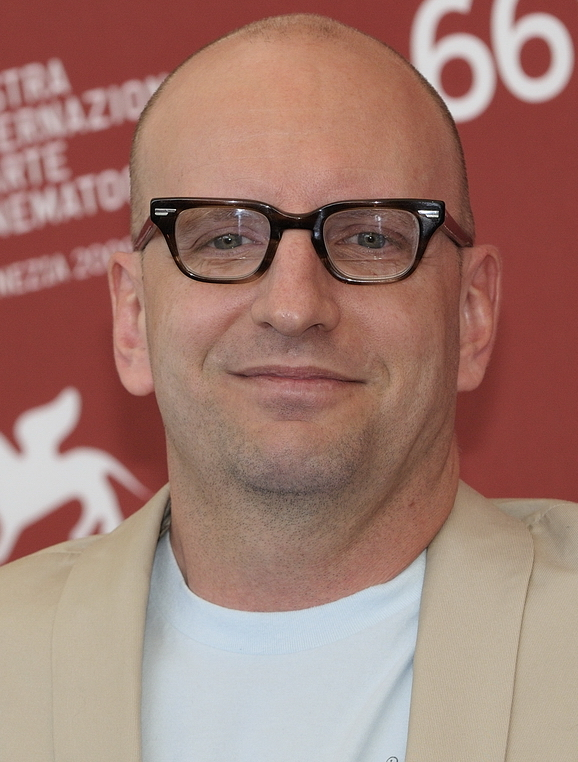
Steven Soderbergh

- 14. Januar: Steven Soderbergh, US-amerikanischer Filmregisseur
- 15. Januar: Tomasz Gwinciński, polnischer Gitarrist, Perkussionist und Komponist
- 15. Januar: Rick Nasheim, kanadischer Eishockeyspieler
- 15. Januar: Bruce Schneier, US-amerikanischer Mathematiker und Kryptologe
- 15. Januar: Katrin Weber, deutsche Sängerin, Musicaldarstellerin, Schauspielerin und Kabarettistin
- 15. Januar: Aleksander Wojtkiewicz, polnisch-US-amerikanischer Schachmeister († 2006)
- 16. Januar: Butz Ulrich Buse, deutscher Schauspieler und Drehbuchautor
- 16. Januar: Corb Denneny, kanadischer Eishockeyspieler
- 16. Januar: Dodë Gjergji, albanischer, römisch-katholischer Bischof und Apostolischer Administrator von Prizren
- 16. Januar: James May, britischer Fernsehmoderator
- 16. Januar: Han Polman, niederländischer Politiker
- 17. Januar: Cyrus Chestnut, US-amerikanischer Jazzpianist

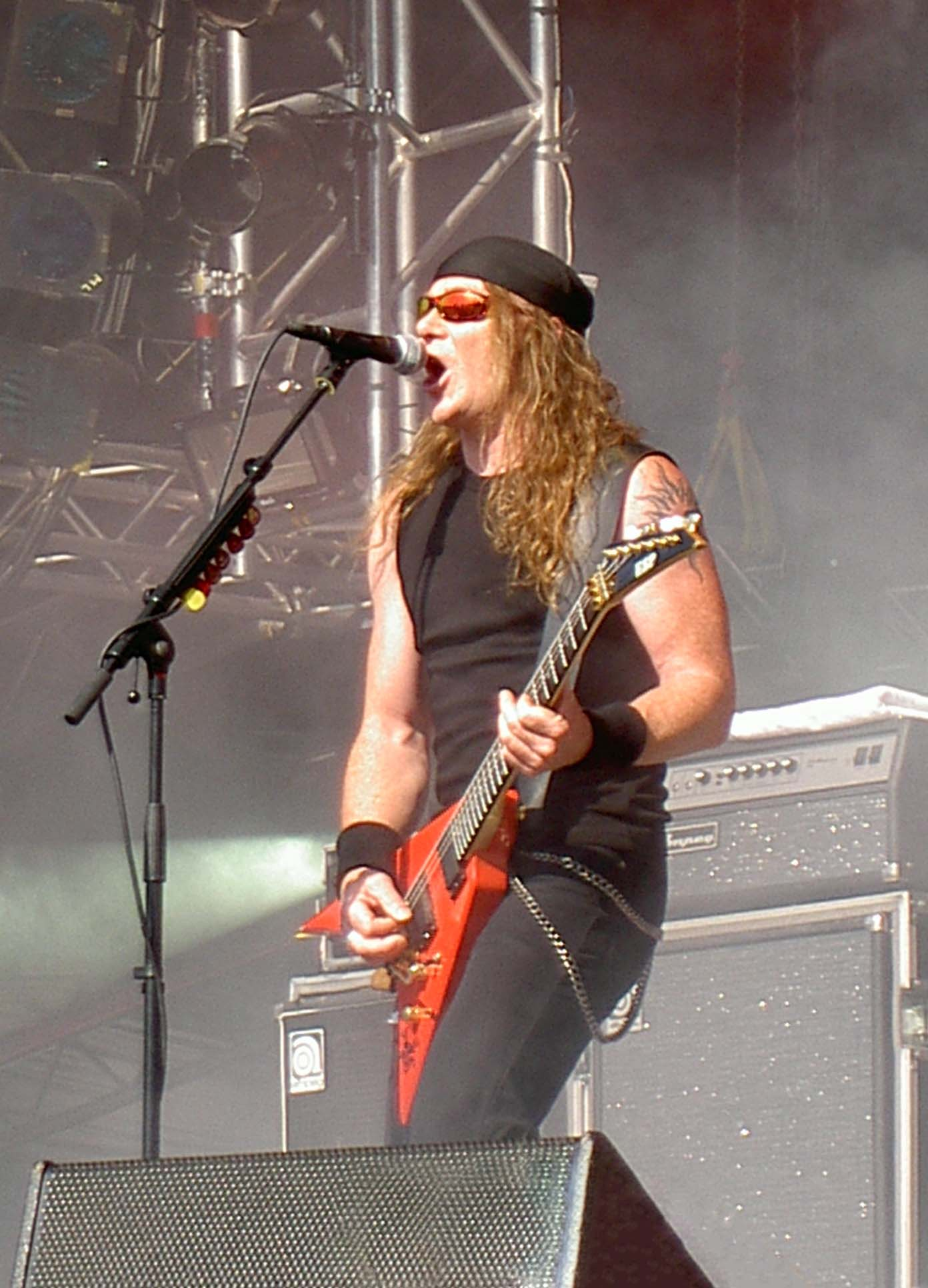
Kai Hansen

- 17. Januar: Kai Hansen, deutscher Hardrocker, Mitbegründer der Band Helloween
- 18. Januar: Phillip Boa, deutscher Musiker
- 18. Januar: Petra Einhoff, deutsche Schauspielerin
- 18. Januar: Emmanuel Chukwudi Eze, nigerianischer Philosoph († 2007)
- 18. Januar: Peter Stamm, Schweizer Autor
- 18. Januar: Peter Flechtner, deutscher Schauspieler und Synchronsprecher
- 19. Januar: Dietmar Arends, deutscher Pfarrer
- 19. Januar: Jay Cochran, US-amerikanischer Automobilrennfahrer
- 20. Januar: Guy Helminger, luxemburgischer Schriftsteller
- 21. Januar: Jun-San Chen, taiwanesischer Rennstallbesitzer und Automobilrennfahrer
- 21. Januar: Detlef Schrempf, deutscher Basketballspieler
- 21. Januar: Bernd Hoffmann, deutscher Sportfunktionär
- 21. Januar: Hakeem Olajuwon, nigerianisch-amerikanischer Basketballspieler
- 22. Januar: Hermann-Josef Tenhagen, deutscher Wirtschaftsjournalist und Chefredakteur
- 22. Januar: Andreï Tchmil, belgischer Radrennfahrer
- 22. Januar: Georgi Boos, russischer Politiker
- 22. Januar: Fenja Rühl, deutsche Schauspielerin
- 23. Januar: Miwa Abiko, japanische Manga-Zeichnerin
- 23. Januar: Thomas Kausch, deutscher Journalist und Fernsehmoderator
- 23. Januar: Gail O’Grady, US-amerikanische Schauspielerin
- 24. Januar: Bernhard Schir, österreichischer Schauspieler
- 26. Januar: Riddell Akua, nauruischer Politiker

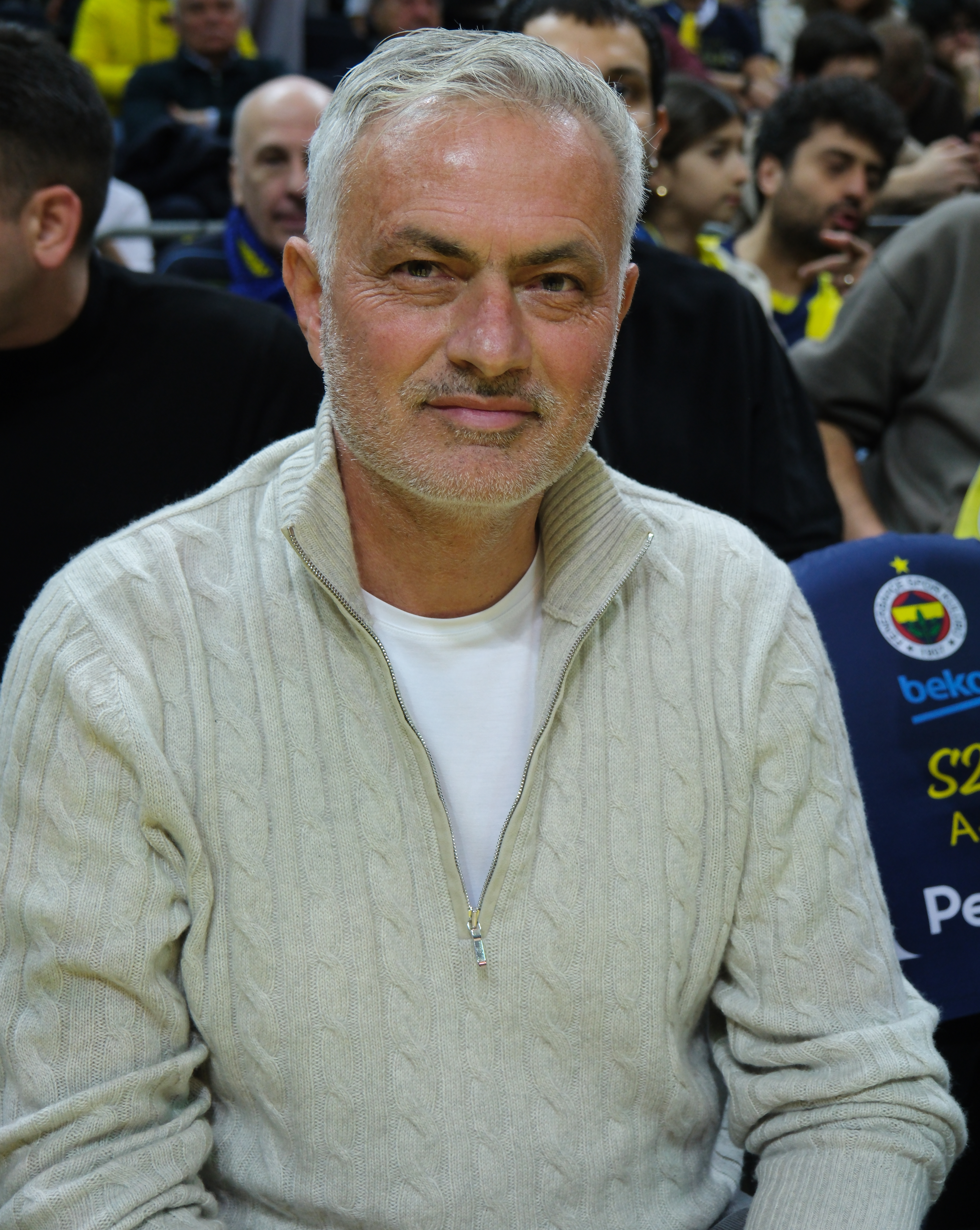
José Mourinho

- 26. Januar: José Mourinho, portugiesischer Fußballtrainer
- 26. Januar: Kensuke Tanabe, japanischer Spieleentwickler
- 27. Januar: Luigi Ambrosio, italienischer Mathematiker
- 27. Januar: Noe Noack, deutscher Radiomoderator
- 28. Januar: Kia Asamiya, japanischer Mangaka (Comiczeichner)
- 29. Januar: Makiko Gotō, japanische Kotospielerin und Musikpädagogin († 2021)
- 29. Januar: Urban Mangold, deutscher Politiker (ödp)
- 30. Januar: Daphne Lee Ashbrook, US-amerikanische Schauspielerin
- 30. Januar: Thomas Brezina, österreichischer Kinder- und Jugendbuchautor, Fernsehmoderator
- 31. Januar: Brian Adams, US-amerikanischer Wrestler († 2007)
- 31. Januar: Manuela Di Centa, italienische Skilangläuferin

### Februar
- 01. Februar: Josh Broecker, deutscher Regisseur und Drehbuchautor
- 01. Februar: Fausto Romitelli, italienischer Komponist († 2004)
- 02. Februar: Karin Dedler, deutsche Skirennläuferin
- 02. Februar: Eva Cassidy, US-amerikanische Sängerin († 1996)
- 02. Februar: Peter Enders, deutscher Schachgroßmeister († 2025)
- 02. Februar: Vigleik Storaas, norwegischer Jazzpianist
- 02. Februar: Kjell Dahlin, schwedischer Eishockeyspieler
- 03. Februar: Jørn Andersen, norwegischer Fußballspieler
- 04. Februar: Pirmin Zurbriggen, Schweizer Skirennläufer Pirmin Zurbriggen

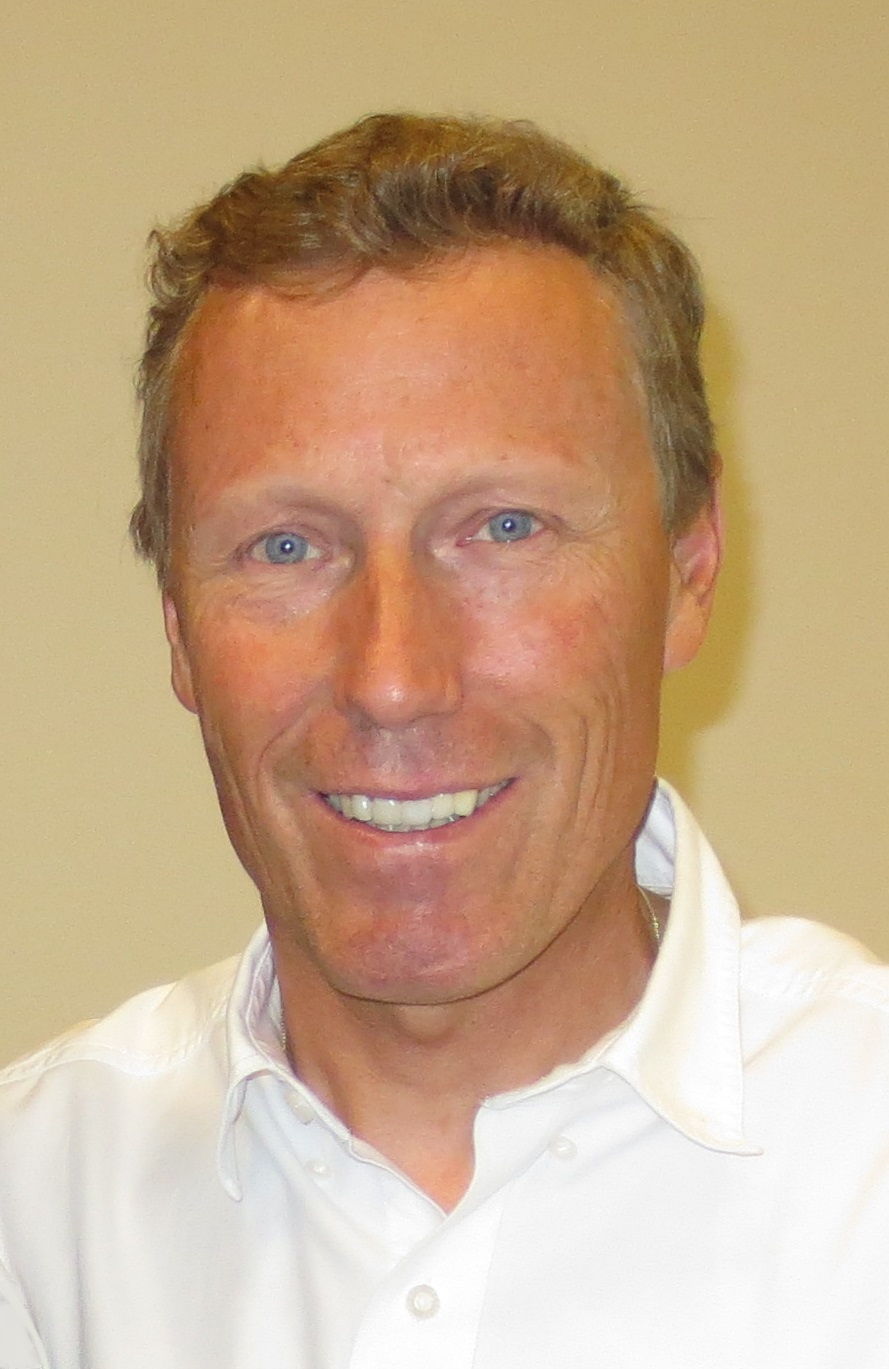
Pirmin Zurbriggen

- 06. Februar: Michael Georg Link, deutscher Politiker und MdB
- 06. Februar: Andrea Marcon, italienischer Organist, Cembalist und Dirigent
- 06. Februar: Dorothee Nolte, deutsche Journalistin und Schriftstellerin
- 06. Februar: David Vanole, US-amerikanischer Fußballtorhüter († 2007)
- 06. Februar: Jean-Luc Thomas, französischer Skilangläufer
- 08. Februar: Jóhann Hjartarson, isländischer Schachgroßmeister
- 08. Februar: Joshua Kadison, US-amerikanischer Musiker
- 09. Februar: Travis Tritt, US-amerikanischer Country-Sänger und Songwriter
- 09. Februar: Gabriel Tiacoh, ivorischer Leichtathlet († 1992)
- 09. Februar: Brian Greene, US-amerikanischer Physiker Brian Greene auf dem World Science Festival 2008

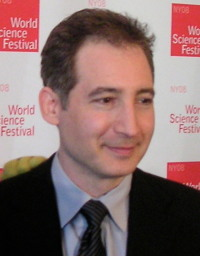
Brian Greene auf dem World Science Festival 2008

- 10. Februar: Michael Applebaum, kanadischer Politiker und Unternehmer
- 10. Februar: Candan Erçetin, türkische Sängerin
- 10. Februar: Alan McInally, schottischer Fußballspieler
- 10. Februar: Christoph Teuner, deutscher Journalist und Fernsehmoderator
- 10. Februar: Johann Wadephul, deutscher Politiker
- 11. Februar: Ralf Falkenmayer, deutscher Fußballspieler
- 11. Februar: Dan Osman, US-amerikanischer Extremsportler japanischer Herkunft († 1998)
- 12. Februar: Claudio Amendola, italienischer Schauspieler und Filmproduzent
- 12. Februar: John Michael Higgins, US-amerikanischer Schauspieler und Synchronsprecher
- 12. Februar: Rüdiger Vollborn, deutscher Fußballspieler
- 13. Februar: Jaap Haartsen, niederländischer Informatiker
- 13. Februar: Iris Knobloch, deutsche Managerin und Präsidentin des Filmfestivals von Cannes
- 13. Februar: Götz Schubert, deutscher Schauspieler
- 14. Februar: Enrico Colantoni, kanadischer Schauspieler
- 15. Februar: Guildo Horn, deutscher Sänger Guildo Horn, 2004

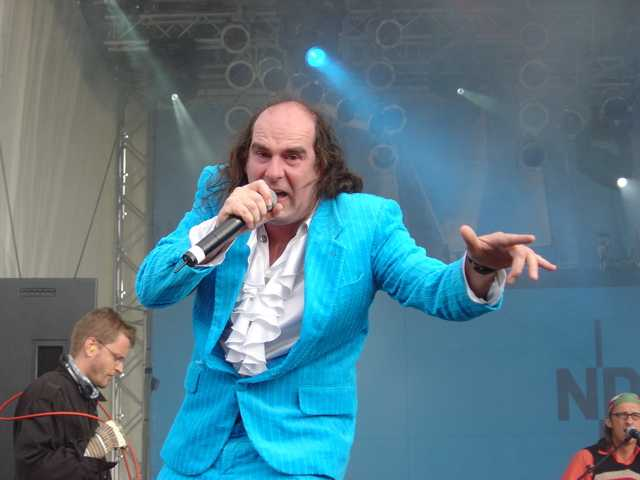
Guildo Horn, 2004

- 15. Februar: Andreas Molino, deutscher Latinjazz-Perkussionist
- 15. Februar: Uwe Wünsch, deutscher Skilangläufer
- 16. Februar: Iris Kammerer, deutsche Schriftstellerin
- 16. Februar: Paddy Schmidt, deutscher Sänger
- 17. Februar: Kerstin Monica Äijä Lenndin, schwedische Skirennläuferin
- 17. Februar: Claudia Cormann, deutsche Journalistin, Politikerin (FDP) und Landtagsabgeordnete
- 17. Februar: Michael Jordan, US-amerikanischer Basketballspieler Michael Jordan

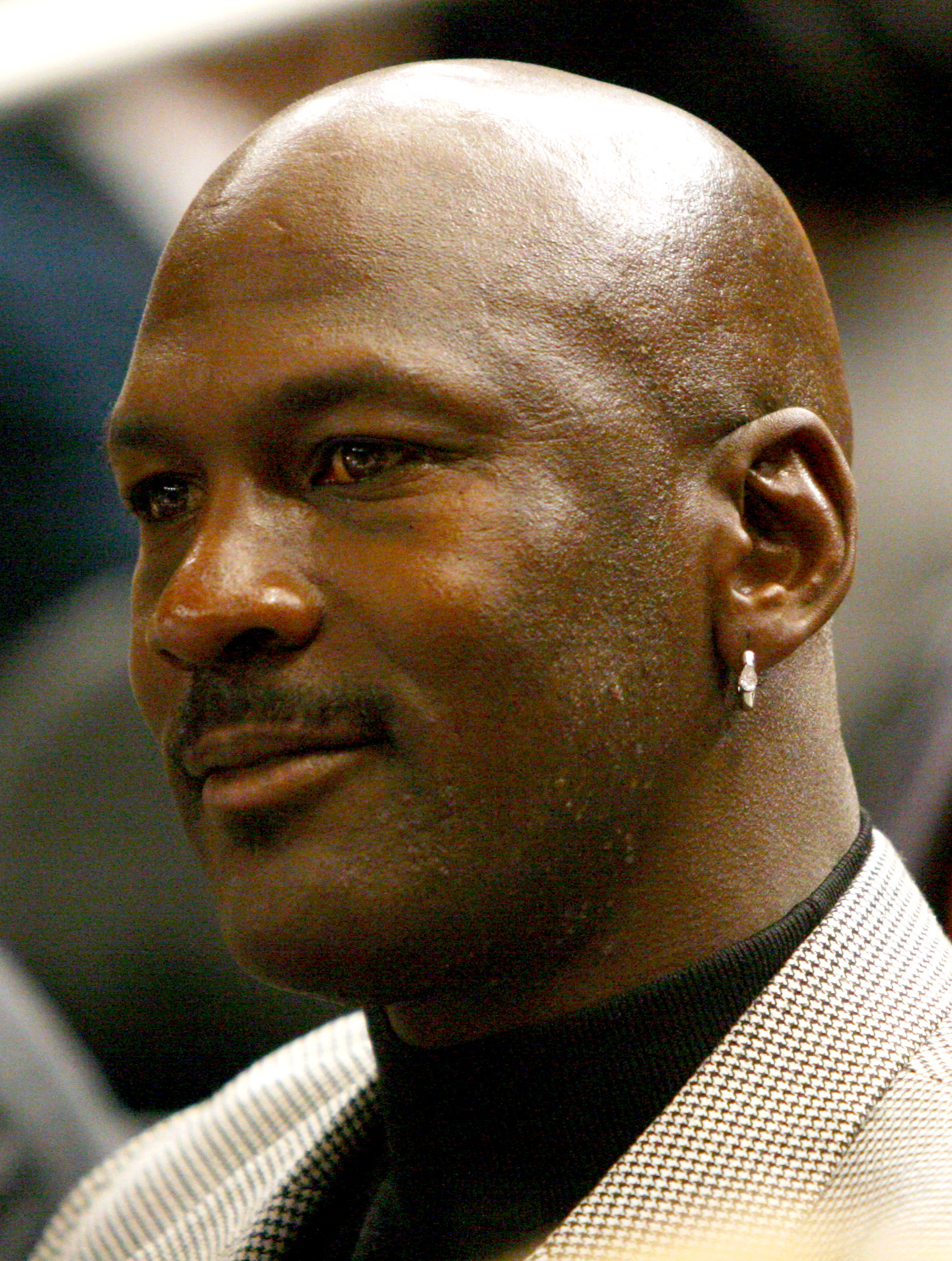
Michael Jordan

- 17. Februar: Dan Reed, amerikanischer Musiker & Sänger
- 17. Februar: Carina Görlin, schwedische Skilangläuferin
- 18. Februar: Michel Der Zakarian, französischer Fußballspieler
- 18. Februar: Angelika Niebler, deutsche Europaabgeordnete
- 18. Februar: Anders Frisk, schwedischer FIFA-Schiedsrichter
- 19. Februar: Solvita Āboltiņa, lettische Rechtsanwältin und Politikerin
- 19. Februar: Tom Angelripper, deutscher Musiker
- 19. Februar: Harald Blüchel, deutscher Musikproduzent
- 19. Februar: Steffi Kühnert, deutsche Schauspielerin
- 19. Februar: Seal, britischer Sänger
- 20. Februar: Charles Barkley, US-amerikanischer Basketballspieler
- 20. Februar: Aymo Brunetti, Schweizer Ökonom
- 20. Februar: Ian Brown, britischer Musiker
- 20. Februar: Oliver Mark, deutscher Fotograf
- 21. Februar: Michael Antwerpes, deutscher Sportmoderator
- 21. Februar: William Baldwin, US-amerikanischer Schauspieler
- 21. Februar: Karl Lauterbach, deutscher Gesundheitsökonom und Politiker
- 22. Februar: Andrew Adonis, britischer Politiker
- 22. Februar: Carin Hernskog, schwedische Freestyle-Skierin
- 22. Februar: Josef Novotny, österreichischer Komponist und Musiker (Jazz und Neue Musik)
- 22. Februar: Stefan Rauh, deutscher Musiker, Komponist und Musikverleger († 2023)
- 23. Februar: Andrea Sawatzki, deutsche Schauspielerin Andrea Sawatzki, 2010

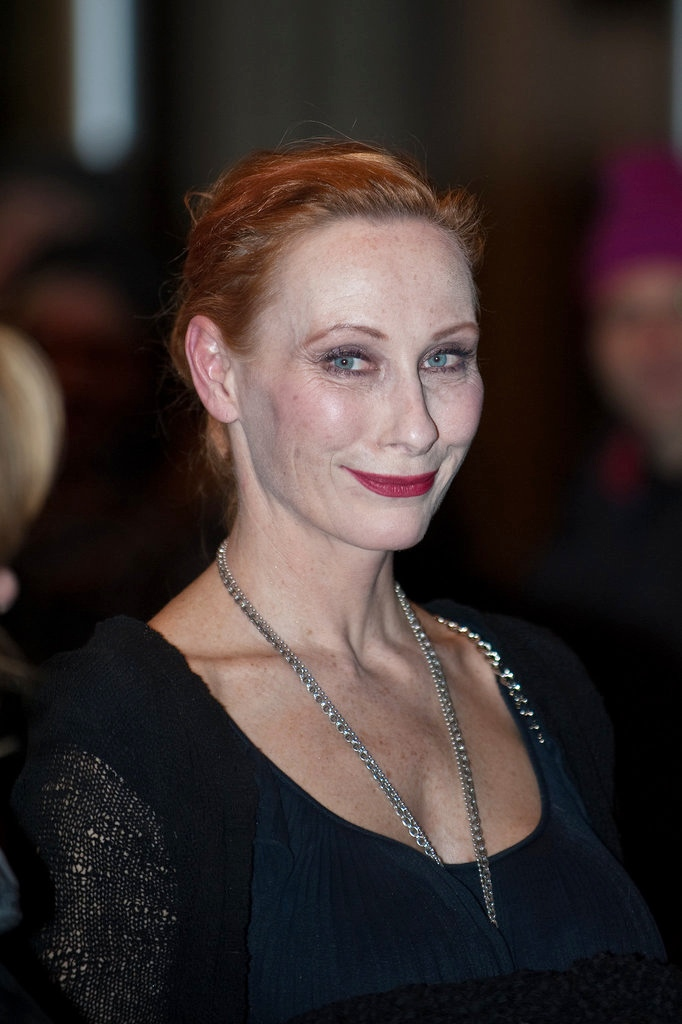
Andrea Sawatzki, 2010

- 23. Februar: Rob Collins, britischer Musiker († 1996)
- 24. Februar: Heiner Merz, deutscher Informatiker und Politiker
- 24. Februar: Dene O’Kane, neuseeländischer Snookerspieler († 2024)
- 26. Februar: Stefan Jürgens, deutscher Schauspieler und Kabarettist
- 26. Februar: Chase Masterson, US-amerikanische Schauspielerin
- 27. Februar: Martin Auer, deutscher Jazztrompeter
- 27. Februar: Christine Béchard, mauritische Leichtathletin
- 27. Februar: Barbara Dare, US-amerikanische Pornodarstellerin
- 27. Februar: Pär Nuder, schwedischer Politiker estnischer Herkunft
- 27. Februar: Pablo de Santis, argentinischer Schriftsteller
- 28. Februar: Claudio Chiappucci, italienischer Radrennfahrer
- 28. Februar: Joël Pommerat, französischer Schauspieler, Regisseur und Dramatiker

### März
- 01. März: Thomas Anders, deutscher Popsänger Thomas Anders

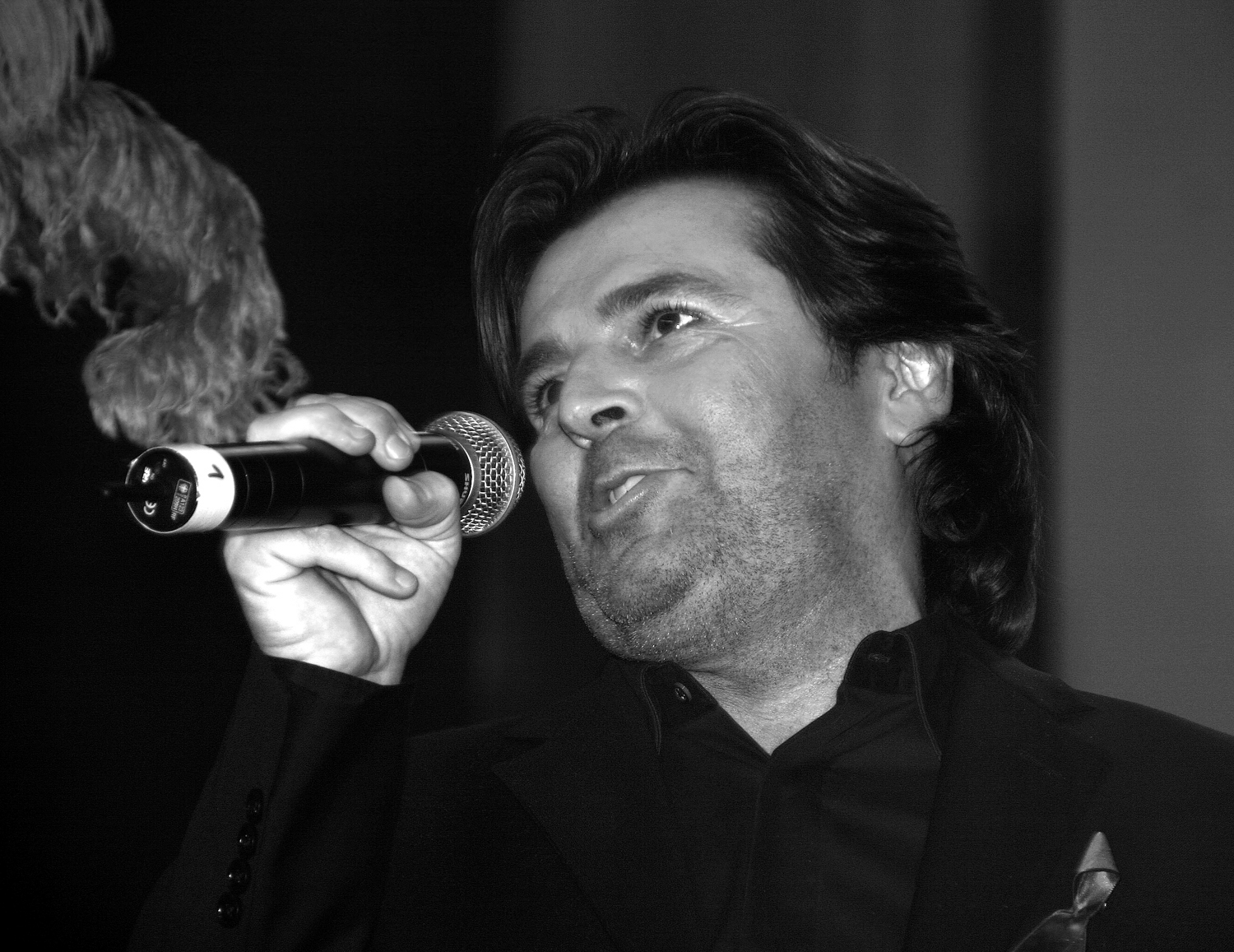
Thomas Anders

- 01. März: Peter Ebere Okpaleke, nigerianischer Bischof und Kardinal
- 01. März: Ron Francis, kanadischer Eishockeyspieler
- 01. März: Ubaldo Righetti, italienischer Fußballspieler
- 03. März: Chaltmaagiin Battulga, mongolischer Politiker, seit 2017 Präsident der Mongolei
- 03. März: Benjamin Eberle, liechtensteinischer Skilangläufer
- 04. März: Michael Stal, deutscher Informatiker
- 05. März: Thomas Hermanns, deutscher Moderator Thomas Hermanns, 2011

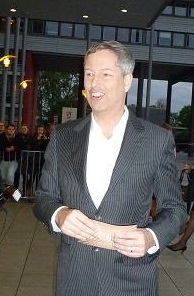
Thomas Hermanns, 2011

- 05. März: René Obermann, deutscher Manager
- 06. März: Nicole Belstler-Boettcher, deutsche Schauspielerin
- 06. März: Piero Carletto, italienischer Ruderer († 2022)
- 06. März: Richard Graupner, deutscher Politiker
- 07. März: Christopher Blenkinsop, anglo-deutscher Musiker
- 07. März: Nikkie van Lierop, belgische Sängerin
- 07. März: Susanne Schäfer, deutsche Schauspielerin
- 08. März: Júlio César da Silva, brasilianischer Fußballspieler
- 08. März: Sasha Waltz, deutsche Choreografin und Tänzerin
- 09. März: Artur Auernhammer, deutscher Politiker
- 09. März: Jean-Marc Vallée, kanadischer Regisseur († 2021)
- 10. März: Jeffrey Allen Ament, US-amerikanischer Musiker
- 11. März: Alex Kingston, britische Schauspielerin
- 11. März: Davis Guggenheim, US-amerikanischer Regisseur und Produzent
- 11. März: Marcos Pontes, brasilianischer Kosmonaut und Politiker
- 11. März: Olaf Raschke, deutscher Lokalpolitiker (parteilos), seit 2004 Oberbürgermeister von Meißen

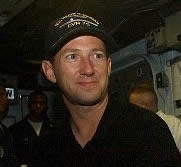
John Andretti

- 12. März: John Andretti, US-amerikanischer Automobilrennfahrer († 2020)
- 12. März: Joaquim Cruz, brasilianischer Leichtathlet
- 12. März: Kazik Staszewski, polnischer Rock- und Punkmusiker
- 13. März: Fito Páez, argentinischer Liedermacher, Sänger und Komponist
- 13. März: Talla 2XLC, deutscher DJ und Produzent
- 14. März: Mahiro Maeda, japanischer Regisseur, Animator und Charakterdesigner
- 15. März: Edwin Rosario, puerto-ricanischer Boxer († 1997)
- 15. März: Sergio Vargas, dominikanischer Merenguesänger
- 16. März: Eiji Aonuma, japanischer Videospieleentwickler
- 16. März: Mardjan Arvand, iranische Medizinerin und Bakteriologin
- 16. März: Rüdiger Neitzel, deutscher Handballspieler
- 16. März: Jesús Puras, spanischer Rallyefahrer
- 16. März: Kevin Smith, neuseeländischer Filmschauspieler und Rockmusiker († 2002)
- 18. März: Stefan Arend, deutscher Sozialmanager, Unternehmensvorstand und Publizist
- 18. März: Abu Omar, Imam einer Moschee in Mailand
- 19. März: Wenzel Fuchs, österreichischer Konzert-Klarinettist
- 19. März: Roger Lewentz, deutscher Politiker (SPD), Landesminister
- 20. März: Stephan Ackermann, deutscher Bischof
- 20. März: Paul Annacone, US-amerikanischer Tennisspieler und -trainer
- 20. März: David Thewlis, britischer Schauspieler
- 20. März: Jelena Nikolajewna Romanowa, russische Langstreckenläuferin († 2007)
- 20. März: Andreï Sokolov, französischer Schachmeister russischer Herkunft
- 21. März: Anna Adam, deutsche Malerin, Bühnenbildnerin, Diplompädagogin und Ausstellungsgestalterin
- 21. März: Shawn Lane, US-amerikanischer Rock- und Fusion-Gitarrist († 2003)
- 21. März: Ronald Koeman, niederländischer Fußballspieler
- 22. März: Giuseppe Galderisi, italienischer Fußballspieler und -trainer
- 23. März: Míchel, spanischer Fußballspieler
- 23. März: Ana Fidelia Quirot, kubanische Leichtathletin und Olympionikin
- 24. März: Dave Douglas, US-amerikanischer Jazz-Trompeter und Komponist
- 24. März: Werner Karle junior, deutscher Schauspieler († 2002)
- 24. März: Luca Pellegrini, italienischer Fußballspieler
- 24. März: Torsten Voss, deutscher Leichtathlet
- 26. März: Stefan Appelius, deutscher Politikwissenschaftler, Hochschullehrer und Publizist
- 27. März: Xuxa, brasilianische Fernsehmoderatorin, Schauspielerin und Sängerin
- 27. März: Jörg Michael, deutscher Schlagzeuger

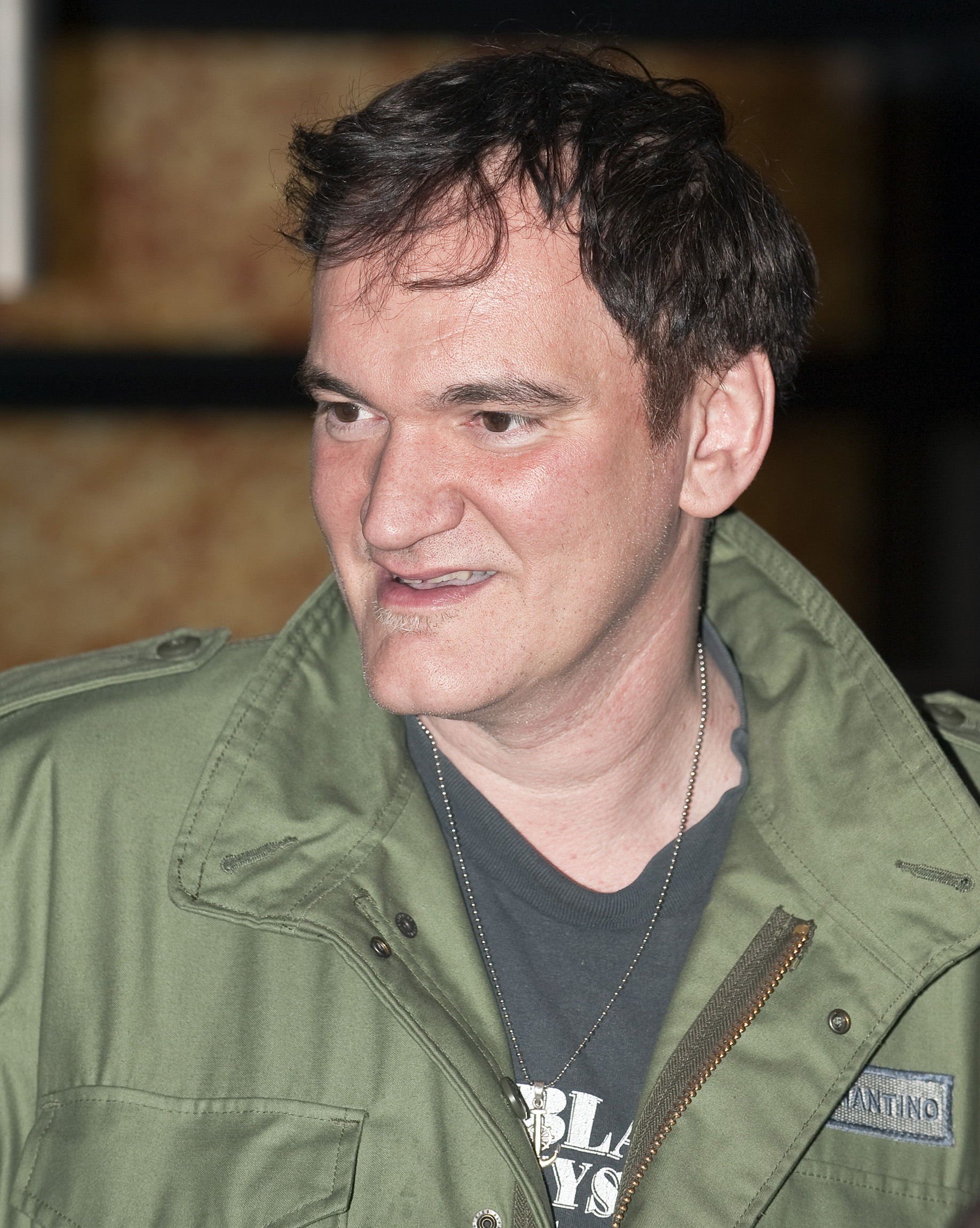
Quentin Tarantino

- 27. März: Quentin Tarantino, US-amerikanischer Regisseur, Schauspieler und Drehbuchautor
- 27. März: Zora Simčáková, tschechoslowakische Skilangläuferin
- 28. März: Joe Crawford, deutscher Sänger und Bassist der Gruppe PUR
- 28. März: Nino Ananiaschwili, georgische Primaballerina
- 28. März: Sigurd Kristensen, dänischer Fußball- und Futsalspieler
- 29. März: Dirk Niebel, deutscher Politiker
- 30. März: Tsachiagiin Elbegdordsch, mongolischer Premierminister und Präsident

### April
- 01. April: Gabriele Prinzessin zu Leiningen, Gemahlin von Prinz Aga Khan
- 02. April: Thomas Blachman, dänischer Jazzschlagzeuger

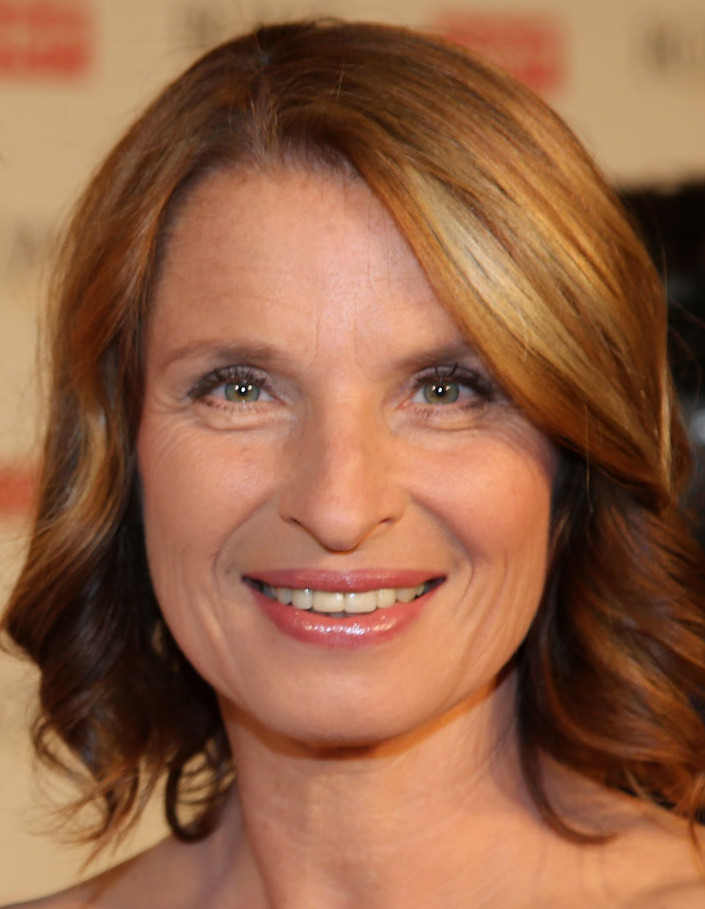
Barbara Stöckl

- 02. April: Barbara Stöckl, österreichische Moderatorin
- 02. April: Martin Schermaier, österreichischer Jurist und Rechtshistoriker
- 02. April: Paul Wehage, US-amerikanischer Komponist und Saxophonist
- 03. April: Criss Oliva, Musiker und Gründungsmitglied der Band Savatage († 1993)
- 03. April: Duanne Moeser, deutscher und kanadischer Eishockeyspieler
- 04. April: Béla Anda, deutscher Journalist und Regierungssprecher
- 04. April: Fabrizio Barbazza, italienischer Automobilrennfahrer
- 04. April: Irene Pivetti, italienische Politikerin und Journalistin
- 05. April: Marie-Pierre Guilbaud, französische Skilangläuferin
- 06. April: Ines Adler, deutsche Schlager- und Popmusikerin
- 06. April: Rafael Correa, ecuadorianischer Staatspräsident
- 06. April: Pauline Lafont, französische Filmschauspielerin († 1988)
- 06. April: Derrick May, Mitbegründer des Detroit Techno
- 06. April: Andrew Weatherall, britischer Musiker, Musikproduzent und DJ († 2020)
- 07. April: Fredrik Lundin, dänischer Jazzsaxophonist und -flötist
- 07. April: Michèle Marian, deutsche Schauspielerin
- 07. April: Andrea Merenzon, argentinische Fagottistin
- 08. April: Julian Lennon, englischer Musiker und Komponist
- 09. April: Marc Jacobs, US-amerikanischer Modeschöpfer
- 10. April: Doris Leuthard, Schweizer Politikerin
- 10. April: Florian Streibl, bayerischer Landespolitiker
- 11. April: Andreas Brucker, deutscher Schauspieler
- 11. April: Chris Ferguson, US-amerikanischer Pokerspieler
- 11. April: Johann Standmann, österreichischer Skilangläufer
- 12. April: Kerstin Knüpfer, deutsche Handballspielerin
- 12. April: Anton Siluanow, russischer Ökonom und Politiker

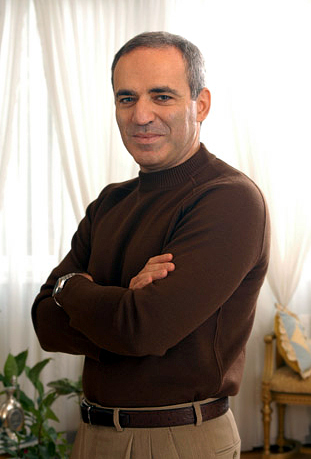
Garri Kasparow

- 13. April: Garri Kasparow, russischer Schachspieler
- 13. April: Atanas Simittschiew, bulgarischer Skilangläufer
- 14. April: Josep Cholo Maragues, andorranischer Fußballspieler
- 14. April: Michael Wirbitzky, deutscher Radiomoderator und Comedian
- 15. April: Roland Spranger, deutscher Roman- und Bühnenautor
- 16. April: Jimmy Osmond, US-amerikanischer Musiker
- 16. April: Chen Yufeng, chinesische Skilangläuferin
- 17. April: Ellen Breen, US-amerikanische Freestyle-Skierin
- 17. April: Ademar Fonseca, brasilianischer Fußballtrainer († 2017)
- 17. April: Andrew Lane, britischer Autor und Journalist
- 17. April: Alfred Hochedlinger, österreichischer Komponist, Religionslehrer und Lehrbeauftragter für Musikerziehung
- 17. April: Uwe Streb, deutscher Eisschnellläufer
- 18. April: Steffen Kampeter, deutscher Politiker und MdB
- 18. April: Marion Mathoi, österreichische Schauspielerin

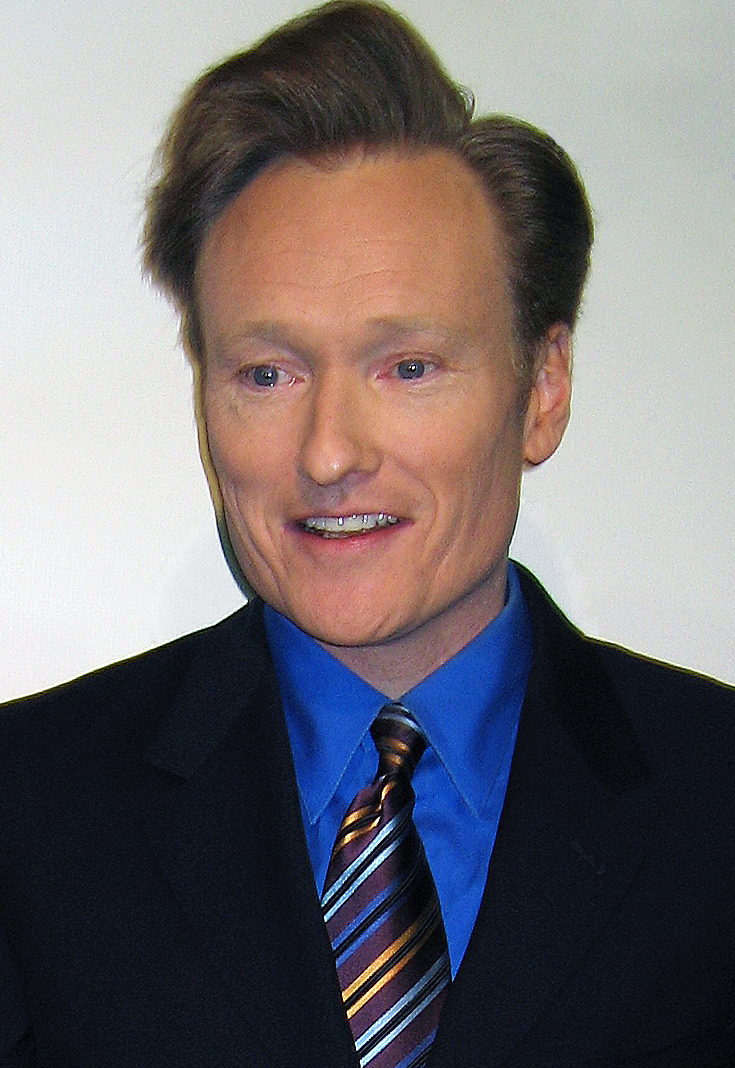
Conan O’Brien, 2007

- 18. April: Conan O’Brien, US-amerikanischer Fernsehmoderator und Entertainer
- 19. April: Christian Strohmann, deutscher Posaunist, Trompeter, Posaunenchorleiter und Musikpädagoge
- 19. April: Wolfgang Steiert, deutscher Skispringer und Skisprungtrainer († 2024)

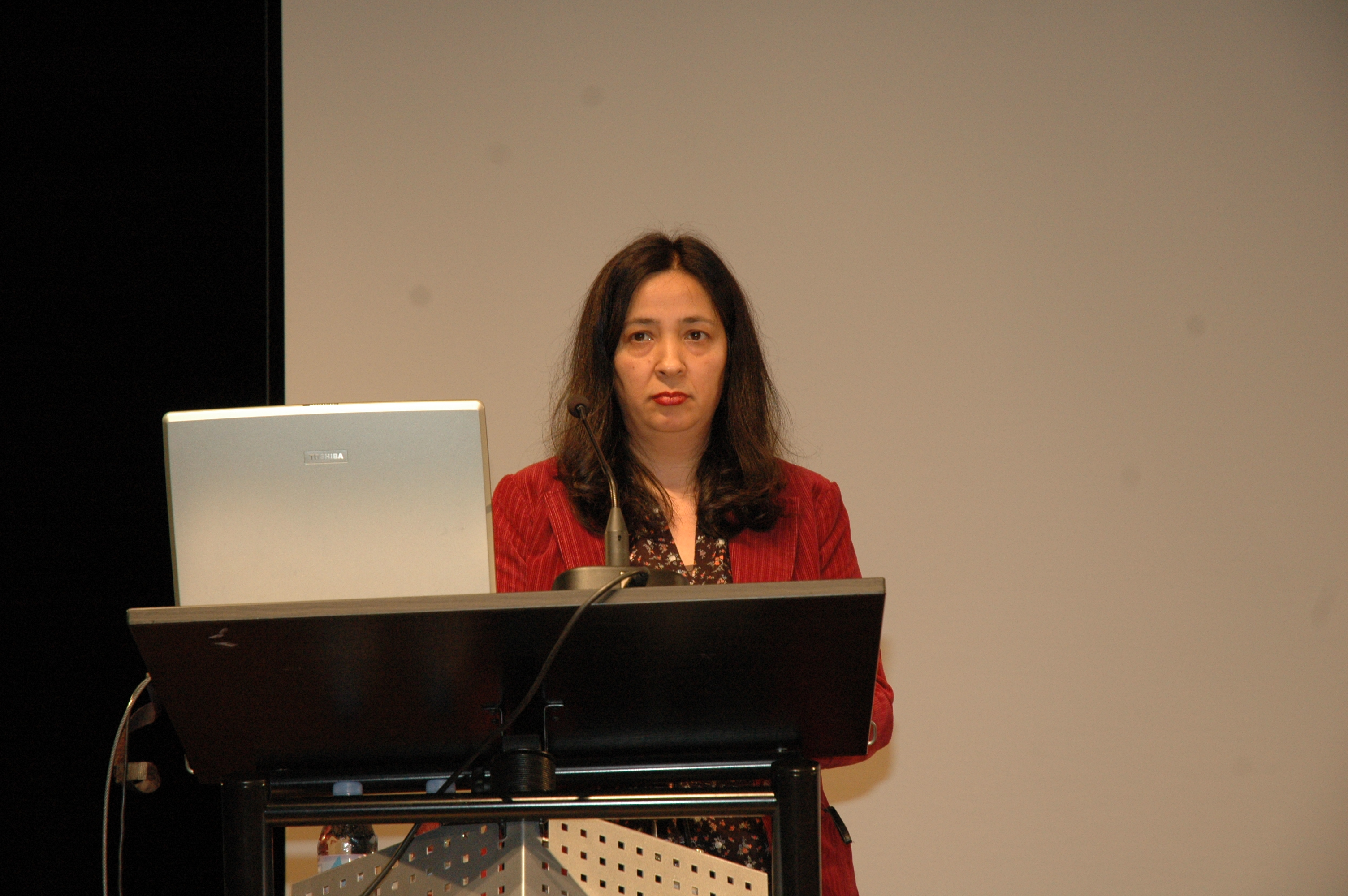
Seyran Ateş

- 20. April: Seyran Ateş, türkisch-deutsche Rechtsanwältin, Autorin und Sozialpolitikerin
- 20. April: Adrián Fernández, mexikanischer Autorennfahrer
- 20. April: Maurício Gugelmin, brasilianischer Automobilrennfahrer
- 20. April: Manuel Herreros, spanischer Motorradrennfahrer
- 20. April: Werner Koenig, deutscher Produzent († 2000)
- 20. April: Matteo Piantedosi, italienischer Politiker
- 20. April: Wiktar Kamozki, sowjetisch-belarussischer Skilangläufer
- 21. April: Lisa Darr, US-amerikanische Schauspielerin
- 21. April: Roy Dupuis, kanadischer Schauspieler
- 21. April: Jens Petersen, deutscher Automobilrennfahrer
- 22. April: Blanca Fernández Ochoa, spanische Skirennläuferin († 2019)
- 22. April: Thedo Remmelink, niederländischer Snowboarder
- 23. April: Paul Belmondo, französischer Automobilrennfahrer und Rennstallbesitzer
- 23. April: Pia Cramling, schwedische Schachspielerin
- 23. April: Robby Naish, US-amerikanischer Windsurfer
- 23. April: Herbert Scheibner, österreichischer Politiker
- 24. April: Lajos Détári, ungarischer Fußballspieler
- 24. April: Billy Gould, US-amerikanischer Musiker und Musik-Produzent
- 24. April: Scott Rosenberg, US-amerikanischer Filmproduzent und Drehbuchautor
- 24. April: Tõnu Trubetsky, estnischer Punkrock-Sänger und Anarchist
- 24. April: Dmitri Yanov-Yanovski, usbekischer Komponist
- 25. April: Hitoshi Ashinano, japanischer Manga-Zeichner
- 25. April: Peter Meyer, bayerischer Politiker
- 25. April: Ralph Netzer, deutscher Kameramann
- 25. April: Andreas Rettig, deutscher Fußball-Funktionär
- 26. April: Jet Li, chinesischer Schauspieler
- 26. April: Denniz PoP, schwedischer DJ, Musikkomponist und -Produzent († 1998)
- 26. April: Cornelia Ullrich, deutsche Leichtathletin
- 26. April: Sven Walser, deutscher Schauspieler († 2023)
- 27. April: Stephan Freund, deutscher Historiker
- 27. April: Evelyn Herlitzius, deutsche Opernsängerin, dramatischer Sopran
- 27. April: Christian Wirth, deutscher Jurist und Politiker
- 29. April: Jim Benning, kanadischer Eishockeyspieler und Teammanager
- 29. April: Barbara Frey, Schweizer Theaterregisseurin
- 29. April: Edgar Schmitt, deutscher Fußballspieler

### Mai
- 01. Mai: Philip Ma, hongkong-chinesischer Automobilrennfahrer
- 01. Mai: Christine Rossi, französische Freestyle-Skierin
- 02. Mai: Philip Collin, US-amerikanischer Automobilrennfahrer
- 02. Mai: Esther Freud, britische Schriftstellerin
- 04. Mai: Martin Schwalb, deutscher Handballspieler und -trainer
- 05. Mai: Silvano Barco, italienischer Skilangläufer
- 05. Mai: Thomas Darchinger, deutscher Schauspieler und Sprecher
- 05. Mai: Alexis Noble, uruguayischer Fußballspieler († 2025)
- 05. Mai: Prince Ital Joe, Reggae-Musiker († 2001)
- 07. Mai: Christian Ahrendt, deutscher Politiker und Rechtsanwalt

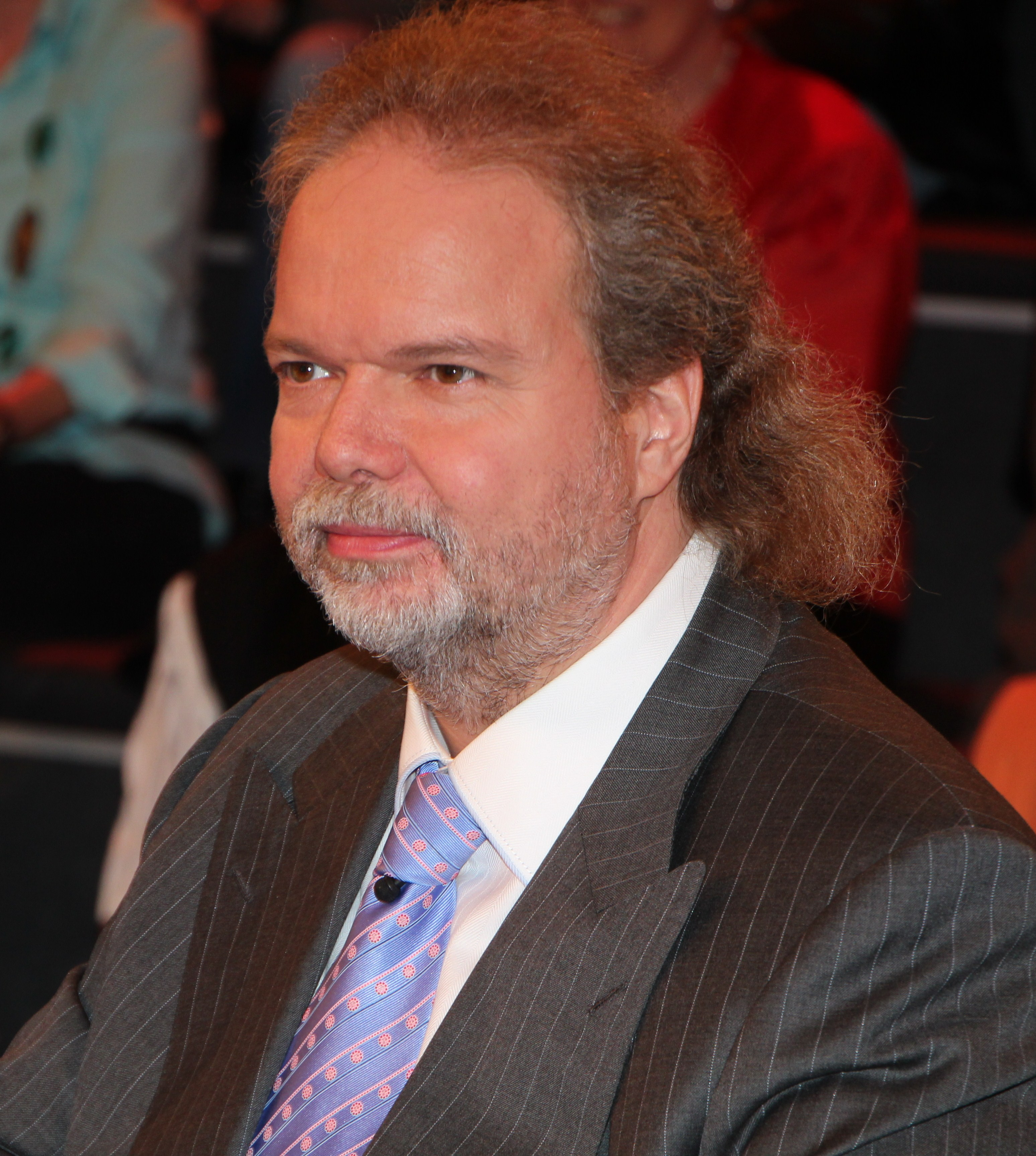
Utz Claassen

- 07. Mai: Utz Claassen, Vorstandsvorsitzender der EnBW Energie Baden-Württemberg AG
- 07. Mai: Kristina Hugosson, schwedische Skilangläuferin
- 10. Mai: Lisa Nowak, US-amerikanische Astronautin
- 10. Mai: Sławomir Skrzypek, polnischer Zentralbankchef († 2010)
- 11. Mai: Michael Stefan Aßländer, deutscher Wirtschaftsethiker
- 11. Mai: Michael Hartmann, deutscher Politiker
- 11. Mai: Mohammad Yousef Kargar, afghanischer Fußballspieler
- 11. Mai: Ingbert Liebing, deutscher Politiker
- 11. Mai: Natasha Richardson, britische Filmschauspielerin († 2009)
- 12. Mai: Stefano Modena, italienischer Automobilrennfahrer
- 12. Mai: Tang Yuqin, chinesische Skilangläuferin
- 13. Mai: Paola Antonelli, italienische Architektin und Museumskuratorin
- 13. Mai: Silvia Marciandi, italienische Freestyle-Skierin
- 14. Mai: José Asconeguy González, uruguayischer Straßenradrennfahrer
- 14. Mai: Pia Beckmann, deutsche Politikerin, Oberbürgermeisterin von Würzburg
- 14. Mai: Jochen „Scholle“ Fraatz, deutscher Handballspieler
- 15. Mai: Brenda Bakke, US-amerikanische Schauspielerin
- 15. Mai: Karin Giegerich, deutsche Schauspielerin
- 15. Mai: Jamie Harris, britischer Schauspieler
- 15. Mai: Grant Heslov, US-amerikanischer Schauspieler, Regisseur, Drehbuchautor
- 15. Mai: Markus Pieper, deutscher Politiker und Europaabgeordneter
- 16. Mai: Petras Auštrevičius, litauischer Politiker
- 16. Mai: Mercedes Echerer, österreichische Schauspielerin und Politikerin
- 16. Mai: Marina Massironi, italienische Schauspielerin
- 17. Mai: Luca Cadalora, italienischer Motorradrennfahrer
- 17. Mai: Kim Young-hee, südkoreanische Basketballspielerin († 2023)
- 19. Mai: Gottfried Angerer, österreichischer Bassgitarrist, Musikpädagoge und Systemanalytiker
- 19. Mai: Gesine Multhaupt, deutsche Politikerin
- 20. Mai: Paolo Nori, italienischer Schriftsteller
- 20. Mai: Brian Nash, britischer Gitarrist
- 21. Mai: Gilles Apap, französischer Violinist
- 21. Mai: Kevin Shields, US-amerikanischer Sänger, Gitarrist und Musikproduzent
- 21. Mai: David Stern, US-amerikanischer Dirigent
- 22. Mai: Harald Güller, bayerischer Politiker (SPD)
- 23. Mai: Gabi Burgstaller, österreichische Politikerin
- 24. Mai: Ivan Capelli, italienischer Formel-1-Rennfahrer
- 24. Mai: Joe Dumars, US-amerikanischer Basketballspieler
- 24. Mai: Michael Chabon, US-amerikanischer Schriftsteller
- 25. Mai: Torsten Albig, deutscher Politiker (SPD)
- 25. Mai: Manfred Baldus, deutscher Rechtswissenschaftler († 2021)

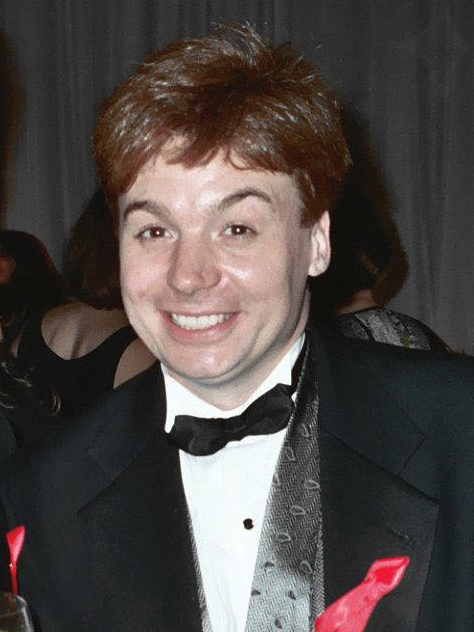
Mike Myers, 1994

- 25. Mai: Mike Myers, kanadischer Schauspieler
- 25. Mai: Ludovic Orban, rumänischer Politiker
- 26. Mai: Hinrich Romeike, deutscher Vielseitigkeitsreiter
- 27. Mai: Gonzalo Rubalcaba, kubanischer Komponist und Jazzpianist
- 27. Mai: Maria Walliser, Schweizer Skirennläuferin
- 27. Mai: Hans-Christian Udnæs, norwegischer Skilangläufer
- 28. Mai: Gavin Harrison, britischer Schlagzeuger
- 29. Mai: Blaze Bayley, britischer Musiker
- 29. Mai: Ukyō Katayama, japanischer Automobilrennfahrer
- 29. Mai: Stephan Weidner, deutscher Bassist, Texter und Kopf der Band Böhse Onkelz
- 30. Mai: Helen Patricia Sharman, britische Astronautin
- 31. Mai: Viktor Orbán, ungarischer Politiker
- 31. Mai: Wesley Willis, US-amerikanischer Musiker († 2003)

### Juni
- 01. Juni: Mike Joyce, Schlagzeuger der Smiths
- 01. Juni: Juan Manuel Llop, argentinischer Fußballtrainer
- 02. Juni: Maria Flachsbarth, deutsche Politikerin
- 02. Juni: Robert Friedl, österreichischer Jazzsaxophonist
- 03. Juni: Ali Akdemir, türkischer Wirtschaftswissenschaftler
- 03. Juni: Anica Dobra, deutsch-serbische Schauspielerin
- 03. Juni: Pawel Chlebnikow, US-amerikanischer Journalist († 2004)
- 04. Juni: Jim Boni, italienischer Eishockeyspieler und Eishockeytrainer
- 04. Juni: Launi Meili, US-amerikanische Sportschützin
- 05. Juni: Mike Stack, US-amerikanischer Politiker
- 06. Juni: Eric Cantor, US-amerikanischer Politiker
- 06. Juni: Jason Isaacs, britischer Schauspieler
- 06. Juni: Wolfgang Drechsler, deutscher Politologe
- 07. Juni: Roberto Alagna, französischer Opernsänger, Tenor
- 07. Juni: Luca Fusi, italienischer Fußballspieler und -trainer
- 08. Juni: Anja Hajduk, deutsche Psychologin und Politikerin
- 09. Juni: Gilad Atzmon, britischer Jazzmusiker, politischer Aktivist und Autor
- 09. Juni: Wolfgang Maria Bauer, deutscher Schauspieler

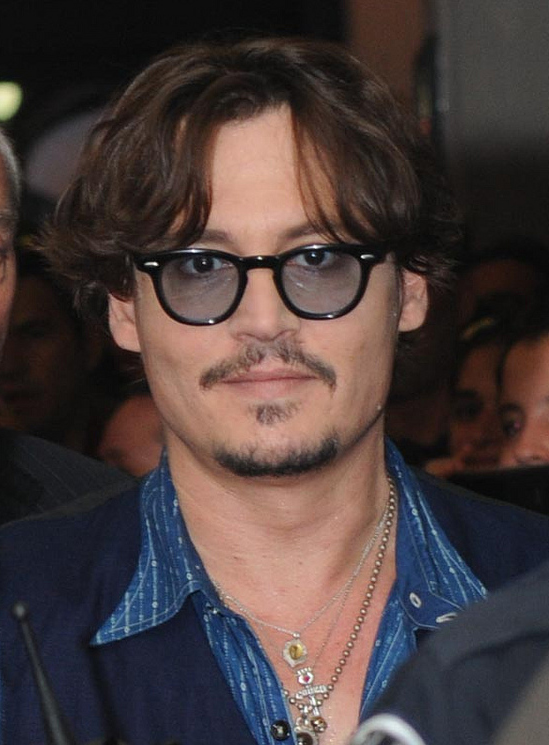
Johnny Depp

- 09. Juni: Johnny Depp, US-amerikanischer Schauspieler
- 09. Juni: Tatjana Šimić, niederländische Schauspielerin und Sängerin kroatischer Herkunft
- 09. Juni: Tony Spinner, US-amerikanischer Gitarrist und Sänger
- 10. Juni: Andreas Tünnermann, deutscher Physiker
- 10. Juni: Brad Henry, US-amerikanischer Politiker
- 11. Juni: Johan Nijs, belgischer Komponist und Dirigent
- 11. Juni: Gregg Hoffman, US-amerikanischer Filmproduzent († 2005)
- 11. Juni: Anne Kasprik, deutsche Schauspielerin
- 11. Juni: Sandra Schmirler, kanadische Curlerin und Olympiasiegerin († 2000)
- 12. Juni: Philippe Bugalski, französischer Rallyefahrer († 2012)
- 12. Juni: Cora van Nieuwenhuizen, niederländische Politikerin
- 13. Juni: Mo Asumang, deutsche Fernsehmoderatorin
- 13. Juni: Nigel Atherfold, neuseeländischer Ruderer
- 13. Juni: Bettina Bunge, deutsche Tennisspielerin
- 13. Juni: Joseph Heiß, deutscher Eishockeyspieler
- 13. Juni: Charles Rickett, britischer Unternehmer und Automobilrennfahrer
- 13. Juni: Markus Zohner, Schweizer Schauspieler, Regisseur und Theaterpädagoge
- 14. Juni: Rambo Amadeus, montenegrinischer Sänger und Komponist
- 14. Juni: Arne Körtzinger, deutscher Chemiker, Meeresforscher und Hochschullehrer
- 15. Juni: Marina Eduardowna Asjabina, russische Hürdenläuferin
- 15. Juni: Helen Hunt, US-amerikanische Schauspielerin
- 17. Juni: Susi Hyldgaard, dänische Jazzmusikerin († 2023)
- 17. Juni: Alexei Wdowin, russischer Wasserballspieler († 2022)
- 18. Juni: Markus Brock, deutscher Fernsehmoderator
- 18. Juni: Jeff Mills, Techno-DJ und Musikproduzent
- 18. Juni: Dizzy Reed, US-amerikanischer Musiker, Keyboarder der Rock-Band Guns N’ Roses

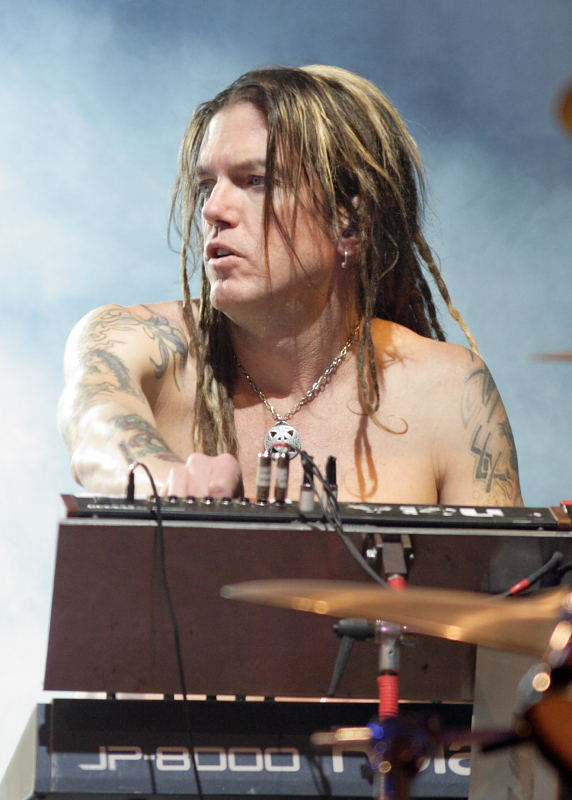
Dizzy Reed

- 18. Juni: Bruce Smith, US-amerikanischer American-Football-Spieler
- 19. Juni: Jean-Paul Cottret, französischer Rallye-Copilot
- 19. Juni: Christof Kurzmann, österreichischer Jazz- und Improvisationsmusiker
- 19. Juni: Roswitha Steiner, österreichische Skirennläuferin
- 19. Juni: Simon Wright, australischer Schlagzeuger der Hardrock-Band AC/DC
- 20. Juni: Matt Anger, US-amerikanischer Tennisspieler
- 20. Juni: José Horacio Basualdo, argentinischer Fußballspieler
- 20. Juni: Jeff Beal, US-amerikanischer Komponist und Jazzmusiker
- 20. Juni: Uwe Steimle, deutscher Schauspieler und Kabarettist
- 20. Juni: Anne Jahren, norwegische Skilangläuferin
- 21. Juni: Gosho Aoyama, japanischer Mangaka
- 22. Juni: Benedikt Friemert, deutscher Generalarzt des Heeres der Bundeswehr
- 22. Juni: John Tenta, kanadischer Wrestler († 2006)
- 23. Juni: Iris Andraschek-Holzer, österreichische Künstlerin
- 24. Juni: Eric Weber, Schweizer Politiker
- 24. Juni: Juri Dmitrijewitsch Kasparjan, russischer Gitarrist
- 25. Juni: Li Shufu, chinesischer Unternehmer

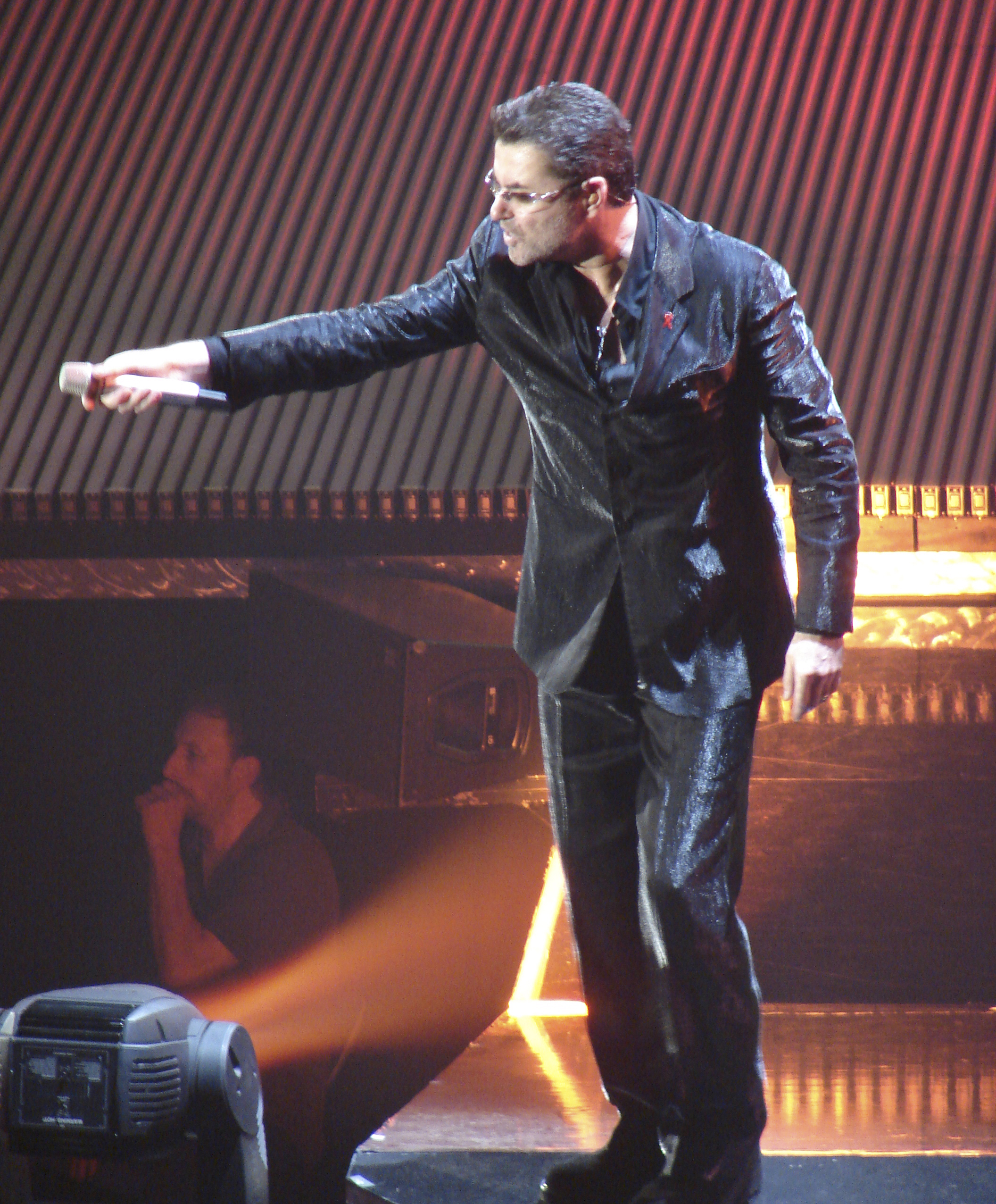
George Michael, 2006

- 25. Juni: George Michael, britischer Sänger und Komponist († 2016)
- 25. Juni: Yann Martel, kanadischer Schriftsteller
- 26. Juni: Michail Borissowitsch Chodorkowski, russischer Unternehmer
- 26. Juni: Carolin Fortenbacher, deutsche Schauspielerin und Sängerin
- 26. Juni: Felipe Ortiz, bolivianischer Automobilrennfahrer
- 26. Juni: Jörg Schmidt, deutscher Kommunalpolitiker (CDU) und Bürgermeister
- 27. Juni: Inva Mula-Çako, albanische Sopranistin
- 28. Juni: Tierney Sutton, US-amerikanische Jazz-Sängerin
- 29. Juni: Iris Hoffmann, deutsche Politikerin

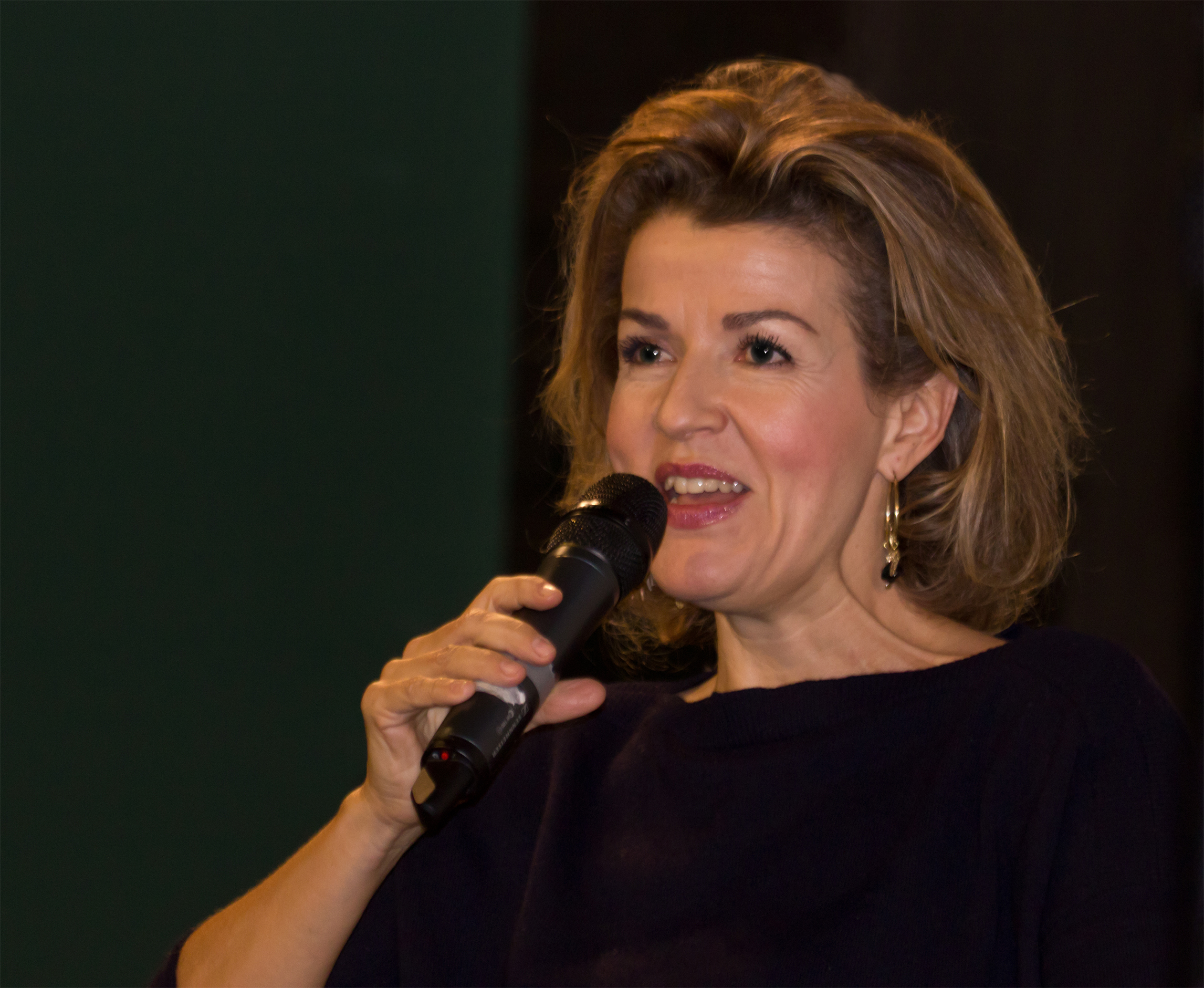
Anne-Sophie Mutter

- 29. Juni: Anne-Sophie Mutter, deutsche Violinistin
- 29. Juni: Reeto von Gunten, Schweizer Autor und Radiomoderator
- 29. Juni: Markus Fritsch, deutscher Musiker
- 29. Juni: Peter Moysey, neuseeländischer Skilangläufer und Biathlet
- 30. Juni: Olha Bryshina, ukrainische Sprinterin und Olympiasiegerin
- 30. Juni: Marie Johansson, schwedische Skilangläuferin
- 30. Juni: Sebastian Krüger, deutscher Karikaturist und Maler
- 30. Juni: Yngwie Malmsteen, schwedischer Gitarrist
- 30. Juni: Dean Ward, britischer Bobfahrer

### Juli
- 02. Juli: Axel Brauns, deutscher Schriftsteller
- 02. Juli: Carlos Kaiser, brasilianischer Fußballspieler

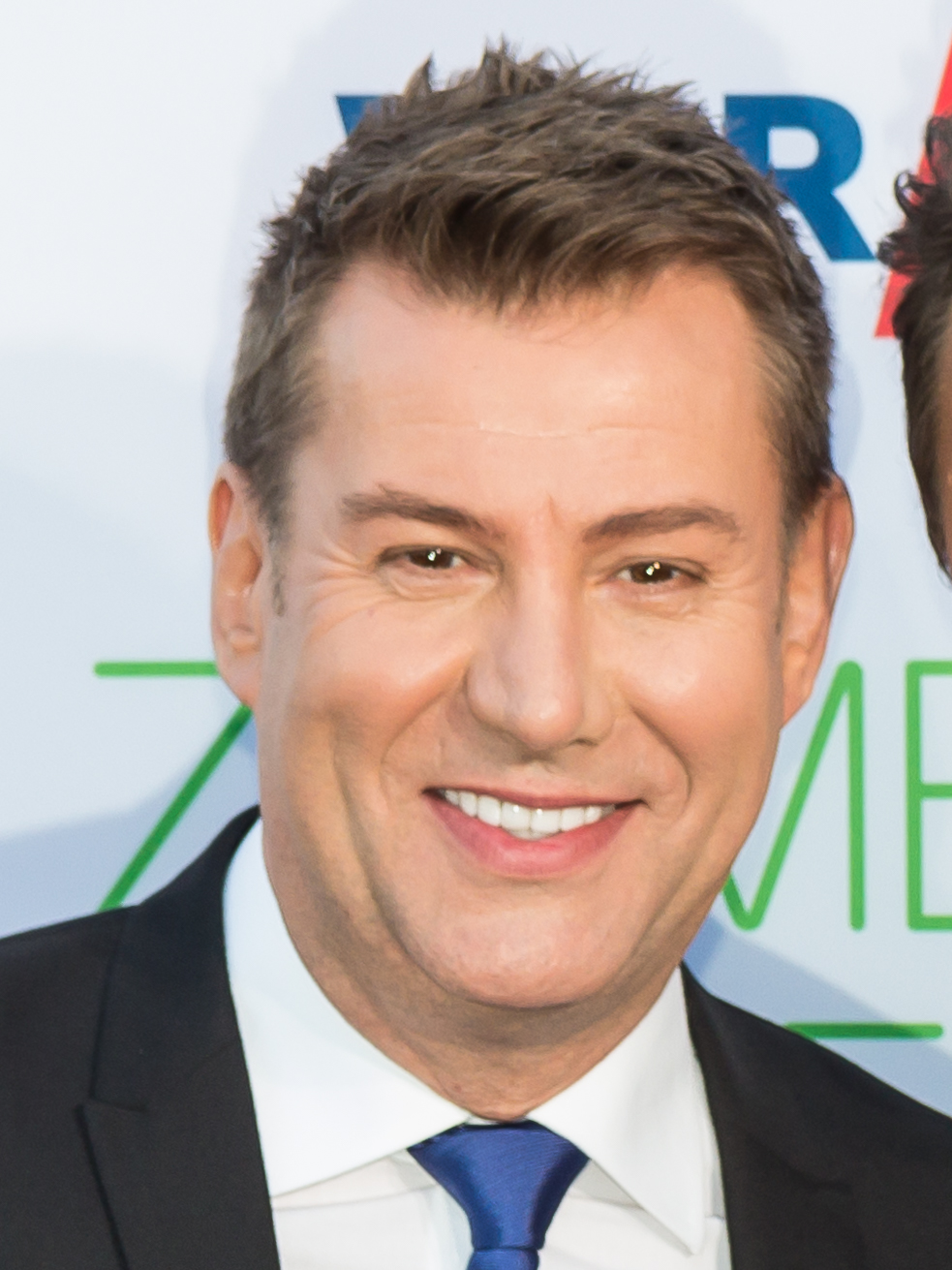
Jens Riewa, 2016

- 02. Juli: Jens Riewa, deutscher Nachrichtensprecher und Moderator
- 02. Juli: Stefan Voigt, deutscher Höhlenforscher, Naturschützer und Unternehmer
- 03. Juli: Martin Arz, deutscher Schriftsteller und Künstler
- 03. Juli: Peter Davor, deutscher Schauspieler und Hörspielsprecher
- 03. Juli: Simone Opitz, deutsche Skilangläuferin
- 04. Juli: Carsten Andörfer, deutscher Schauspieler, Sänger und Theaterregisseur

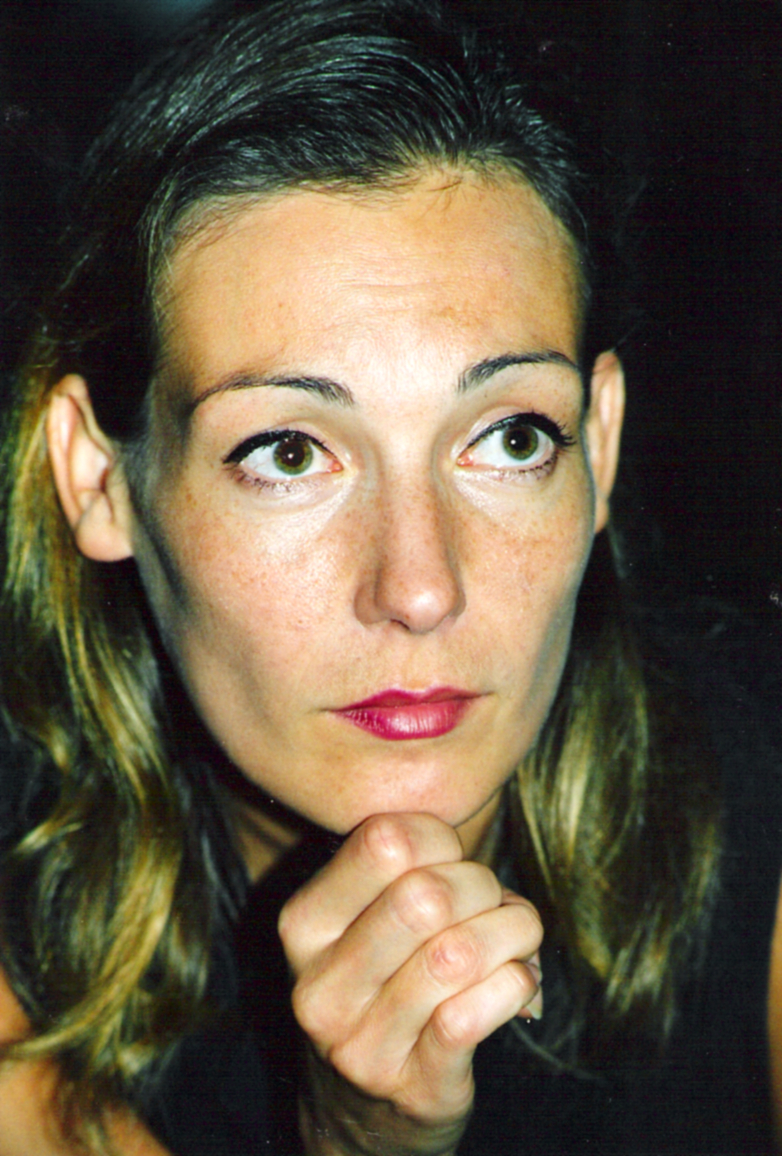
Ute Lemper

- 04. Juli: Ute Lemper, deutsche Sängerin, Tänzerin und Schauspielerin
- 04. Juli: Alex Younger, britischer Nachrichtendienstler und Leiter des MI6
- 06. Juli: Helmut Jawurek, Mitglied des Deutschen Bundestages
- 06. Juli: Nicola Zanelli, italienischer General († 2025)
- 07. Juli: Michael Sailer, deutscher Schriftsteller, Musiker und Bühnenkünstler
- 07. Juli: Vonda Shepard, US-amerikanische Sängerin und Songwriterin
- 08. Juli: Ulrike Grote, deutsche Schauspielerin, Regisseurin und Sprecherin
- 08. Juli: Michael Schulz, deutscher Musiker und Komponist
- 09. Juli: Ulf Hohmann, deutscher Verhaltensforscher
- 09. Juli: John Mark Ainsley, englischer Tenor
- 10. Juli: Pavel Benc, tschechoslowakischer Skilangläufer
- 11. Juli: Ina Hartwig, deutsche Autorin
- 11. Juli: Thomas Huber, deutscher Schauspieler
- 12. Juli: Enak Ferlemann, deutscher Politiker
- 12. Juli: Sabina Schneebeli, Schweizer Schauspielerin

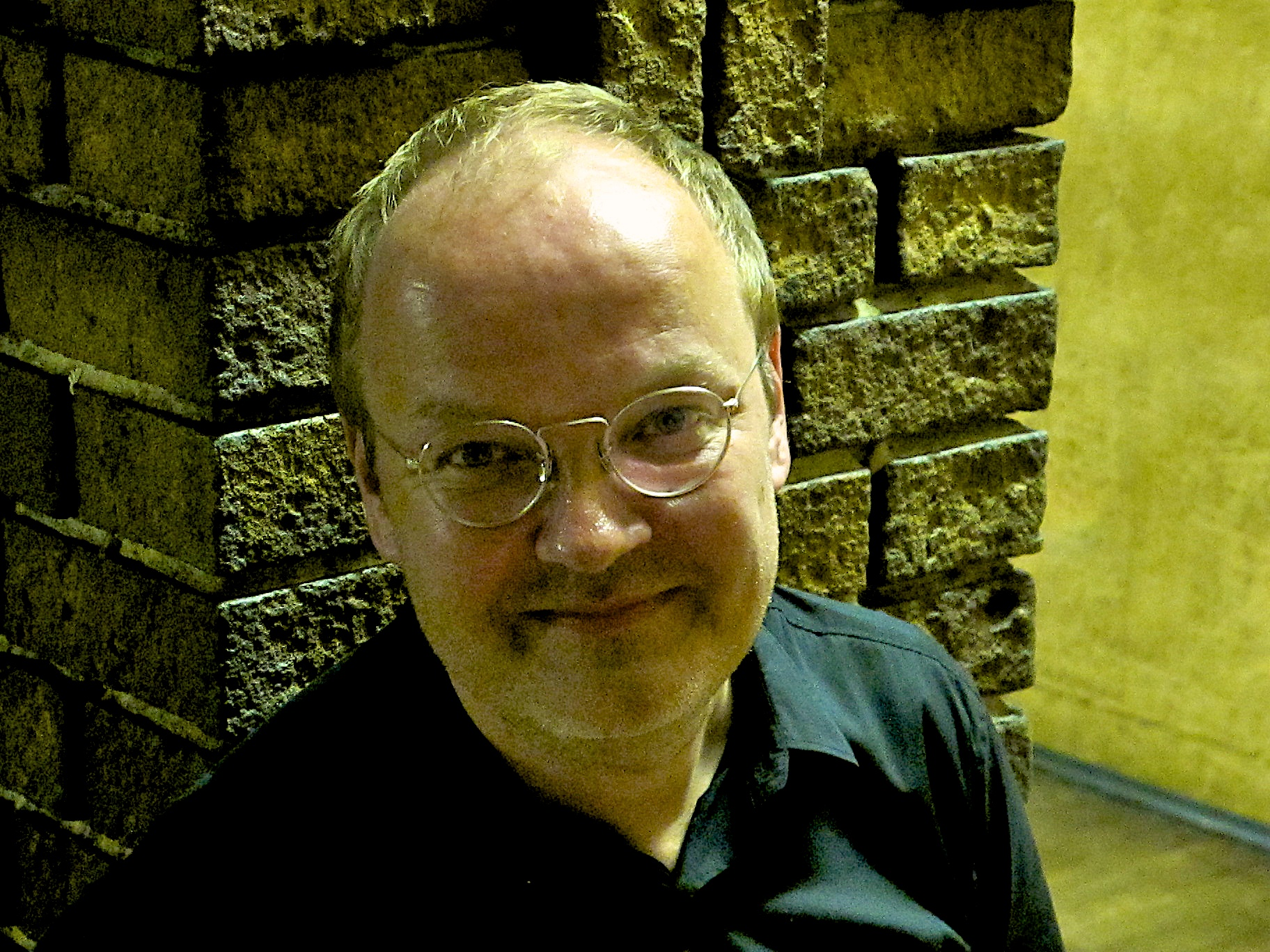
Jens Wawrczeck

- 12. Juli: Jens Wawrczeck, deutscher Schauspieler und Regisseur
- 13. Juli: Peter Benedict, österreichischer Schauspieler
- 13. Juli: Kenny Johnson, US-amerikanischer Schauspieler
- 13. Juli: Spud Webb, US-amerikanischer Basketballspieler
- 14. Juli: Rolando Maran, italienischer Fußballspieler und -trainer
- 14. Juli: Eva Twaroch, österreichische Journalistin († 2018)
- 14. Juli: Heinz Weis, deutscher Leichtathlet
- 14. Juli: Aja, US-amerikanische Pornodarstellerin († 2006)

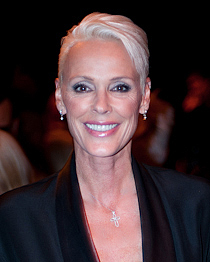
Brigitte Nielsen, 2010

- 15. Juli: Brigitte Nielsen, dänische Schauspielerin und Model
- 15. Juli: Monika Forstinger, österreichische Politikerin
- 15. Juli: Joy Smithers, australische Schauspielerin
- 16. Juli: Nina Petri, deutsche Schauspielerin
- 16. Juli: Armin Schwarz, deutscher Rallyefahrer
- 16. Juli: Phoebe Cates, US-amerikanische Schauspielerin
- 17. Juli: Letsie III., König von Lesotho

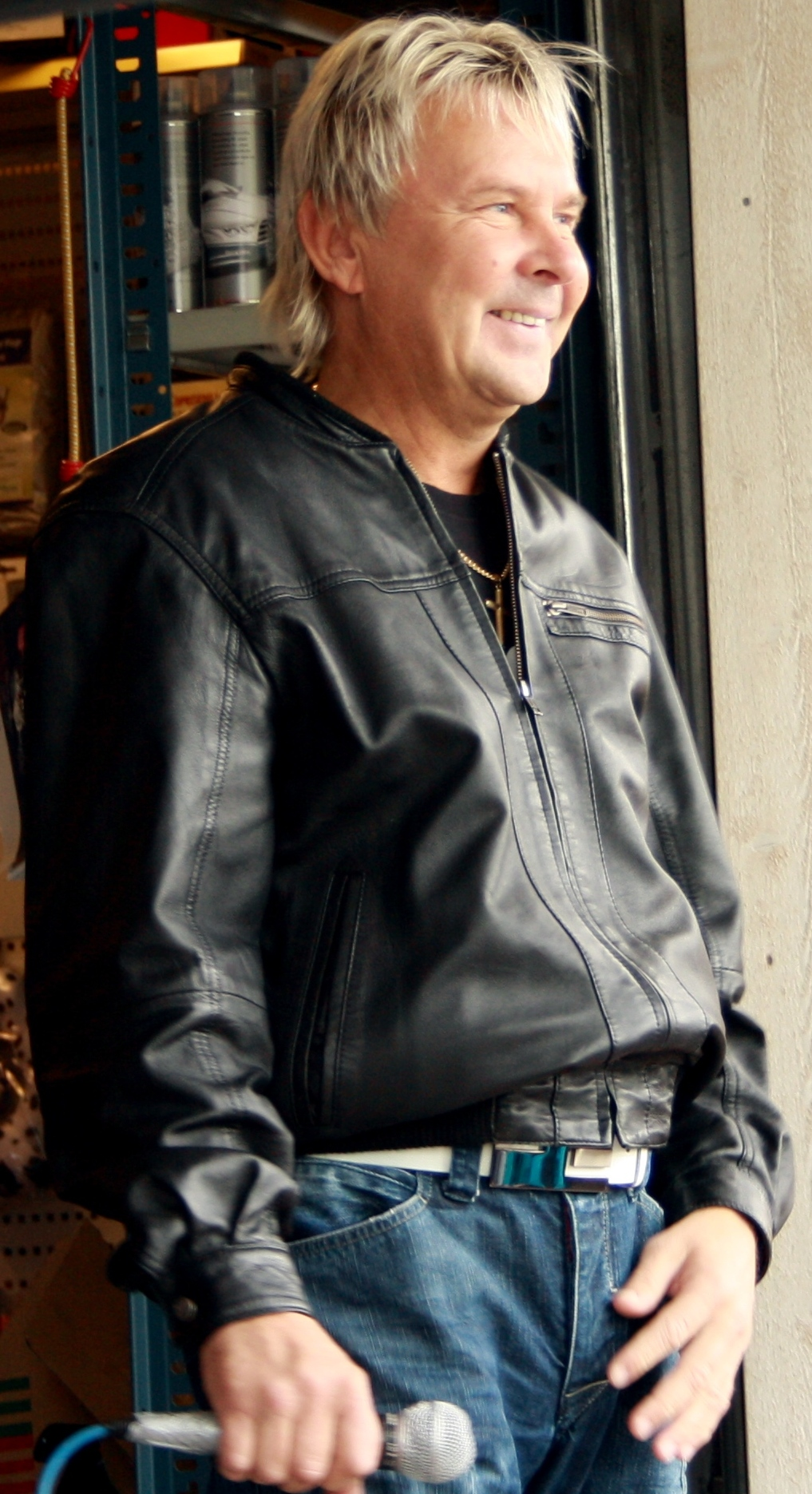
Matti Nykänen

- 17. Juli: Matti Nykänen, finnischer Skispringer († 2019)
- 18. Juli: Graham Bartram, britischer Vexillologe
- 18. Juli: Marc Girardelli, luxemburgischer Skirennfahrer
- 18. Juli: Beate Pfeiffer, deutsche Schauspielerin und Sprecherin
- 18. Juli: Allen Sarven, US-amerikanischer Wrestler

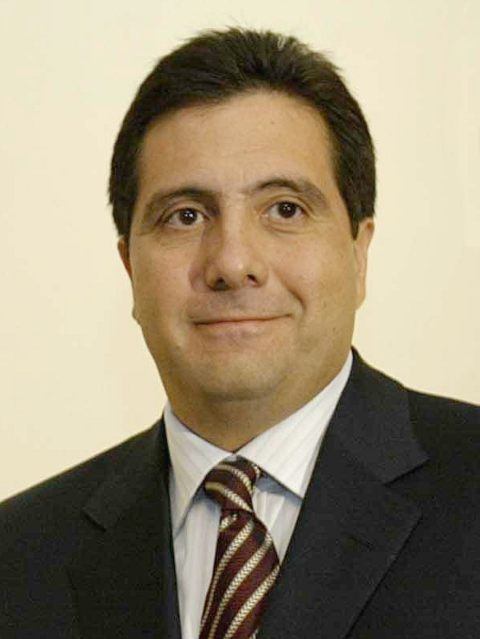
Martín Torrijos

- 18. Juli: Martín Torrijos, panamaischer Politiker
- 19. Juli: Bettina Kupfer, deutsche Schauspielerin und Autorin
- 20. Juli: Paula Ivan, rumänische Leichtathletin und Olympiasiegerin
- 21. Juli: John Doyle, US-amerikanischer Komiker
- 22. Juli: Emilio Butragueño, spanischer Fußballspieler
- 22. Juli: Ian „Iggy“ Gray, australischer Fußballspieler († 2010)
- 22. Juli: Hokutoumi Nobuyoshi, japanischer Sumo-Ringer
- 23. Juli: Richard Geppert, deutscher Dirigent, Kirchenmusiker, Kapellmeister, Organist und Keyboarder
- 23. Juli: Michael Thürnau, norddeutscher Fernseh- und Hörfunkmoderator, Entertainer, Conférencier und Fachbuchautor
- 24. Juli: Karl Malone, US-amerikanischer Basketballspieler
- 24. Juli: Lars Nieberg, deutscher Springreiter
- 25. Juli: Anna Fraser, kanadische Freestyle-Skierin
- 25. Juli: Timothy Peach, deutsch-britischer Schauspieler
- 26. Juli: Carolien van Kilsdonk, niederländische Snowboarderin
- 26. Juli: Torgny Mogren, schwedischer Skilangläufer
- 27. Juli: Heini Baumgartner, Schweizer Freestyle-Skier
- 27. Juli: Karl Mueller, US-amerikanischer Rockmusiker († 2005)
- 27. Juli: Lélia Pissarro, französische Malerin
- 28. Juli: Beate Baumann, Büroleiterin der CDU-Vorsitzenden Angela Merkel
- 28. Juli: Tobias Gruben, deutscher Underground-Musiker († 1996)
- 28. Juli: Elmar Mäder, Kommandant der Päpstlichen Schweizergarde
- 28. Juli: Marc Marshall, deutscher Sänger und Entertainer
- 30. Juli: Pol Cruchten, Luxemburger Filmregisseur († 2019)
- 30. Juli: Lisa Kudrow, US-amerikanische Schauspielerin
- 30. Juli: Chris Mullin, US-amerikanischer Basketballspieler
- 30. Juli: Neal McCoy, US-amerikanischer Country-Sänger
- 30. Juli: Ingrid Butts, US-amerikanische Skilangläuferin
- 31. Juli: Abdullah Mucip Avcı, türkischer Fußballspieler und -trainer
- 31. Juli: Norman Cook, britischer Musiker
- 31. Juli: Chad Brock, US-amerikanischer Country-Musiker
- 31. Juli: Junji Itō, japanischer Manga-Zeichner

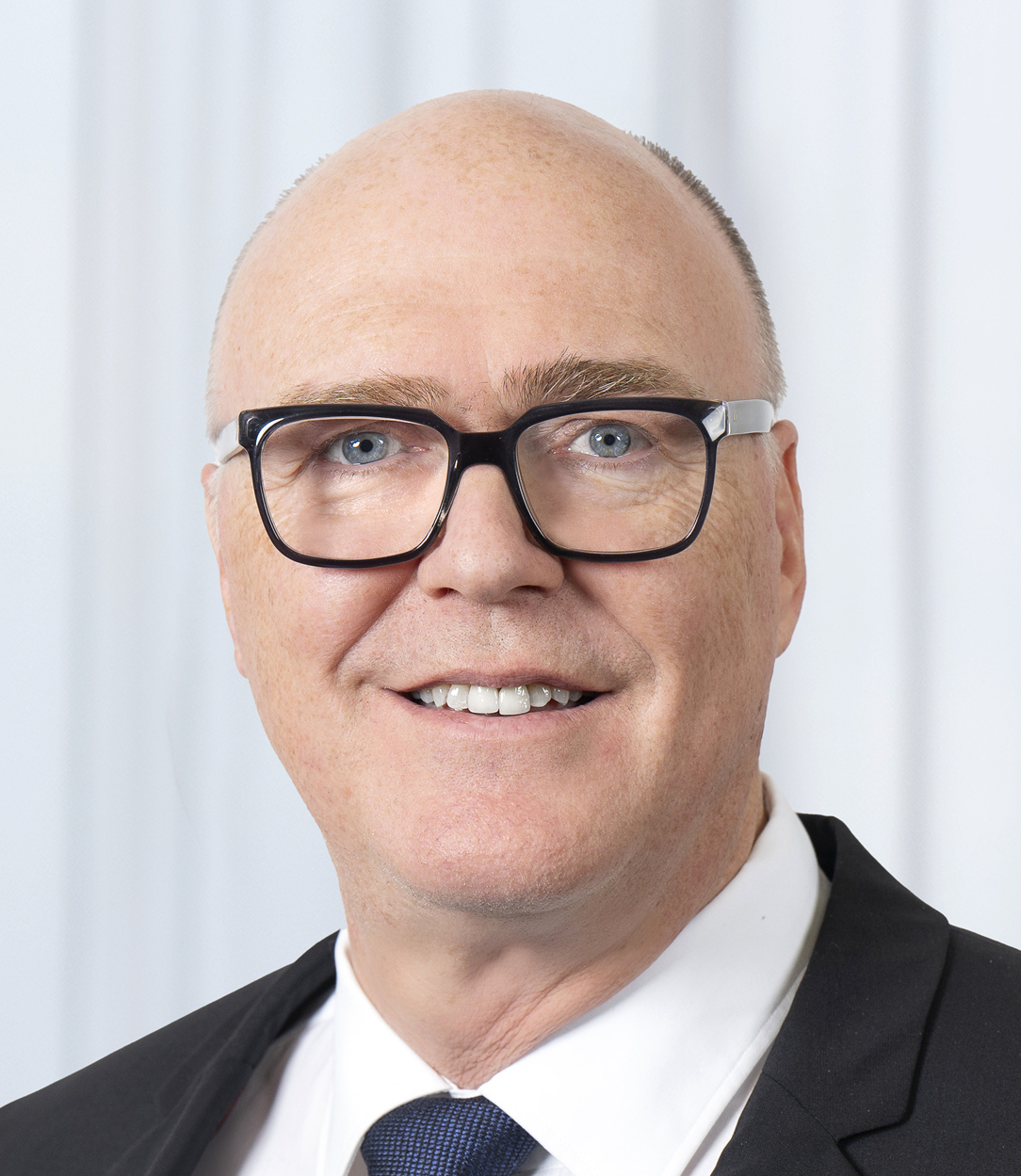
Martin Pfister, 2025

- Martin Pfister, 202531. Juli: Martin Pfister, schweizerischer Politiker und Vorsteher des Eidgenössischen Departementes für Verteidigung, Bevölkerungsschutz und Sport

### August
- 01. August: Klaus Arntz, deutscher Theologe und Hochschullehrer
- 01. August: Coolio, US-amerikanischer Rapper und Schauspieler († 2022)
- 01. August: Christophe d’Ansembourg, belgischer Automobilrennfahrer
- 02. August: Joachim Bloch, deutscher Jurist und Politiker
- 02. August: Andreas Dörhöfer, deutscher Handballspieler
- 03. August: Tasmin Archer, britische Sängerin und Songwriterin
- 03. August: Graham James Arnold, australischer Fußballspieler
- 03. August: Giovanni Francini, italienischer Fußballspieler

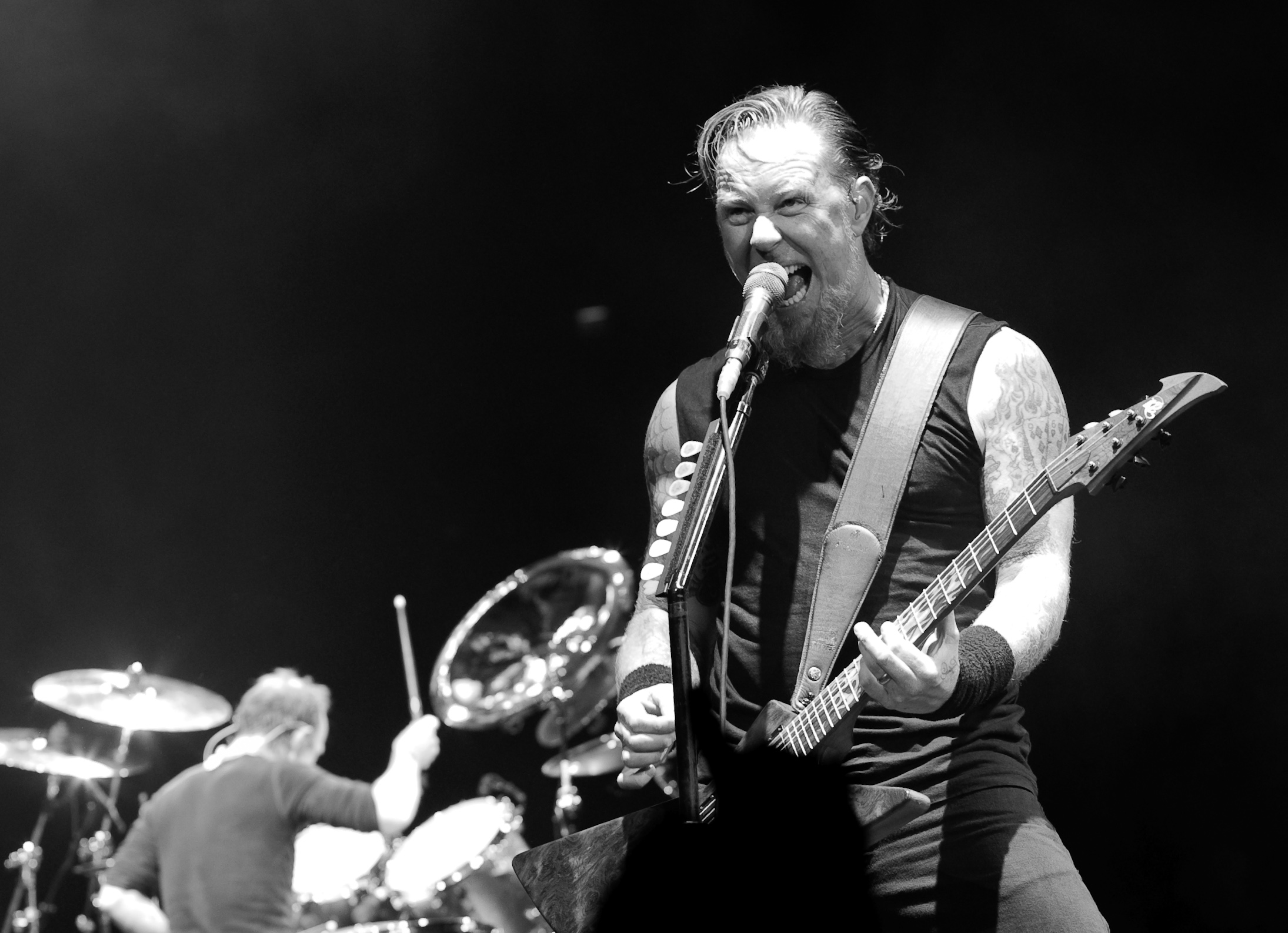
James Hetfield

- 03. August: James Hetfield, US-amerikanischer Sänger und Gitarrist
- 04. August: Audilio Aguilar Aguilar, panamaischer Priester
- 04. August: Keith Ellison, US-amerikanischer Politiker
- 04. August: Holger Schneider, deutscher Handballspieler und -trainer
- 05. August: Steve Lee, Schweizer Musiker († 2010)
- 05. August: Doris Schröder-Köpf, deutsche Journalistin und Buchautorin
- 05. August: Ingmar De Vos, belgischer Sportfunktionär
- 06. August: Charles Ingram, britischer Major und Betrüger
- 06. August: Kevin Mitnick, US-amerikanischer Cracker bzw. Black-Hat-Hacker († 2023)
- 06. August: Simone Solga, deutsche Kabarettistin, Schauspielerin und Sängerin
- 07. August: Bahne Rabe, deutscher Ruderer († 2001)
- 08. August: Jordan K. Hubbard, US-amerikanischer Informatiker
- 08. August: Masahiko Kageyama, japanischer Automobilrennfahrer
- 09. August: Boris von Brauchitsch, deutscher Fotograf, Kurator und Schriftsteller

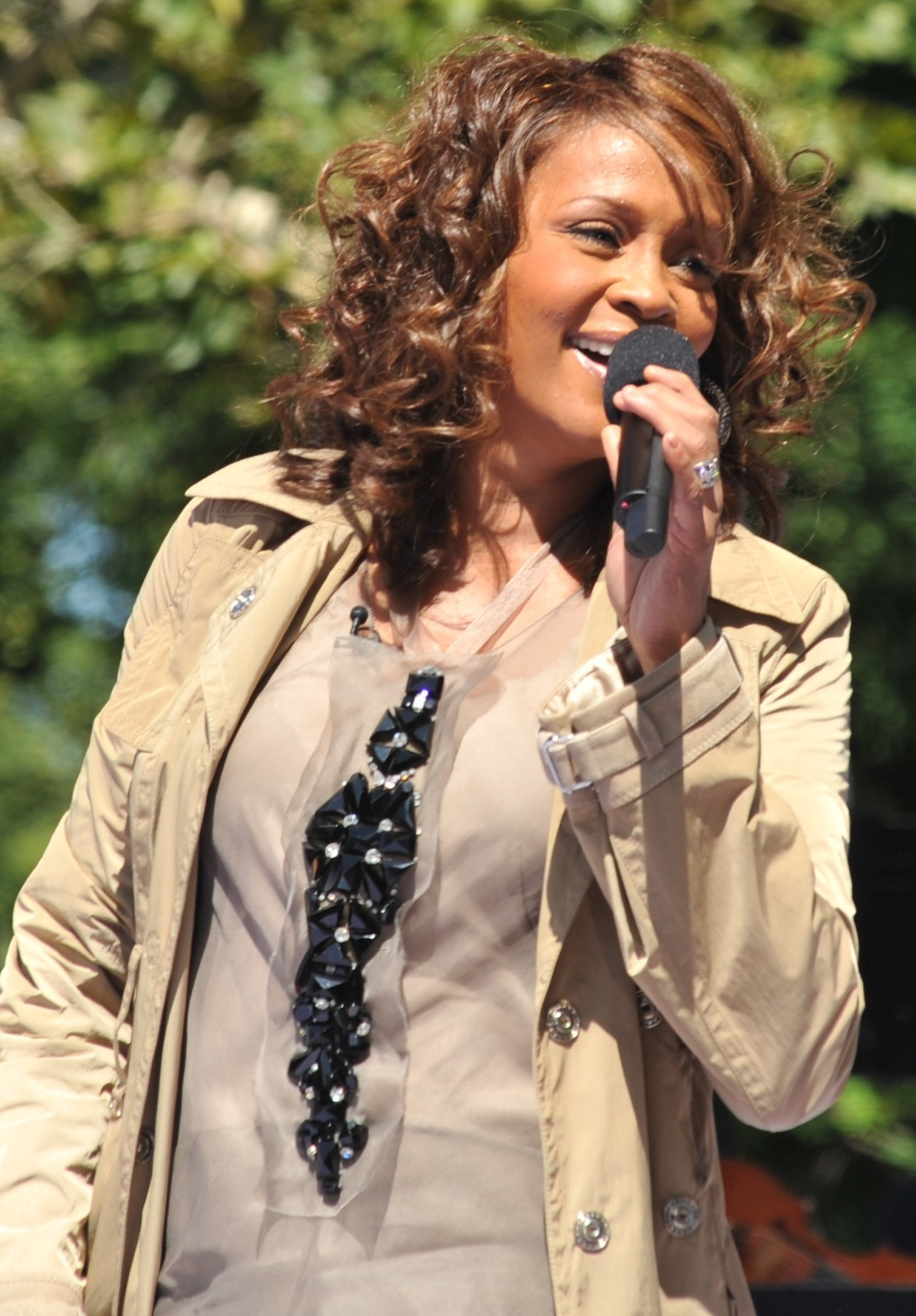
Whitney Houston

- 09. August: Whitney Houston, US-amerikanische Sängerin († 2012)
- 09. August: Maria Manuela Machado, portugiesische Langstreckenläuferin
- 09. August: Alain Menu, Schweizer Rennfahrer
- 09. August: Petra Pau, deutsche Politikerin, MdB
- 10. August: Phoolan Devi, indische Banditenkönigin und Politikerin († 2001)
- 10. August: Moses Isegawa, ugandischer Schriftsteller
- 11. August: Gerd Dais, deutscher Fußballspieler
- 11. August: Thornetta Davis, US-amerikanischer Blues- und R&B-Sängerin
- 12. August: Futahaguro Kōji, japanischer Sumo-Ringer und 60. Yokozuna († 2019)
- 13. August: Édouard Michelin, französischer Unternehmer († 2006)
- 14. August: Emmanuelle Béart, französische Schauspielerin
- 15. August: Waleri Lewonewski, belarussischer politischer und gesellschaftlicher Aktivist
- 15. August: Alejandro González Iñárritu, mexikanischer Filmregisseur
- 16. August: Andreas Dresen, deutscher Filmregisseur
- 16. August: Larry Nassar, US-amerikanischer Arzt und Serien-Sexualstraftäter
- 17. August: Christian Ehler, deutscher Europaabgeordneter
- 17. August: Jon Gruden, amerikanischer Footballtrainer
- 18. August: Heino Ferch, deutscher Schauspieler
- 18. August: Han Yaqin, chinesische Ruderin
- 19. August: Bonnie Bianco, US-amerikanische Sängerin, Songschreiberin und Schauspielerin
- 19. August: Sophie Briard-Auconie, französische Politikerin
- 19. August: Matthias Grüne, deutscher Generalarzt des Heeres der Bundeswehr
- 19. August: Hector Pieterson, südafrikanisches Apartheidsopfer († 1976)
- 19. August: John Stamos, US-amerikanischer Schauspieler
- 19. August: Alexander von Witzleben, deutscher Manager
- 20. August: Petra Ahrweiler, deutsche Soziologin
- 20. August: Dora Cojocaru, rumänische Komponistin
- 20. August: Riccardo Ferri, italienischer Fußballspieler
- 21. August: Michael Krieter, deutscher Handballspieler

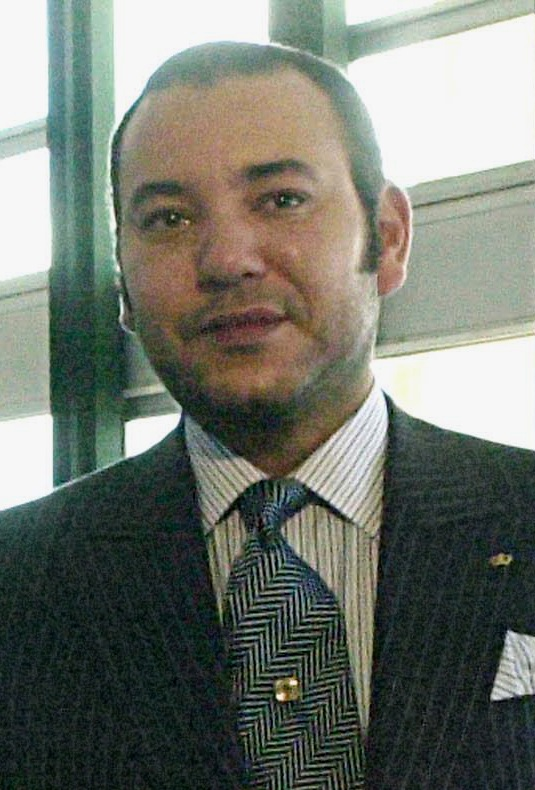
Mohammed VI.

- 21. August: Mohammed VI., König von Marokko
- 22. August: Tori Amos, US-amerikanische Sängerin und Musikerin
- 23. August: Park Chan-wook, südkoreanischer Filmregisseur
- 24. August: Hideo Kojima, japanischer Spieleentwickler
- 25. August: Roberto Mussi, italienischer Fußballspieler
- 25. August: Avi Ran, israelischer Fußballspieler († 1987)
- 25. August: Carmen von Samson-Himmelstjerna, deutsche Literaturwissenschaftlerin und Übersetzerin
- 26. August: Ludger Beerbaum, deutscher Springreiter
- 26. August: Birgit Keppler, deutsche Freestyle-Skierin
- 26. August: Veniamin Symeonidis, griechischer Dartspieler
- 27. August: Monika Pieper, deutsche Politikerin
- 28. August: Matthias Fornoff, deutscher Journalist und Fernsehmoderator
- 29. August: Stella Maria Adorf, Schweizer Schauspielerin
- 29. August: Mathias Jeschke, deutscher Verlagslektor, Autor und Herausgeber
- 29. August: Klaus Schüle, deutscher Politiker
- 29. August: Karl Markovics, österreichischer Schauspieler
- 30. August: Paul Oakenfold, britischer Produzent, DJ
- 30. August: Sabine Oberhauser, österreichische Politikerin der SPÖ († 2017)
- 30. August: Michael Chiklis, US-amerikanischer Schauspieler griechischer Abstammung
- 00. August: Livio Magoni, italienischer Alpinskitrainer

### September
- 01. September: Rich Chernomaz, kanadischer Eishockeyspieler und -trainer
- 01. September: Stephan Karkowsky, deutscher Hörfunkmoderator
- 01. September: Darío Volonté, argentinischer Operntenor
- 02. September: Bruno Adams, australischer Sänger, Songwriter und Musiker († 2009)
- 02. September: Aurora Pleșca, rumänische Ruderin
- 02. September: Seppo Rantanen, finnischer Skilangläufer
- 03. September: Sam Adams, US-amerikanischer Politiker
- 03. September: Malcolm Gladwell, kanadischer Journalist und Autor
- 04. September: Barbara Drossel, Physikerin
- 04. September: Luigino Pagotto, italienischer Automobilrennfahrer
- 04. September: John Vanbiesbrouck, amerikanischer Eishockeyspieler
- 06. September: Mark Chesnutt, US-amerikanischer Country-Sänger
- 06. September: Alois Blaßnig, österreichischer Biathlet und Skilangläufer
- 08. September: Frank Richter, deutscher Medienkünstler
- 08. September: Herbert Waas, deutscher Fußballspieler
- 09. September: Caroline Adderson, kanadische Schriftstellerin
- 09. September: Roberto Donadoni, italienischer Fußballspieler und -trainer
- 09. September: Jens Knospe, deutscher Schauspieler

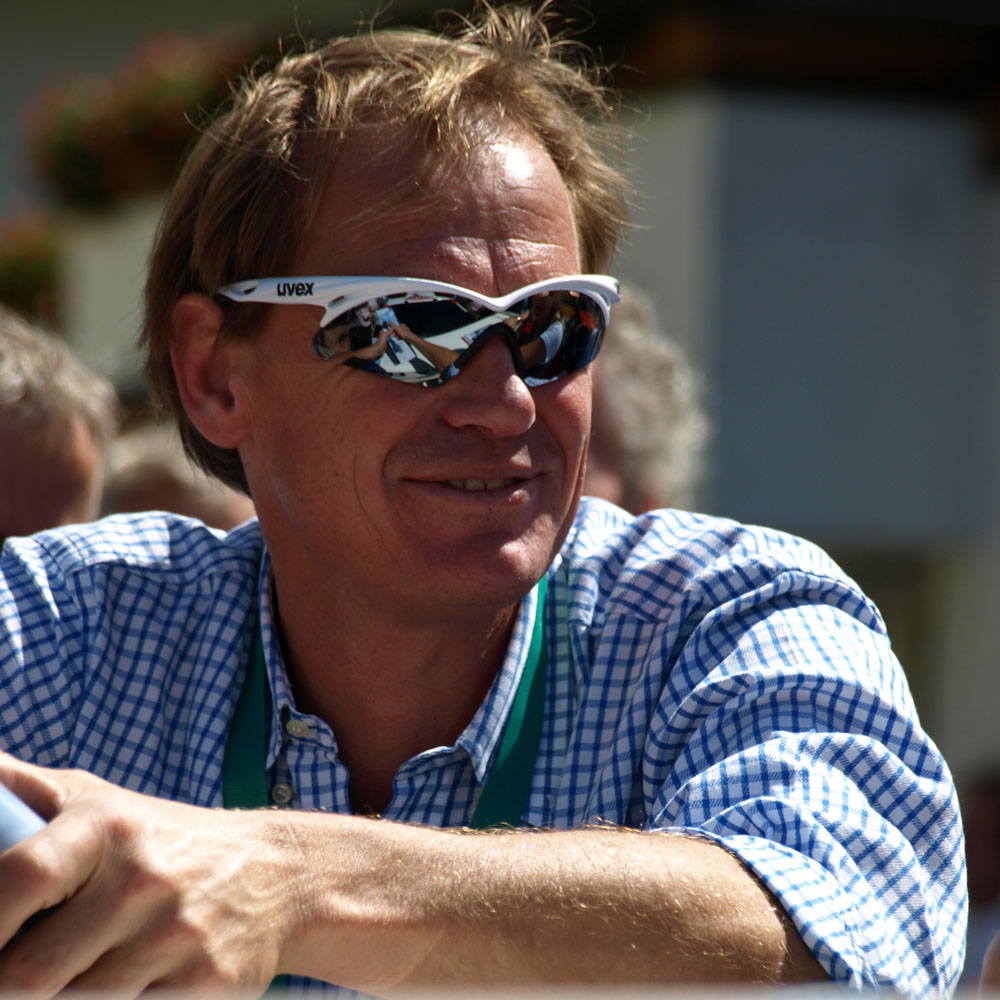
Markus Wasmeier

- 09. September: Markus Wasmeier, deutscher Skirennläufer
- 09. September: Matthias Ackeret, Schweizer Journalist und Publizist
- 09. September: Leslie Thompson, US-amerikanische Skilangläuferin
- 10. September: Bassel Fleihan, libanesischer Abgeordneter und Minister für Wirtschaft und Handel († 2005)
- 11. September: Pietro Ferrero junior, italienischer Unternehmer († 2011)
- 11. September: Roderich Kiesewetter, deutscher Generalstabsoffizier und Politiker
- 11. September: Donato Sabia, italienischer Leichtathlet († 2020)
- 12. September: Michael Anderheiden, deutscher Staatsrechtslehrer
- 12. September: Markus Paßlick, deutscher Percussionist und Autor
- 13. September: Hisham Abbas, ägyptischer Sänger
- 13. September: Phillip Dutton, australischer Vielseitigkeitsreiter
- 13. September: Luis Juez, argentinischer Politiker
- 15. September: Maike Bollow, deutsche Schauspielerin
- 15. September: Johannes Kahrs, deutscher Politiker
- 15. September: Fernando Miceli, argentinischer Sänger und Komponist
- 16. September: Katarzyna Popieluch, polnische Skilangläuferin
- 16. September: Mićhalina Maciuszek, polnische Skilangläuferin
- 17. September: Gian-Carlo Coppola, US-amerikanischer Filmschauspieler und Filmproduzent († 1986)
- 18. September: Heiko Peschke, deutscher Fußballer
- 19. September: Jarvis Cocker, britischer Popstar
- 19. September: Guido Crosetto, italienischer Unternehmer und Politiker
- 19. September: Stefan Schmitt, deutscher SPD-Politiker († 2010)
- 19. September: David Seaman, englischer Fußballspieler
- 19. September: Dave Canterbury, US-amerikanischer Abenteurer und Survival-Experte
- 20. September: Alex Jordan, US-amerikanische Pornodarstellerin († 1995)
- 20. September: Alain Laroche, kanadischer Freestyle-Skier
- 20. September: Udo Mark, deutscher Motorradrennfahrer
- 20. September: Joseph O’Connor, irischer Schriftsteller
- 21. September: Oliver Mink, deutscher Synchronsprecher und Schauspieler
- 21. September: Lucia Stefanel, deutsche Schauspielerin
- 22. September: Phillip McCallen, britischer Motorradrennfahrer
- 23. September: Alex Proyas, australischer Regisseur von Musikvideos, Werbespots und Spielfilmen
- 24. September: Maike Arlt, deutsche Volleyballspielerin
- 25. September: Caren Marks, deutsche Politikerin
- 25. September: Tate Donovan, US-amerikanischer Schauspieler
- 26. September: Lysette Anthony, britische Schauspielerin
- 26. September: Kerstin Moring, deutsche Skilangläuferin und Biathletin
- 27. September: Sabine Adler, deutsche Journalistin und Autorin
- 27. September: Fu Biao, chinesischer Film- und Fernsehschauspieler († 2005)
- 27. September: Astrid M. Fünderich, deutsche Schauspielerin
- 27. September: Stefan Lanka, deutscher Biologe
- 27. September: Alžbeta Havrančíková, slowakische Skilangläuferin
- 28. September: Axel Becker, deutscher Sänger († 2015)
- 28. September: Matthias Wambach, deutscher Politiker
- 28. September: Greg Weisman, US-amerikanischer Serien-Autor
- 28. September: Wolfgang Wagner, deutscher Schauspieler und Synchronsprecher
- 29. September: David John Andreychuk, kanadischer Eishockeyspieler
- 29. September: Arvydas Anušauskas, litauischer Historiker und Politiker
- 29. September: Les Claypool, US-amerikanischer Musiker
- 29. September: Jaroslav Mostecký, tschechischer Autor von Sci-Fi und Fantasyliteratur († 2020)
- 29. September: Sam Malin, kanadischer Unternehmer

### Oktober
- 01. Oktober: Jean-Denis Delétraz, Schweizer Automobilrennfahrer
- 02. Oktober: Patrick Anthony Agana, englischer Fußballspieler
- 02. Oktober: Andreas Kraß, deutscher Philologe
- 03. Oktober: Carl Achleitner, österreichischer Film- und Theaterschauspieler
- 03. Oktober: Nastja Maria Arcel, dänische Schauspielerin, Dokumentarfilmregisseurin und Buchautorin
- 03. Oktober: Karen Böhne, deutsche Schauspielerin
- 03. Oktober: Niels Lan Doky, dänischer Jazzpianist
- 04. Oktober: Mark Alford, US-amerikanischer Politiker
- 05. Oktober: Frank Becker, deutscher Historiker
- 06. Oktober: Sven Andersson, schwedischer Fußballspieler
- 06. Oktober: Elisabeth Shue, US-amerikanische Schauspielerin
- 06. Oktober: Vasile Tarlev, moldawischer Politiker und Regierungschef von Moldawien
- 08. Oktober: Didier Méda, französischer Freestyle-Skier († 1999)
- 08. Oktober: Marie-Andrée Masson, kanadische Skilangläuferin
- 09. Oktober: Martin Adomeit, deutscher Tischtennistrainer
- 09. Oktober: Claus Killing-Günkel, deutscher Esperantologe
- 09. Oktober: José Roberto Torero, brasilianischer Journalist und Autor
- 09. Oktober: Brigitte Gadient, Schweizer Skirennläuferin
- 10. Oktober: Leif-Eric Andersson, deutscher Volleyballspieler
- 10. Oktober: Anita Mui, chinesische Musikerin und Schauspielerin († 2003)
- 10. Oktober: Vegard Ulvang, norwegischer Skilangläufer
- 10. Oktober: Daniel Pearl, US-amerikanischer Journalist († 2002)
- 10. Oktober: David Wilms, deutscher Moderator
- 11. Oktober: Matthias Stich, deutscher Sportschütze
- 12. Oktober: Raimond Aumann, deutscher Fußballspieler
- 12. Oktober: Martin Klapper, tschechischer Musiker und Multimediakünstler
- 12. Oktober: Satoshi Kon, japanischer Drehbuchautor und Filmregisseur († 2010)
- 13. Oktober: Anne Bennent, Schweizer Schauspielerin
- 13. Oktober: Thomas Dörflein, deutscher Tierpfleger († 2008)
- 14. Oktober: Jürgen Rißmann, deutscher Theater- und Filmschauspieler
- 16. Oktober: Pamela Bach, US-amerikanische Schauspielerin († 2025)
- 16. Oktober: Peter Hermann, liechtensteinischer Radsportler
- 16. Oktober: Thomas König, deutscher Handballspieler und -trainer
- 17. Oktober: Dirk Edelhoff, deutscher Jazz- und Rock-Gitarrist
- 17. Oktober: Christian Jost, deutscher Komponist und Dirigent
- 18. Oktober: Sigvart Dagsland, norwegischer Pop-Rocksänger, -pianist und -komponist
- 19. Oktober: Christian Hochstätter, deutscher Fußballspieler
- 19. Oktober: Stefan Ulrich, deutscher Journalist und Schriftsteller

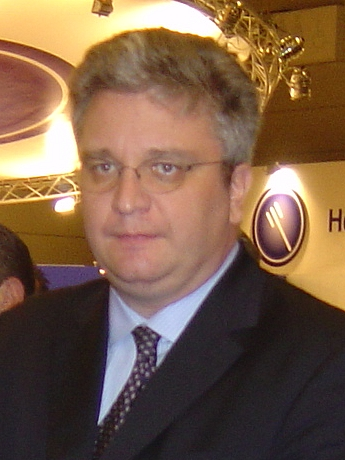
Prinz Laurent von Belgien

- 19. Oktober: Laurent von Belgien, belgischer Prinz
- 20. Oktober: Jann Sjursen, dänischer christdemokratischer Politiker
- 20. Oktober: Julie Payette, kanadische Astronautin
- 21. Oktober: Lukman Niode, indonesischer Schwimmer († 2020)
- 22. Oktober: Brian Boitano, kalifornischer Eiskunstläufer
- 23. Oktober: Ulrich Ritter, deutscher Maskenbildner
- 24. Oktober: Claude Pierrat, französischer Skilangläufer
- 24. Oktober: Geraldo de Souza Rodrigues, brasilianischer römisch-katholischer Bischof († 2025)
- 25. Oktober: John Levén, schwedischer Musiker
- 26. Oktober: Ted Demme, US-amerikanischer Regisseur († 2002)
- 26. Oktober: Theresia Kiesl, österreichische Leichtathletin
- 26. Oktober: Natalie Merchant, US-amerikanische Sängerin und Songschreiberin
- 27. Oktober: Christine Lipp-Wahl, deutsche Politikerin
- 27. Oktober: Lou, deutsche Musikerin
- 27. Oktober: Aleksander Szczygło, polnischer Verteidigungsminister († 2010)

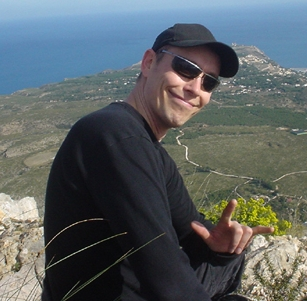
Farin Urlaub, 2003

- 27. Oktober: Farin Urlaub, deutscher Rock-Sänger und Gitarrist der Punk-Rock-Band „Die Ärzte“
- 27. Oktober: Kay-Uwe Ziegler, deutscher Politiker
- 28. Oktober: Martin Ontrop, deutscher Schauspieler
- 28. Oktober: Eros Ramazzotti, italienischer Popsänger
- 30. Oktober: Kris Feddersen, US-amerikanischer Freestyle-Skier
- 30. Oktober: Michael Maertens, deutscher Schauspieler
- 30. Oktober: Paul Schubert, Schweizer Altphilologe und Papyrologe
- 30. Oktober: Andrea Stolletz, deutsche Handballtorhüterin
- 31. Oktober: Mikkey Dee, schwedischer Schlagzeuger
- 31. Oktober: Roland Düringer, österreichischer Schauspieler und Kabarettist
- 31. Oktober: Johnny Marr, britischer Musiker
- 31. Oktober: Dermot Mulroney, US-amerikanischer Schauspieler
- 31. Oktober: Jürgen Werner, deutscher Drehbuchautor

### November
- 01. November: Nita Ambani, indische Philanthropin und Sportfunktionärin
- 01. November: Mayk Bullerjahn, deutscher Fußballspieler

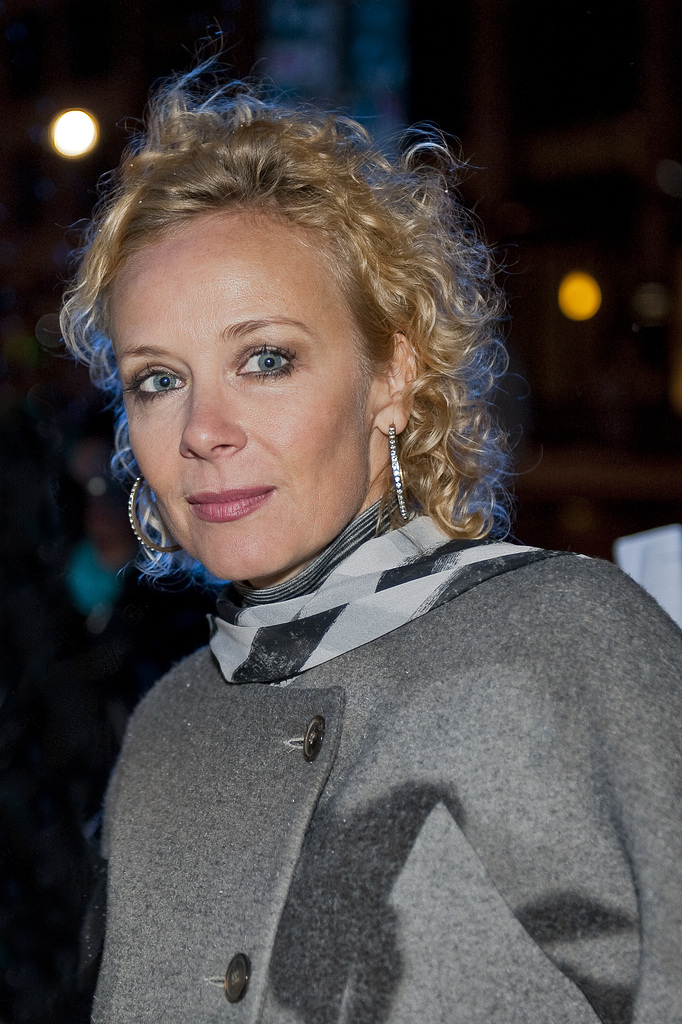
Katja Riemann, 2010

- 01. November: Katja Riemann, deutsche Schauspielerin
- 02. November: Udo Wagner, deutscher Florettfechter
- 02. November: Borut Pahor, slowenischer Politiker
- 03. November: Martin Bramböck, österreichischer Hornist
- 03. November: Luděk Čajka, tschechischer Eishockeyspieler († 1990)
- 04. November: Hennadij Awdjejenko, sowjetischer Hochspringer und Olympiasieger
- 04. November: Horacio Marcelo Elizondo, argentinischer Fußballschiedsrichter
- 05. November: Jean-Pierre Papin, französischer Fußballspieler
- 05. November: Tatum O’Neal, US-amerikanische Schauspielerin
- 05. November: Natalja Schtaimez, kasachische Skilangläuferin
- 06. November: Fitnat Ahrens, deutsch-türkische Autorin
- 06. November: Wiebke Ahrndt, deutsche Ethnologin und Hochschullehrerin
- 06. November: Katrin Altpeter, deutsche Politikerin und MdL
- 06. November: Rainer Sellien, deutscher Schauspieler
- 06. November: Rozz Williams, amerikanischer Sänger, Songschreiber und Künstler († 1998)
- 07. November: John Barnes, englischer Fußballspieler
- 07. November: Angelika Werthmann, österreichische Politikerin († 2019)
- 08. November: Nikola Hahn, deutsche Krimi-Schriftstellerin
- 09. November: Biagio Antonacci, italienischer Sänger und Liedermacher
- 09. November: Wiktar Babaryka, belarussischer Bankmanager, Politiker und politischer Gefangener
- 10. November: Sylvain Chomet, französischer Filmregisseur und Drehbuchautor von Animationsfilmen

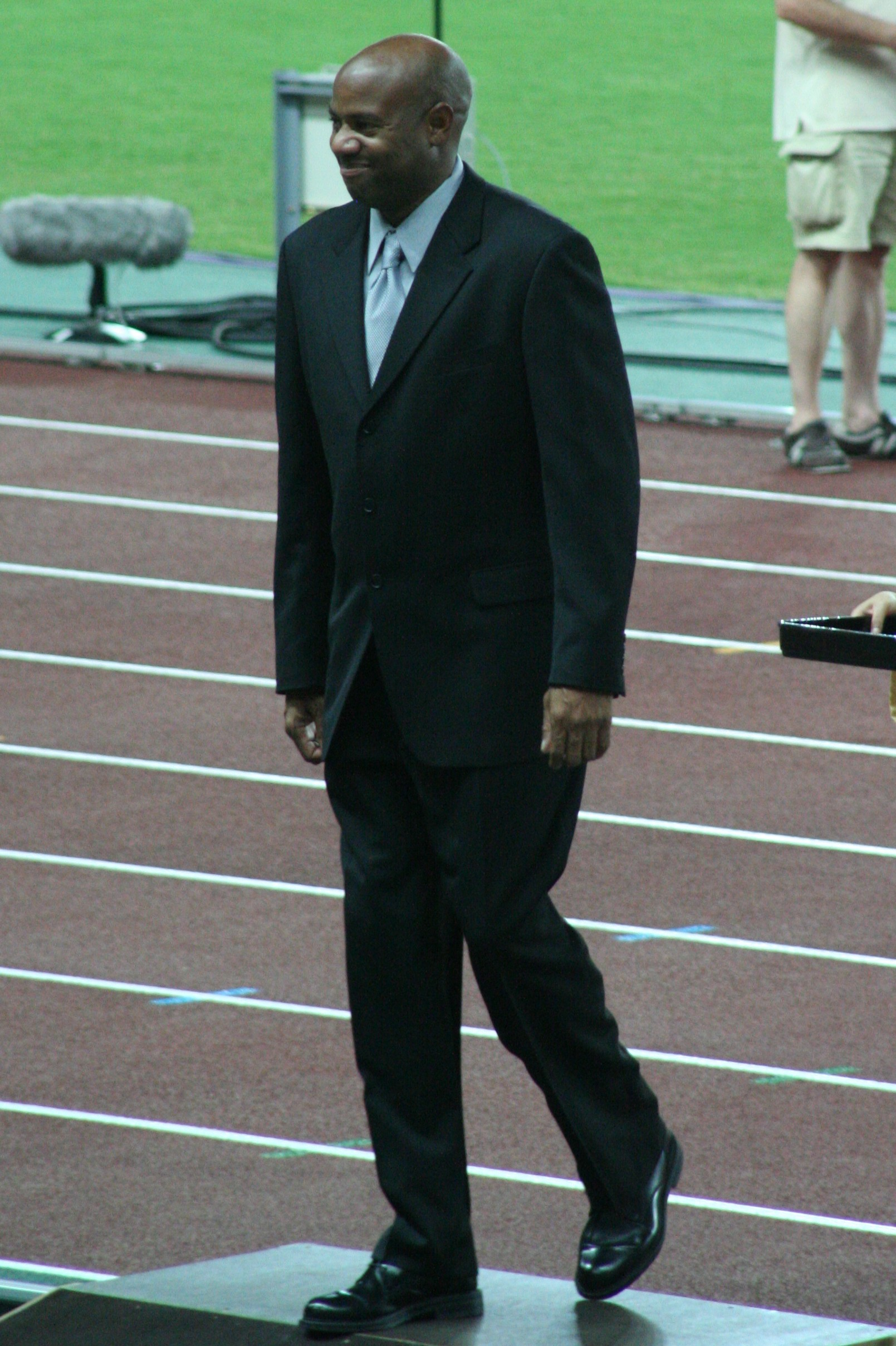
Mike Powell

- 10. November: Mike Powell, US-amerikanischer Leichtathlet
- 10. November: Cordula Stratmann, deutsche Schauspielerin, Komikerin, Moderatorin und Autorin
- 11. November: Holger Winselmann, deutscher Handballspieler
- 12. November: Gerald Lehner, österreichischer Journalist, Autor, Filmemacher und Fotograf
- 13. November: Seppo Kantonen, finnischer Jazzpianist
- 13. November: Kerstin Müller, deutsche Politikerin
- 13. November: Sybille J. Schedwill, deutsche Schauspielerin
- 14. November: Skënder Gega, albanischer Fußballspieler
- 14. November: Michał Krasenkow, polnischer Schachspieler
- 14. November: Matthias Kupfer, deutscher Schauspieler
- 14. November: Anno Saul, deutscher Regisseur
- 16. November: Steve Argüelles, britischer Jazzschlagzeuger
- 16. November: Dietmar Beiersdorfer, deutscher Fußball-Funktionär und -Spieler
- 16. November: Heike Bittner, deutsche Drehbuchautorin, Regisseurin und Filmproduzentin
- 16. November: René Steinke, deutscher Schauspieler
- 16. November: Troy Stetina, US-amerikanischer Gitarrenlehrer
- 16. November: Michael Tilly, deutscher evangelischer Theologe
- 17. November: Elisabeth Kirchler, österreichische Skirennläuferin
- 17. November: Dylan Walsh, US-amerikanischer Schauspieler
- 18. November: Len Bias, US-amerikanischer Basketballspieler († 1986)
- 18. November: Peter Schmeichel, dänischer Fußballspieler
- 18. November: Carola Wolle, deutsche Diplom-Kauffrau und Politikerin
- 19. November: Eduard Abazi, albanischer Fußballspieler
- 19. November: Terry Farrell, US-amerikanische Schauspielerin und Fotomodell
- 20. November: Helmut Deutsch, deutscher Organist
- 20. November: Ming-Na Wen, US-amerikanische Schauspielerin chinesischer Abstammung
- 21. November: Christian Amsler, Schweizer Politiker
- 21. November: Dave Molyneux, britischer Motorradrennfahrer und -konstrukteur
- 22. November: Benoît Sauvageau, kanadischer Politiker († 2006)
- 23. November: Virgilio Masciadri, Schweizer Lyriker († 2014)
- 24. November: Peker Açıkalın, türkischer Theater- und Filmschauspieler
- 24. November: Scott Colley, US-amerikanischer Jazzmusiker
- 24. November: Latsamy Keomany, laotischer Diplomat
- 24. November: Jürgen Milski, deutscher Entertainer
- 25. November: Dirk Römer, deutscher Fußballspieler
- 25. November: Tuulikki Pyykkönen, finnische Skilangläuferin
- 26. November: Richard Robert Arnold, US-amerikanischer Astronaut
- 26. November: Richard Hermann Ratka, deutscher Handballspieler und Handballtrainer
- 26. November: Katharina Schubert, deutsche Schauspielerin
- 26. November: Karim El-Gawhary, ägyptischer Journalist
- 28. November: Felix Maria Roehl, Kulturmanager
- 29. November: Jilly Curry, britische Freestyle-Skierin
- 29. November: Martti Kellokumpu, finnischer Freestyle-Skier
- 30. November: Marc Rostan, französischer Automobilrennfahrer
- 30. November: David Yates, britischer Filmregisseur und Drehbuchautor

### Dezember
- 02. Dezember: Max Gertsch, Schweizer Schauspieler
- 03. Dezember: Terri Schiavo, US-amerikanische Komapatientin († 2005)
- 04. Dezember: Jozef Sabovčík, slowakischer Eiskunstläufer

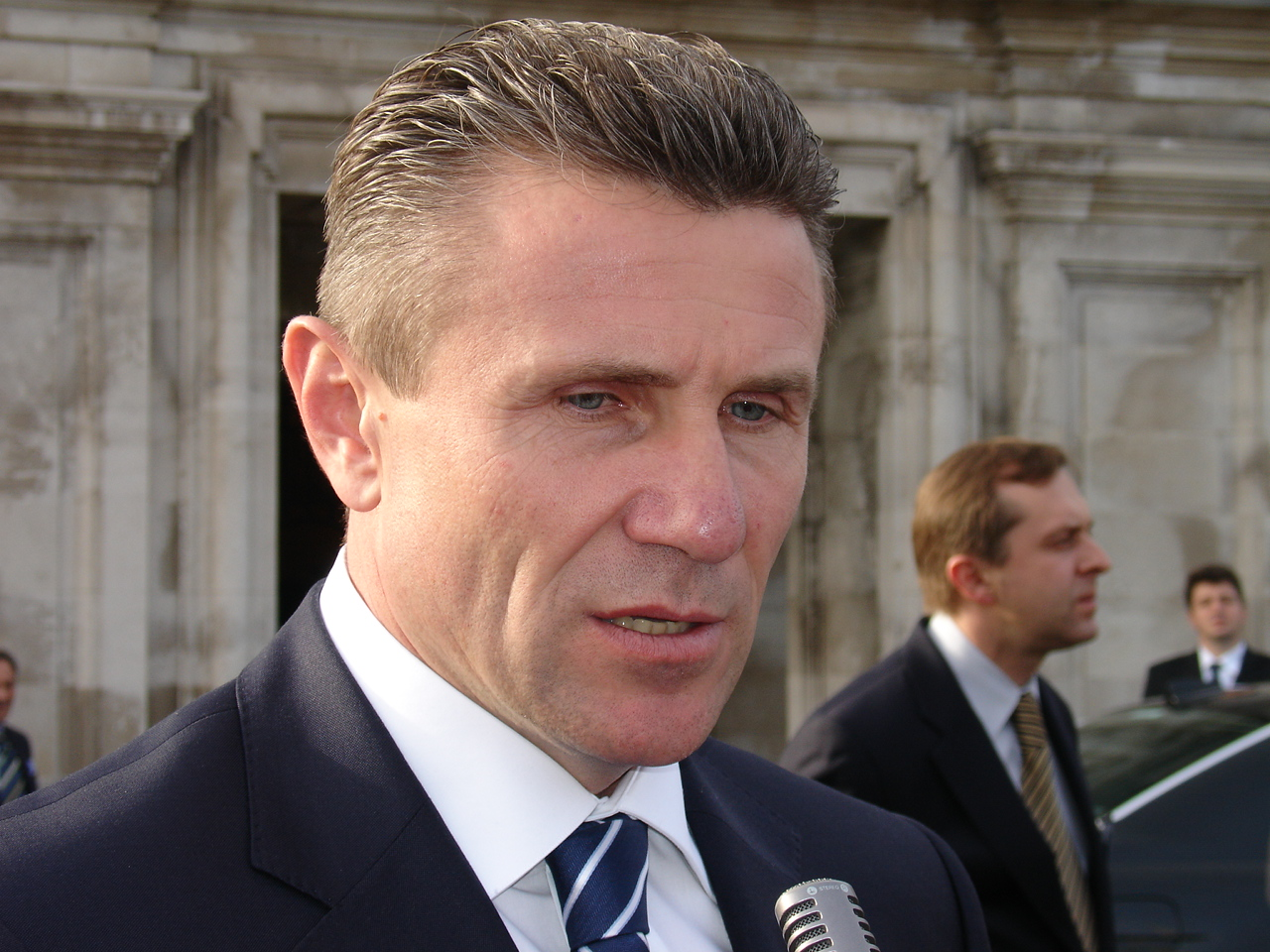
Serhij Bubka

- 04. Dezember: Serhij Bubka, ukrainischer Stabhochspringer
- 04. Dezember: Wayne Frost, US-amerikanischer Breaker und Schauspieler († 2008)
- 04. Dezember: Rochelle Swanson, US-amerikanische Schauspielerin
- 05. Dezember: Eddie Edwards, britischer Skispringer
- 06. Dezember: Debbie Armstrong, US-amerikanische Skirennläuferin
- 06. Dezember: Ulrich Thomsen, dänischer Schauspieler
- 07. Dezember: Kathleen Partridge, australische Hockeyspielerin († 2021)
- 08. Dezember: Rüdiger Borchardt, deutscher Handballspieler und -trainer
- 08. Dezember: Holger Wulschner, deutscher Springreiter
- 09. Dezember: Dieter Bach, deutscher Schauspieler

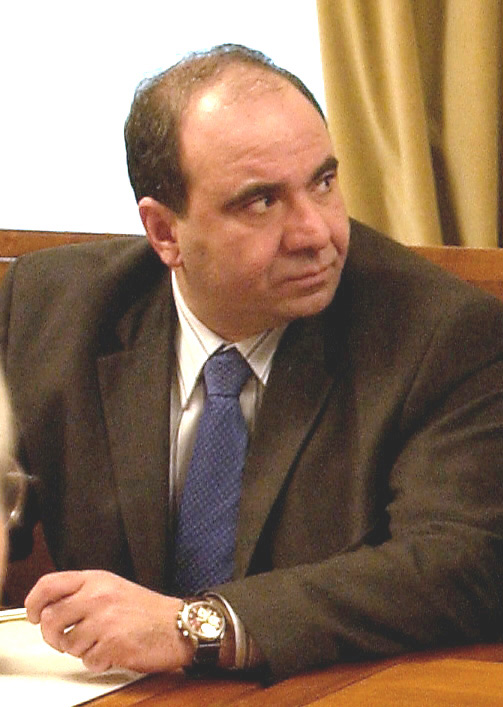
Surab Schwania

- 09. Dezember: Surab Schwania, georgischer Premierminister († 2005)
- 09. Dezember: Masako, Ehefrau des japanischen Kaisers Naruhito
- 10. Dezember: Volker Krappen, deutscher Autor und Filmproduzent
- 11. Dezember: Eric Armstrong, kanadischer Animator
- 11. Dezember: Claudia Kohde-Kilsch, deutsche Tennisspielerin
- 12. Dezember: Salman Ahmad, pakistanisch-amerikanischer Rockgitarrist
- 13. Dezember: Jouni Kannisto, finnischer Jazzsaxophonist und -flötist
- 14. Dezember: Diana Gansky, deutsche Leichtathletin
- 15. Dezember: Lilija Nurutdinowa, russische Mittelstreckenläuferin
- 15. Dezember: Helen Slater, US-amerikanische Schauspielerin
- 16. Dezember: Tuncay Akça, türkischer Film- und Fernsehschauspieler († 2024)
- 16. Dezember: Benjamin Bratt, US-amerikanischer SchauspielerBrad Pitt, 2008

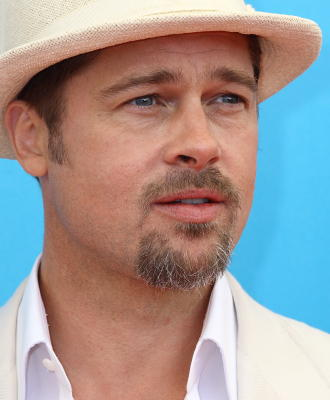
Brad Pitt, 2008

- 16. Dezember: Jeff Carson, US-amerikanischer Country-Sänger († 2022)
- 16. Dezember: Bärbel Schäfer, deutsche Fernsehmoderatorin und -produzentin
- 16. Dezember: Johanna Schubert, deutsche Schauspielerin
- 17. Dezember: Jón Kalman Stefánsson, isländischer Autor
- 18. Dezember: Nino de Angelo, deutscher Schlagersänger
- 18. Dezember: James Kenneth Ard, US-amerikanischer Politiker
- 18. Dezember: Alexandra Gerlach, deutsche Moderatorin

- 18. Dezember: Brad Pitt, US-amerikanischer Schauspieler
- 19. Dezember: Jennifer Beals, US-amerikanische Schauspielerin
- 19. Dezember: Cristina Marcos, spanische SchauspielerinTil Schweiger, 2011

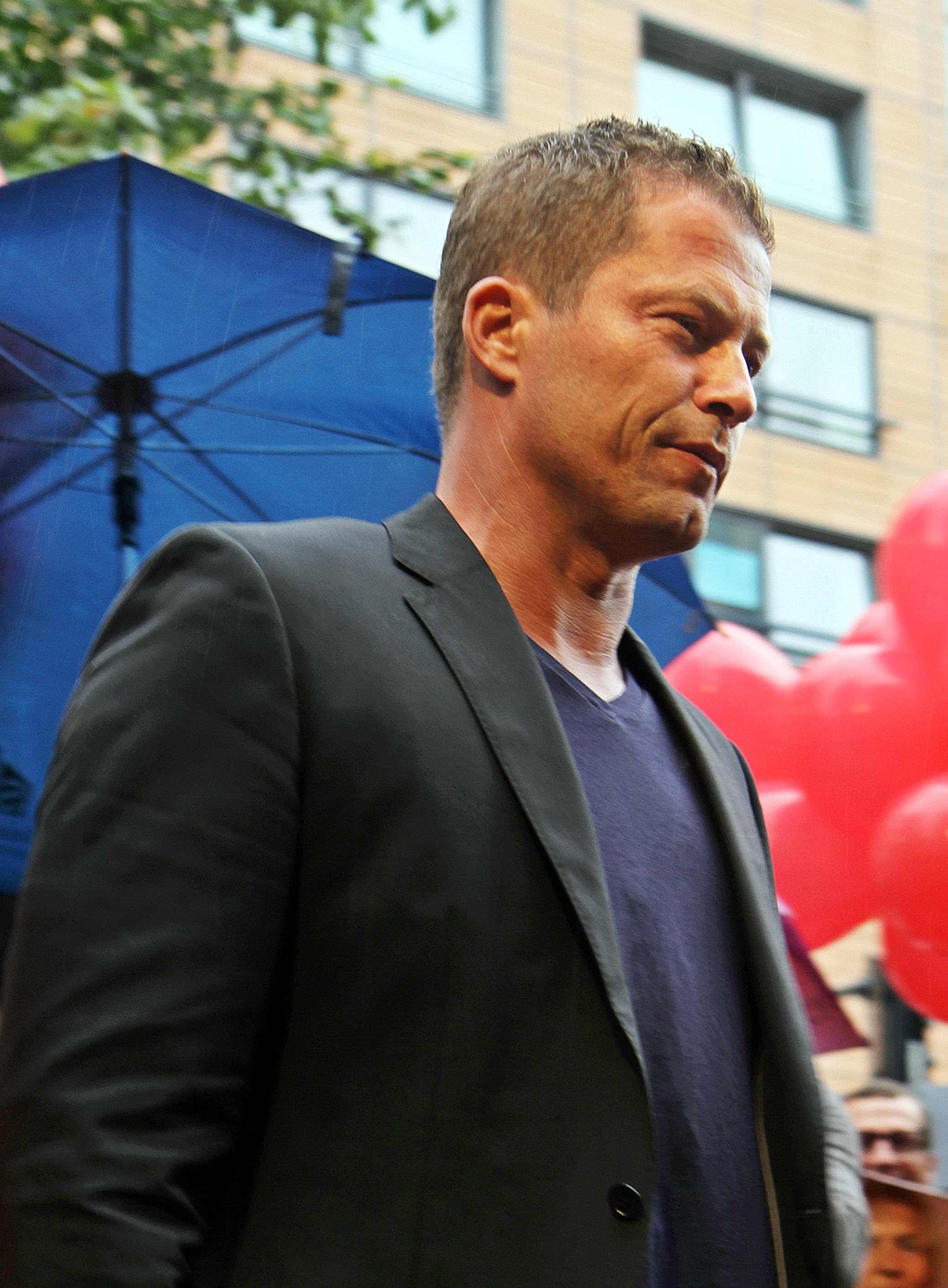
Til Schweiger, 2011

- 19. Dezember: Bettina Redlich, österreichische Schauspielerin und Synchronsprecherin

- 19. Dezember: Til Schweiger, deutscher Schauspieler und Produzent
- 20. Dezember: Mats Gren, schwedischer Fußballtrainer und Fußballspieler
- 20. Dezember: Elena von Spanien, spanische Prinzessin, Herzogin von Lugo
- 21. Dezember: Stefan Bethäuser, deutscher Fußballspieler
- 21. Dezember: Patricia Lips, deutsche Politikerin
- 21. Dezember: Jacques Simonet, belgischer Politiker († 2007)

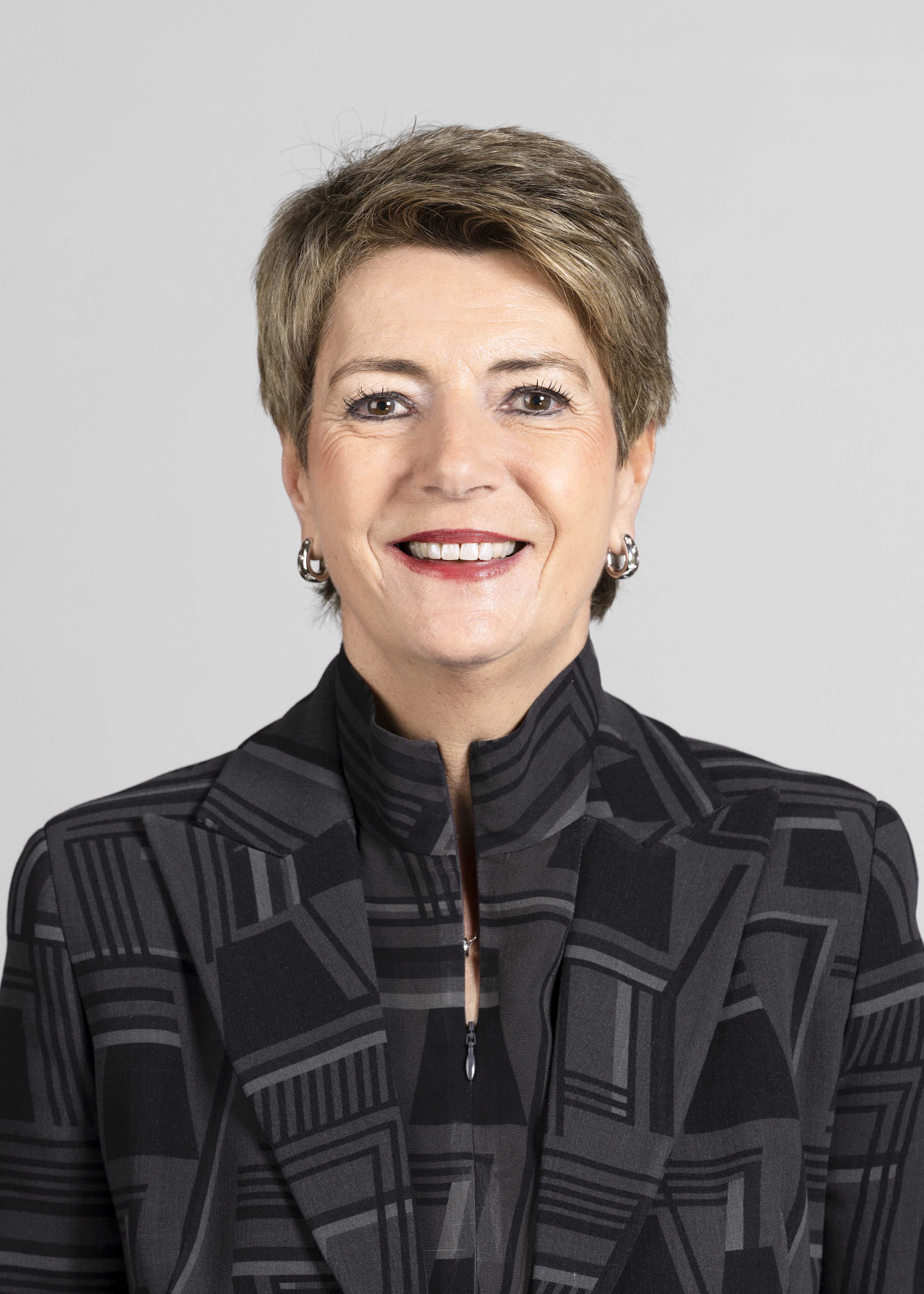
Karin Keller-Sutter, 2024

- Karin Keller-Sutter, 202422. Dezember: Karin Keller-Sutter, Schweizer Politikerin, Vorsteherin des Eidgenössischen Finanzdepartementes und Bundespräsidentin (2025)
- 22. Dezember: Mathias Ahrens, deutscher Feldhockey-Trainer
- 22. Dezember: Giuseppe Bergomi, italienischer Fußballspieler
- 22. Dezember: Christoph Keller, Schweizer Schriftsteller
- 23. Dezember: Juan Carlos Ares, argentinischer Bischof
- 23. Dezember: Jim Harbaugh, US-amerikanischer American-Football-Spieler und -Trainer
- 23. Dezember: Ante Zelck, deutscher Unternehmer und Hostelpionier
- 24. Dezember: Naja Marie Aidt, dänische Schriftstellerin
- 24. Dezember: Olaf Berger, deutscher Schlagersänger
- 24. Dezember: Paul Bloom, US-amerikanischer Professor der Psychologie
- 24. Dezember: Myriam Décroze, französische Künstlerin (Malerin)
- 24. Dezember: Christine Weckwerth, deutsche Philosophin

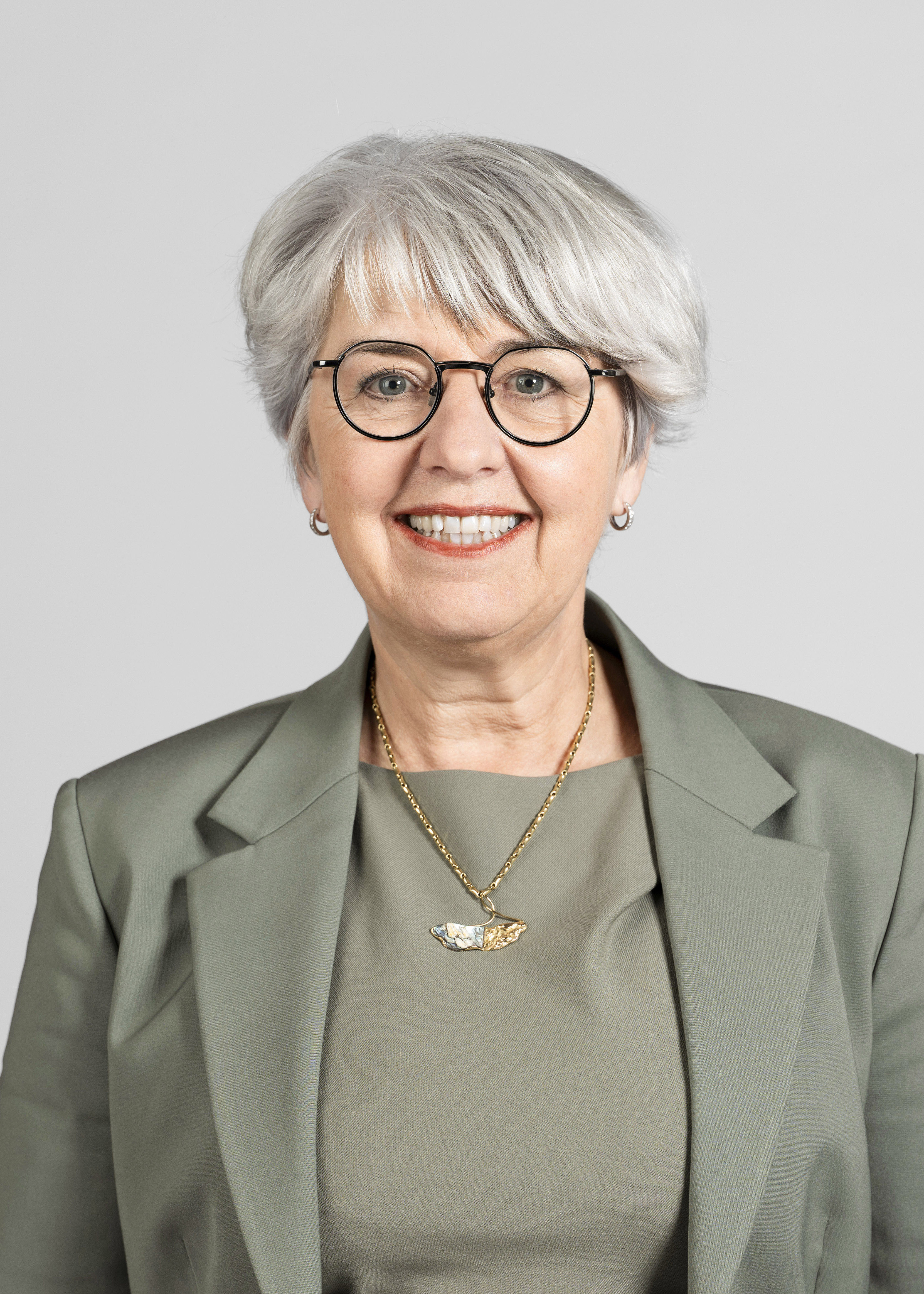
Elisabeth Baume-Schneider, 2024

- Elisabeth Baume-Schneider, 202424. Dezember: Elisabeth Baume-Schneider, schweizerische Politikerin und Vorsteherin des Eidgenössischen Departementes des Innern
- 26. Dezember: Linda Keough, britische Sprinterin
- 26. Dezember: Lars Ulrich, dänischer Schlagzeuger der Heavy-Metal-Band Metallica
- 27. Dezember: Gaspar Noé, französischer Filmregisseur
- 27. Dezember: Stefanie Stahl, deutsche Autorin
- 28. Dezember: Béatrice Uria-Monzon, französische Opernsängerin († 2025)
- 29. Dezember: Graciano Rocchigiani, deutscher Profiboxer († 2018)
- 30. Dezember: Maverick Quek, singapurischer Schauspieler, Sprecher und Tänzer
- 30. Dezember: Markus Stoffels, deutscher Jurist
- 31. Dezember: Maya Beiser, US-amerikanische Cellistin
- 31. Dezember: Michael Iwannek, deutscher Synchronsprecher, Sänger und Hörspielsprecher
- 31. Dezember: Ahmed Al Maktum, Sportschütze aus den Vereinigten Arabischen Emiraten
- 31. Dezember: Scott Ian Rosenfeld, US-amerikanischer Rockmusiker
- 31. Dezember: Heikki Kivikko, finnischer Skilangläufer

### Tag unbekannt
- Jeff Abbott, US-amerikanischer Schriftsteller
- Will Adams, englischer Autor
- Masen Abou-Dakn, syrisch-deutscher Liedermacher, Songtexter, Autor und Dozent
- Franz Ackermann, deutscher Maler
- John Acquaviva, kanadischer Techno-/House-DJ und Musikproduzent
- Arthur Adams, US-amerikanischer Comiczeichner
- Mimoza Ahmeti, albanischer Poet
- Spartaco Albertarelli, italienischer Spieleautor
- Omar bin Mohammed bin Salim bin Hafiz al-Habib, jemenitischer Theologe
- Jeroen Akkermans, niederländischer Journalist, Auslandskorrespondent und Dokumentarfilmer
- Ghada Amer, ägyptische Künstlerin
- Daniel Ammann, Schweizer Journalist und Buchautor
- Erika Anderson, US-amerikanische Schauspielerin
- Gail Anderson-Dargatz, kanadische Schriftstellerin
- Myriane Alice Angelowski, deutsche Autorin
- Ravi Arimilli, indisch-US-amerikanischer Computer-Architekt und Erfinder
- Iman Attia, deutsche Sozialpädagogin
- Antonella Attili, italienische Schauspielerin
- Petra Auer, deutsche Schauspielerin
- Pascal Auscher, französischer Mathematiker
- Suren Bagratuni, armenischer Cellist und Musikpädagoge
- Klaus-Jürgen Bauer, österreichischer Architekt († 2025)
- Ehsan Bayat, afghanischer Unternehmer
- Benjamin Boone, US-amerikanischer Komponist, Musikpädagoge, Jazzsaxophonist und Bandleader
- Ingeborg Brings, deutsche Schauspielerin
- Wilhelm Bruns, deutscher Hornist
- Madelyn Byrne, US-amerikanische Komponistin und Musikpädagogin
- Biboul Darouiche, kamerunischer Perkussionist und Komponist
- Mamadou Diouf, senegalesisch-polnischer Sänger, Autor und Journalist
- Ekkehard Dörschlag, österreichischer Physiotherapeut, Skibergsteiger, Radrennfahrer und Mountainbiker
- Martin Eckrich, deutscher Maler und Performancekünstler
- Georg Fritzsch, deutscher Musiker und Dirigent
- Manuel Gera, deutscher Kirchenmusiker und Organist
- Norbert Ghafouri, deutscher Schauspieler und Regisseur
- Anabel González, costa-ricanische Diplomatin, Ministerin und WTO-Funktionärin
- Teresa Harder, deutsche Schauspielerin
- Alexander Häusler, deutscher Sozialwissenschaftler
- Mark Hijleh, US-amerikanischer Komponist, Dirigent und Musikpädagoge
- Simon Ho, Schweizer Pianist und Komponist
- Ulrike Hübschmann, deutsche Schauspielerin und Sprecherin
- Hu Chunhua, chinesischer Politiker
- Hui Cheung-wai, chinesischer Komponist
- Petra Kabus, deutsche Germanistin, Autorin und Verlagslektorin († 2013)
- Kayhan Kalhor, iranischer Kamanchehspieler und Komponist
- Andrzej Karpiński, polnischer Schlagzeuger, Keyboarder, Komponist, Theatermaler, Illustrator und Airbrush-Künstler
- Hans-Luzi Kindschi, Schweizer Skilangläufer
- Iain Levison, US-amerikanischer Schriftsteller deutscher Abstammung
- Ronald Lippok, deutscher Musiker und Maler
- Jean-Louis Matinier, französischer Akkordeonspieler
- Matthias Mauthe, deutscher Blockflötist und Komponist
- Anne-Marie McDermott, US-amerikanische Pianistin
- Stefan Merki, Schweizer Schauspieler
- Rolf Minderjahn, deutscher Reiseschriftsteller († 2025)
- Pascal Moragues, französischer Klarinettist und Musikpädagoge
- Theo Nabicht, deutscher Holzbläser
- Nikolaus Okonkwo, deutscher Schauspieler
- Nadine Petersen, deutsche Autorin
- Larry Poromaa, schwedischer Skilangläufer
- Andrew Rindfleisch, US-amerikanischer Komponist, Dirigent und Musikpädagoge
- Matthias Rogg, deutscher Offizier und Historiker
- Gerhard Roiß, österreichischer Schauspieler
- Frank Ronan, irischer Schriftsteller
- Miguel Rothschild, argentinischer Künstler
- Marion Maria Ruisinger, deutsche Medizinerin, Medizinhistorikerin und Museumsdirektorin
- Martin Sander, deutscher Organist
- Jens Schäfer, deutscher Schauspieler
- Michael Schiller, deutscher Schauspieler
- Pius Schmitt, deutscher Schauspieler
- Naseer Shamma, irakischer Oud-Spieler
- Beate Söntgen, deutsche Kunsthistorikerin
- Martin Pöt Stoldt, deutscher Sachbuchautor
- Stefanie Sycholt, südafrikanische Regisseurin, Produzentin und Drehbuchautorin
- Andrea Ufer, deutsche Regisseurin und Filmproduzentin
- Maciej Walczak, polnischer Instrumentalist, Komponist und Entwickler von Software für Multimediaprojekte
- Cuco Wallraff, deutscher Schauspieler
- Katrin Wenzel, deutsche Rundfunkredakteurin
- Wu Man, chinesische Pipaspielerin

## Gestorben

### Januar
- 01. Januar: Robert S. Kerr, US-amerikanischer Politiker (* 1896)
- 02. Januar: Dick Powell, US-amerikanischer Schauspieler (* 1904)
- 05. Januar: Hermann Heimerich, deutscher Politiker (* 1885)
- 05. Januar: Adolf Weber, deutscher Nationalökonom (* 1876)
- 06. Januar: Lina Abarbanell, deutsche Sopranistin und Schauspielerin (* 1879)
- 06. Januar: Weaver Warren Adams, US-amerikanischer Schachspieler und -autor (* 1901)
- 06. Januar: Lourens Gerhard Marinus Baas Becking, niederländischer Botaniker und Mikrobiologe (* 1895)
- 10. Januar: Franz Planer, österreichischer Kameramann (* 1894)
- 10. Januar: Tadeusz Szeligowski, polnischer Komponist und Musikpädagoge (* 1896)
- 13. Januar: Johann Wartner, deutscher Politiker (* 1883)
- 13. Januar: Wilhelm Amsinck Burchard-Motz, deutscher Rechtsanwalt und Politiker (* 1878)
- 13. Januar: Sylvanus Olympio, togoischer Politiker (* 1902)
- 14. Januar: Friedrich Born, Schweizer Diplomat (* 1903)
- 14. Januar: Josef Nadler, deutscher Germanist und Literaturhistoriker (* 1884)
- 14. Januar: Gustav Regler, deutscher Schriftsteller (* 1898)
- 15. Januar: Léon Derny, französischer Autorennfahrer (* 1881)
- 16. Januar: Gilardo Gilardi, argentinischer Komponist und Musikpädagoge (* 1889)
- 17. Januar: Wolfgang Döring, deutscher Politiker (* 1919)
- 17. Januar: Alexandra Ramm-Pfemfert, deutsch-russische Übersetzerin, Publizistin und Galeristin (* 1883)
- 18. Januar: Edward Charles Titchmarsh, englischer Mathematiker (* 1899)
- 19. Januar: Théodore Aubert, schweizerischer Politiker (* 1878)
- 21. Januar: Franz Jung, deutscher Schriftsteller, Ökonom und Politiker (* 1888)
- 22. Januar: József Nagy, ungarischer Fußballspieler und -trainer (* 1892)
- 23. Januar: Józef Gosławski, polnischer Bildhauer und Medailleur (* 1908)
- 23. Januar: Teresa del Riego, englische Pianistin, Geigerin und Komponistin (* 1876)
- 24. Januar: Otto Harbach, US-amerikanischer Librettist und Songtexter (* 1873)
- 24. Januar: Axel de Vries, deutscher Politiker (* 1892)
- 25. Januar: Robert Leibbrand, deutscher Politiker (* 1901)
- 25. Januar: Marion Sunshine, US-amerikanische Schauspielerin, Songwriterin und Komponistin (* 1894)
- 26. Januar: Maurice Hankey, Sekretär des Nationalen Verteidigungsrates (* 1877)
- 27. Januar: Aimé Nezeloff, französischer Automobilrennfahrer (* 1891)
- 28. Januar: John Farrow, australischer Drehbuchautor und Regisseur (* 1904)
- 28. Januar: Franz Felix, österreichischer Opernsänger, Theaterregisseur und -leiter (* 1886)
- 28. Januar: Gustave Garrigou, französischer Radrennfahrer (* 1884)
- 28. Januar: Jean Félix Piccard, US-amerikanischer Chemiker und Ballonfahrer (* 1884)
- 29. Januar: Robert Frost, US-amerikanischer Dichter und Pulitzerpreisträger (* 1874)
- 29. Januar: Albert K. Hömberg, deutscher Historiker und Autor (* 1905)
- 30. Januar: Francis Poulenc, französischer Pianist und Komponist (* 1899)
- 30. Januar: Arno Vetterling, deutscher Kapellmeister und Komponist (* 1903)

### Februar
- 01. Februar: John Francis D’Alton, Erzbischof von Armagh und Kardinal (* 1882)
- 05. Februar: Herbert Samuel, britischer Politiker und Diplomat (* 1870)
- 06. Februar: Abd al-Karim, Anführer im Aufstand der Rif-Kabylen in Marokko (* 1882)
- 06. Februar: Piero Manzoni, italienischer Künstler (* 1933)
- 07. Februar: Conrad Ramstedt, deutscher Mediziner (* 1867)
- 07. Februar: Patrick Mitchell-Thomson, 2. Baron Selsdon, britischer Automobilrennfahrer (* 1913)
- 08. Februar: Jakob Altmaier, deutscher Politiker (* 1889)
- 08. Februar: Ernst Glaeser, deutscher Schriftsteller (* 1902)
- 09. Februar: Abd al-Karim Qasim, irakischer Militär, Politiker und Premierminister (* 1914)
- 11. Februar: Sylvia Plath, US-amerikanische Schriftstellerin (* 1932)
- 13. Februar: Oskar Helmer, österreichischer Politiker (* 1887)
- 13. Februar: Oswald Thomas, österreichischer Astronom (* 1882)
- 14. Februar: Max Jüngling, deutscher Politiker (* 1903)
- 14. Februar: Gerhart von Westerman, deutscher Komponist, Intendant und Musikschriftsteller (* 1894)
- 15. Februar: Edgardo Donato, argentinischer Tangomusiker (* 1897)
- 16. Februar: Friedrich Dessauer, deutscher Physiker, Unternehmer und Publizist (* 1881)
- 16. Februar: László Lajtha, ungarischer Komponist (* 1892)
- 18. Februar: Sareh I., Katholikos des Großen Hauses von Kilikien der Armenischen Apostolischen Kirche (* 1915)
- 19. Februar: Fritz Becker, deutscher Fußballspieler (* 1888)
- 19. Februar: Gustav Peter Bucky, Radiologe, Physiker, Wissenschaftler und Erfinder (* 1880)
- 19. Februar: Paul Diels, deutscher Sprachwissenschaftler und Slawist (* 1882)
- 19. Februar: Benny Moré, kubanischer Sänger (* 1919)
- 20. Februar: Jakow Andrejewitsch Eschpai, russischer Komponist und Pädagoge (* 1890)
- 20. Februar: Ferenc Fricsay, ungarischer Dirigent (* 1914)
- 21. Februar: Philip Dalton Hepworth, britischer Architekt (* 1890)
- 21. Februar: Émile Lamarre, kanadischer Sänger (* 1886)
- 22. Februar: Egon Adler, tschechisch-US-amerikanischer Maler und Graphiker (* 1892)
- 23. Februar: Robert Leroy Cochran, US-amerikanischer Politiker (* 1886)
- 23. Februar: Paul Rodemann, Abgeordneter der Weimarer Nationalversammlung (* 1887)
- 24. Februar: Herbert Asbury, US-amerikanischer Journalist und Schriftsteller (* 1889)
- 28. Februar: Rajendra Prasad, indischer Politiker und 1. Staatspräsident (* 1884)
- 28. Februar: Luigi Segre, italienischer Fahrzeugdesigner (* 1919)

### März
- 03. März: Dorothy Hansine Andersen, US-amerikanische Kinderärztin und Pathologin (* 1901)
- 04. März: Bobby Jaspar, belgischer Jazzmusiker (* 1926)
- 04. März: William Carlos Williams, US-amerikanischer Schriftsteller und Arzt (* 1883)
- 05. März: Patsy Cline, US-amerikanische Country-Sängerin (* 1932)
- 07. März: Jack Anglin, US-amerikanischer Country-Sänger (* 1916)
- 07. März: Franz Heske, deutsch-österreichischer Forstwissenschaftler, Begründer der „Weltforstwirtschaft“, Generalforstmeister von Äthiopien und Philosoph (* 1892)
- 07. März: Edmond Malherbe, französischer Komponist (* 1870)
- 08. März: Johannes Albers, deutscher Politiker (* 1890)
- 08. März: Per Askim, norwegischer Marineoffizier (* 1881)
- 09. März: Werner Beumelburg, deutscher Journalist und Schriftsteller (* 1899)
- 09. März: Roland Coty, französischer Unternehmer und Automobilrennfahrer (* 1901)
- 10. März: Irving A. Aaronson, US-amerikanischer Jazz-Pianist und Bandleader (* 1895)
- 11. März: Jean Bastien-Thiry, französischer Oberst und Attentäter (* 1927)
- 15. März: William Adams, englischer Fußballspieler (* 1902)
- 16. März: Elisabeth Marie von Österreich, Tochter von Kronprinz Rudolf (* 1883)
- 16. März: William Henry Beveridge, englischer Ökonom (* 1879)
- 16. März: Julius Christiaan van Oven, niederländischer Rechtswissenschaftler und Politiker (* 1881)
- 17. März: Karl Fischer, österreichischer trotzkistischer Politiker und Widerstandskämpfer (* 1918)
- 20. März: Manuel Arteaga y Betancourt, Erzbischof von Havanna und Kardinal (* 1879)
- 20. März: Grace Hayle, US-amerikanische Schauspielerin (* 1888)
- 21. März: Frederick Newton Arvin Jr., US-amerikanischer Literaturwissenschaftler (* 1900)
- 21. März: Josef Gauchel, deutscher Fußballspieler (* 1916)
- 21. März: Heinrich-Wilhelm Ruhnke, deutscher Politiker (* 1891)
- 22. März: Cilly Aussem, deutsche Tennisspielerin (* 1909)
- 23. März: Albert Thoralf Skolem, norwegischer Mathematiker, Logiker und Philosoph (* 1887)
- 26. März: Arno Heinrich Gottfried Arnold, deutscher Arzt, Internist und Sportmediziner (* 1897)
- 27. März: Harry Piel, deutscher Regisseur und Schauspieler (* 1892)
- 29. März: Texas Ruby, US-amerikanische Country-Musikerin (* 1908)
- 30. März: George von Kaufmann, britischer Mathematiker und Anthroposoph (* 1894)
- 30. März: Guido Mancini, italienischer Unternehmer und Automobilrennfahrer (* 1924)
- 30. März: Giuseppe Pometta, Schweizer Lehrer und Historiker (* 1872)

### April
- 01. April: Reinier Beeuwkes, niederländischer Fußballspieler (* 1884)
- 02. April: Charles Robert Grey, 5. Earl Grey, Sohn des 4. Earl Grey (* 1879)
- 06. April: Karl Scharnagl, Oberbürgermeister von München (* 1881)
- 06. April: Otto von Struve, russisch-amerikanischer Astronom (* 1897)
- 09. April: Xul Solar, argentinischer Maler (* 1887)
- 11. April: Franz Karl Ginzkey, österreichischer Offizier, Dichter und Schriftsteller (* 1871)
- 11. April: Arthur Jonath, deutscher Leichtathlet (* 1909)
- 12. April: Kazimierz Jósef Stanislaw Ajdukiewicz, polnischer Philosoph und Logiker (* 1890)
- 12. April: Herbie Nichols, US-amerikanischer Jazzpianist und -komponist (* 1919)
- 15. April: Edward V. Robertson, US-amerikanischer Politiker walisischer Herkunft (* 1881)
- 17. April: Alfred Edward Bennett, australischer Rundfunkmanager und Theosoph (* 1889)
- 17. April: Fritz Windgassen, deutscher Tenor (* 1883)
- 18. April: Adriaan Koonings, niederländischer Fußballspieler (* 1895)
- 19. April: Germaine Malépart, kanadische Pianistin und Musikpädagogin (* 1898)
- 21. April: Dennis H. Robertson, englischer Ökonom (* 1890)
- 22. April: Wendelin Morgenthaler, deutscher Politiker und MdB (* 1888)
- 24. April: Karla König, deutsche Journalistin, Schriftstellerin und Kulturfunktionärin (* 1889)
- 27. April: Lilo Linke, deutsche Schriftstellerin und Reporterin (* 1906)
- 27. April: Kenneth Macgowan, US-amerikanischer Filmproduzent und Oscargewinner (* 1888)
- 29. April: Gerhard Boyer, deutscher Postbeamter und Politiker (* 1887)

### Mai
- 01. Mai: Veza Canetti, österreichische Schriftstellerin (* 1897)
- 01. Mai: Richard Kurt Donin, österreichischer Kunsthistoriker (* 1881)
- 02. Mai: Fritz Horn, deutscher Luftfahrtpionier (* 1896)
- 02. Mai: Tomáš Vačkář, tschechischer Komponist (* 1945)
- 02. Mai: Ernst Wandersleb, deutscher Ballonfahrer, Fotograf, Physiker (* 1879)
- 05. Mai: Per Jacobsson, schwedischer Manager; von 1956 bis 1963 Geschäftsführender Direktor des Internationalen Währungsfonds (* 1894)
- 06. Mai: Hanns F. J. Kropff, Professor für Werbewirtschaft (* 1882)
- 06. Mai: Kubota Mantarō, japanischer Schriftsteller (* 1889)
- 06. Mai: Leutfrid Signer, Schweizer römisch-katholischer Geistlicher und Pädagoge (* 1897)
- 07. Mai: Theodore von Kármán, ungarischer Pionier der modernen Aerodynamik (* 1881)
- 07. Mai: René Fülöp Miller, US-amerikanischer Schriftsteller und Soziologe (* 1891)
- 09. Mai: Charles Vyner Brooke, Dritter und Letzter der weißen Rajas von Sarawak (* 1874)
- 09. Mai: Arthur Winkler-Hermaden, österreichischer Geologe (* 1890)
- 10. Mai: Hermann Wopfner, österreichischer Historiker und Volkskundler (* 1876)
- 11. Mai: Herbert Spencer Gasser, US-amerikanischer Neurophysiologe (* 1888)
- 12. Mai: Oumbertos Argyros, griechischer Maler (* 1877/1882/1884)
- 12. Mai: Franz Arnold, österreichischer Kirchenrechtler (* 1893)
- 12. Mai: Bobby Kerr, kanadischer Leichtathlet, Olympiasieger und Sportfunktionär (* 1882)
- 12. Mai: Ernst Marischka, österreichischer Regisseur (* 1893)
- 12. Mai: Stanisław Wiechowicz, polnischer Komponist (* 1893)
- 13. Mai: Georg Pahl, deutscher Pressefotograf (* 1900)
- 13. Mai: Herta Gotthelf, deutsche Politikerin (* 1902)
- 14. Mai: George McGill, US-amerikanischer Politiker (* 1879)
- 15. Mai: Waldemar Koch, deutscher liberaler Politiker (* 1880)
- 15. Mai: Rahel Straus, deutsch-israelische Ärztin (* 1880)
- 16. Mai: Oleg Penkowski, sowjetischer Doppelagent (hingerichtet) (* 1919)
- 19. Mai: Alois Hudal, Bischof und Fluchthelfer diverser Naziverbrecher (* 1885)
- 19. Mai: Johann Segitz, deutscher Politiker, MdB (* 1898)
- 19. Mai: Luana Walters, US-amerikanische Schauspielerin (* 1912)
- 24. Mai: Elmore James, Bluesmusiker (* 1918)
- 25. Mai: Eugen Margarétha, österreichischer Politiker (* 1885)
- 28. Mai: Wissarion Schebalin, russischer Komponist (* 1902)
- 31. Mai: Edith Hamilton, deutsch-amerikanische Schriftstellerin (* 1867)

### Juni
- 1. Juni: Luis Alcaraz, mexikanischer Komponist, Pianist und Sänger (* 1910)
- 01. Juni: Ambrogio Robecchi, italienischer Radrennfahrer (* 1870)
- 01. Juni: Richard Sedlmaier, deutscher Kunsthistoriker und Hochschullehrer (* 1890)
- 02. Juni: Gustav Abel, österreichischer Filmarchitekt und Bühnenbildner (* 1902)

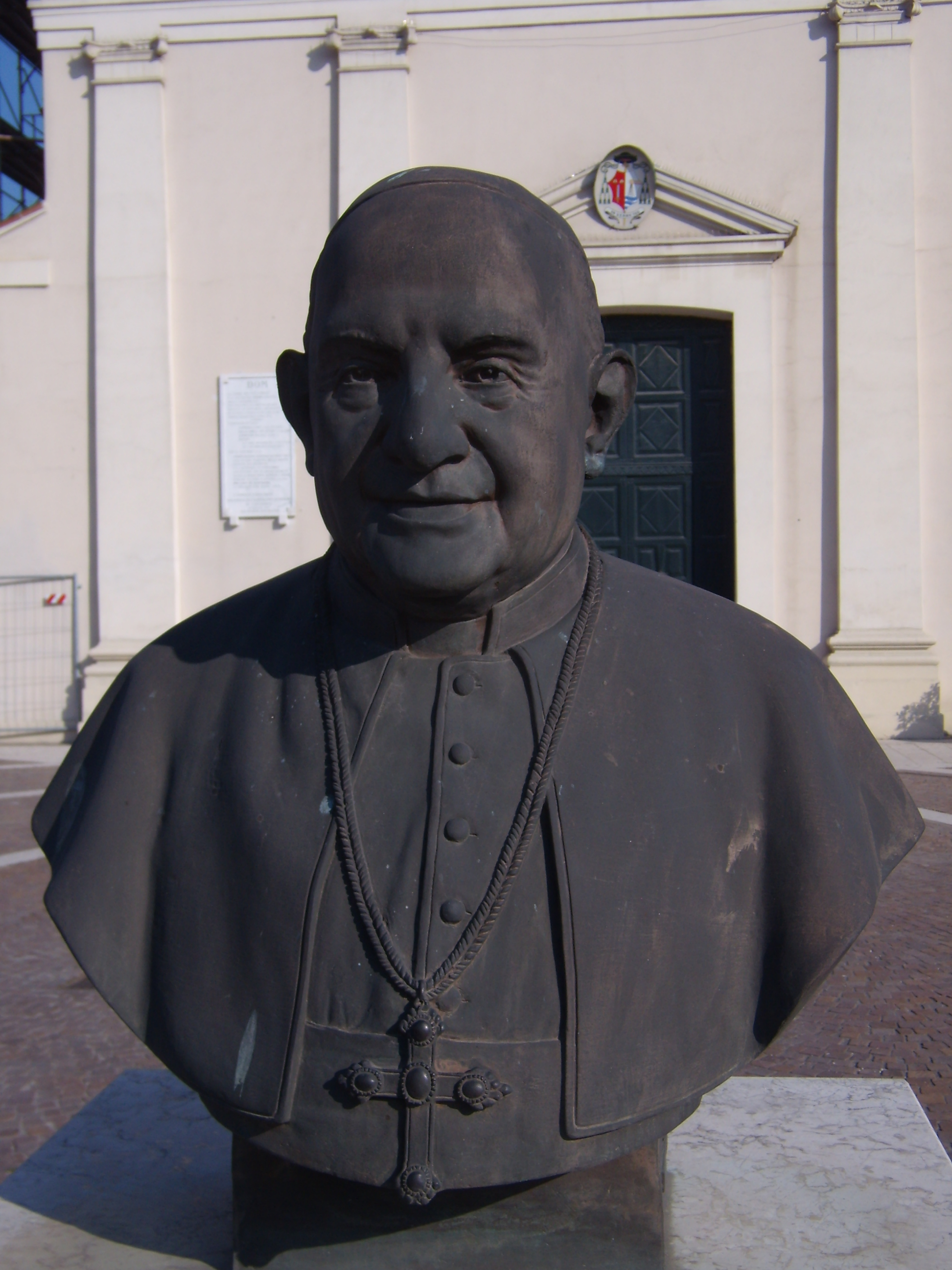
Johannes XXIII. († 3. Juni)

- 03. Juni: Johannes XXIII., Papst von 1958 bis 1963 (* 1881)

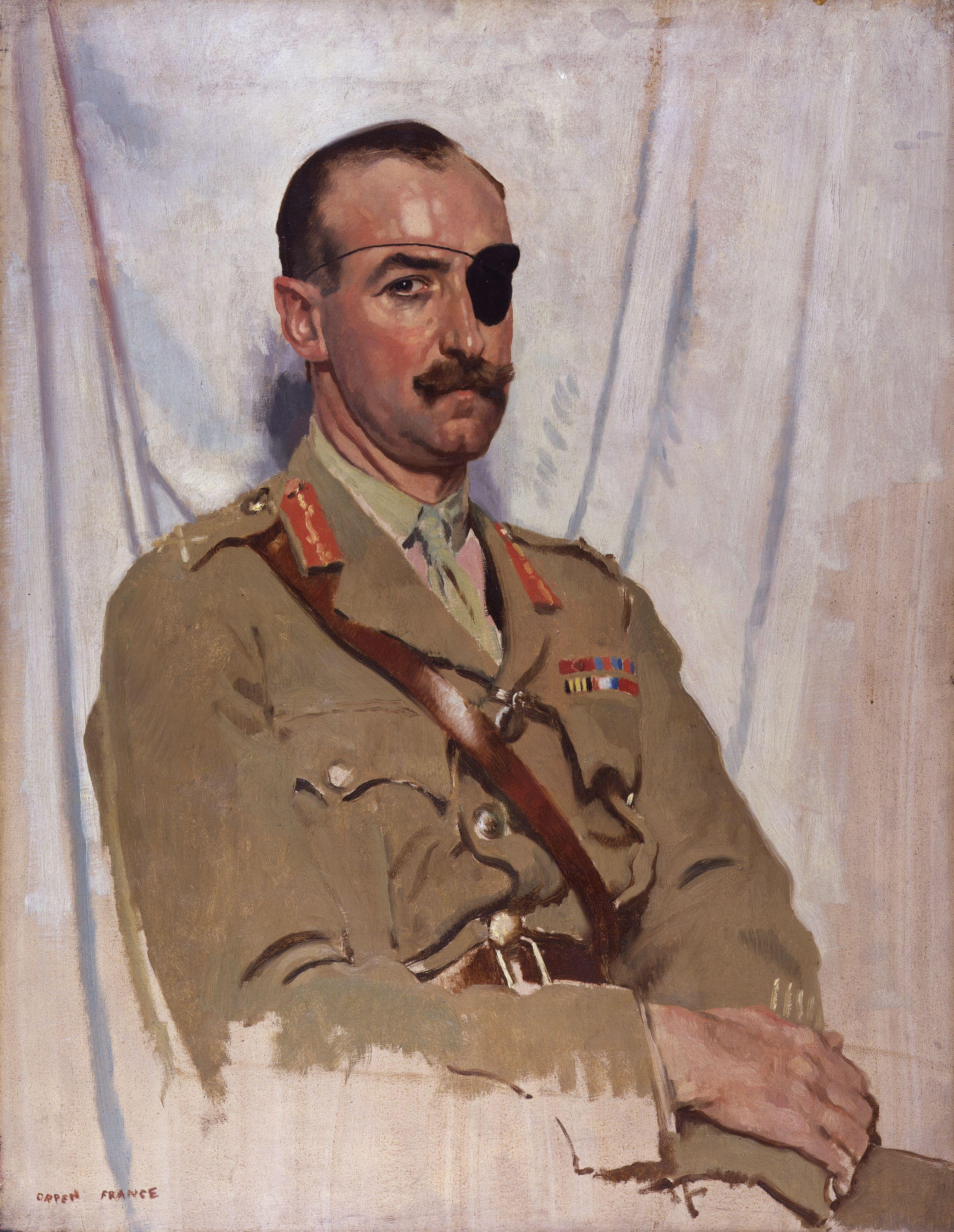
Adrian Carton de Wiart († 5. Juni)

- 05. Juni: Adrian Carton de Wiart, britischer Generalleutnant (* 1880)
- 09. Juni: Jacques Villon, französischer Maler (* 1875)
- 11. Juni: Friedrich Wagner, Archäologe (* 1887)
- 12. Juni: Eduard Fiedler, deutscher Politiker (* 1890)
- 12. Juni: Medgar Evers, afroamerikanischer Bürgerrechtler (* 1925)
- 15. Juni: Katharina Aline Ahlmann, deutsche Unternehmerin (* 1890)
- 15. Juni: Christian Heins, brasilianischer Automobilrennfahrer (* 1935)
- 16. Juni: John Whiting, britischer Dramatiker (* 1917)
- 16. Juni: Otto Ostrowski, deutscher Politiker (* 1883)
- 17. Juni: Richard Baer, deutscher Nationalsozialist, Kommandant des KZ Dora-Mittelbau (* 1911)
- 18. Juni: Pedro Gregorio Armendáriz Hastings, mexikanischer Schauspieler (* 1912)
- 18. Juni: August Geislhöringer, deutscher Politiker (* 1886)
- 18. Juni: Robert Kautsky, österreichischer Theatermaler, Bühnen- und Kostümbildner (* 1895)
- 19. Juni: Heinrich Deist senior, Politiker und Ministerpräsident des Freistaates Anhalt (* 1874)
- 19. Juni: Eleuterio Riccardi, italienischer Maler und Bildhauer (* 1884)
- 20. Juni: Pio Ortelli, Schweizer Pädagoge und Schriftsteller (* 1910)
- 23. Juni: Gustav Gundlach, katholischer Sozialethiker, Sozialphilosoph und Sozialwissenschaftler (* 1892)
- 24. Juni: Alan Titherley, englischer Badmintonspieler (* 1903)
- 25. Juni: Georg Pelster, deutscher Politiker (* 1897)
- 25. Juni: Erna von Dobschütz, deutsche Kunstmalerin (* 1876)
- 27. Juni: John Maurice Clark, US-amerikanischer Ökonom (* 1884)
- 30. Juni: Alexander Rüstow, deutscher Philosoph, Sozialwissenschaftler und Volkswirt (* 1885)
- 30. Juni: Hans Tschiggfrey, österreichischer Politiker (* 1904)

### Juli
- 01. Juli: Abdullah ibn Chalifa, Sultan von Sansibar (* 1910)
- 01. Juli: Camille Chautemps, französischer Politiker (* 1885)
- 01. Juli: Franz Spunda, österreichischer Lehrer und Schriftsteller (* 1890)
- 02. Juli: Lisa Tetzner, deutsche Autorin (* 1894)
- 02. Juli: Bodo Uhse, deutscher Schriftsteller (* 1904)
- 02. Juli: Seth Barnes Nicholson, US-amerikanischer Astronom (* 1891)
- 04. Juli: Adolf Meschendörfer, rumänisch-deutscher Schriftsteller (* 1877)
- 04. Juli: Fritz Reuter, deutscher Musikwissenschaftler, Musikerzieher, Komponist und Kapellmeister (* 1896)
- 10. Juli: William C. Hayes, US-amerikanischer Ägyptologe (* 1903)
- 11. Juli: Hermann August Korff, deutscher Literaturhistoriker (* 1882)
- 12. Juli: Slatan Dudow, bulgarischer DEFA-Regisseur (* 1903)
- 14. Juli: Sivananda, Yoga-Meister (* 1887)
- 16. Juli: Nikolai Nikolajewitsch Assejew, russischer Dichter und Literaturkritiker (* 1889)
- 16. Juli: Georg Greve, deutscher Maler des Impressionismus (* 1876)
- 19. Juli: João Gomez de Araújo, brasilianischer Komponist (* 1871)
- 19. Juli: Yamanoguchi Baku, japanischer Lyriker (* 1903)
- 20. Juli: Otto Friedländer, österreichischer Schriftsteller und Pazifist (* 1889)
- 22. Juli: Valerio Valeri, Kardinal der römisch-katholischen Kirche (* 1883)
- 25. Juli: Masazo Toki, japanischer Professor für Betriebswirtschaftslehre (* 1893)
- 26. Juli: Arno Hennig, deutscher Politiker (* 1897)
- 26. Juli: Eduard Reventlow, dänischer Diplomat (* 1883)
- 27. Juli: Dorian Le Gallienne, australischer Komponist (* 1915)
- 28. Juli: Carl F. W. Borgward, deutscher Automobilbauer (* 1890)
- 28. Juli: Gerard Gratton, kanadischer Gewichtheber (* 1927)

### August
- 01. August: Theodore Roethke, US-amerikanischer Lyriker (* 1908)
- 03. August: Philip Graham, US-amerikanischer Verleger (* 1915)
- 03. August: Karl Valentin Müller, deutscher Soziologe (* 1896)
- 05. August: Annie Rosar, österreichische Schauspielerin (* 1888)
- 05. August: Friedrich Funk, deutscher Politiker (* 1900)
- 08. August: Johann Baptist Aufhauser, deutscher Theologe (* 1881)
- 10. August: Katharine Burdekin, britische Schriftstellerin (* 1896)
- 10. August: Ernst Wetter, Schweizer Politiker (* 1877)
- 11. August: Alois Arnegger, österreichischer Landschaftsmaler (* 1879)
- 11. August: Kathleen Parlow, kanadische Geigerin und Musikpädagogin (* 1890)
- 11. August: Elie Redon, französischer Automobilrennfahrer (* 1884)
- 11. August: Otto Wahle, österreichischer Schwimmer (* 1879)
- 12. August: Daniel Anguiano Munguito, spanischer Politiker und Gewerkschafter (* 1882)
- 15. August: Wsewolod Wjatscheslawowitsch Iwanow, russischer Schriftsteller (* 1895)
- 15. August: John Powell, US-amerikanischer Pianist und Komponist (* 1882)
- 15. August: Leonard Heaton, kanadischer Pianist und Musikpädagoge (* 1889)
- 15. August: Fritz Strich, deutsch-schweizerischer Literaturwissenschaftler (* 1882)
- 20. August: Mabel Garrison, US-amerikanische Sängerin (* 1886)
- 20. August: Heinrich Gerns, deutscher Politiker (* 1892)
- 22. August: William Morris, 1. Viscount Nuffield, britischer Automobilunternehmer und Philanthrop (* 1877)
- 26. August: Maurice Despatures, französischer Ordensgeistlicher und römisch-katholischer Bischof von Bangalore (* 1873)
- 28. August: Julius Edgar Lilienfeld, österreichisch-ungarischer Physiker (* 1882)

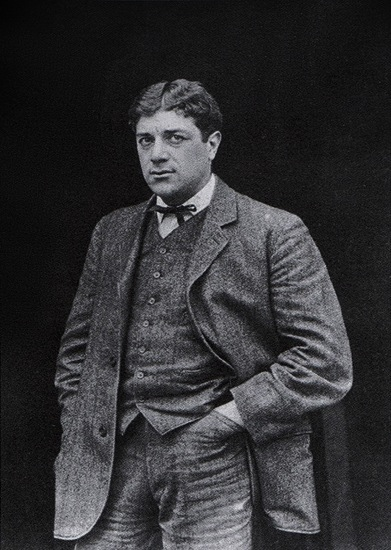
Georges Braque, 1908

- 31. August: Georges Braque, französischer Maler (* 1882)
- 31. August: Stephen Rothman (István Rothman), ungarisch-amerikanischer Dermatologe (* 1894)

### September
- 03. September: Yuri Arbatsky, Komponist und Folklorist (* 1911)
- 03. September: Louis MacNeice, nordirischer Dichter (* 1907)
- 04. September: Robert Schuman, französischer Politiker (* 1886)
- 06. September: Vladimir Aïtoff, französischer Mediziner und Rugby-Union-Spieler (* 1879)
- 08. September: Julio Perceval, argentinischer Komponist, Organist und Musikpädagoge (* 1903)
- 10. September: Honorio Siccardi, argentinischer Komponist (* 1897)
- 11. September: Victor Pierre Le Gorgeu, französischer Politiker und Résistant (* 1881)
- 11. September: Richard Oswald, österreichischer Filmregisseur und Drehbuchautor (* 1880)
- 14. September: Gerhard Arndt, deutscher Landwirt und Politiker (* 1890)
- 15. September: Carl Hatch, US-amerikanischer Politiker (* 1889)
- 15. September: Oliver Wallace, britisch-US-amerikanischer Komponist und Dirigent (* 1887)
- 15. September: Charles Winslow, südafrikanischer Tennisspieler (* 1888)
- 17. September: Eduard Spranger, deutscher Pädagoge, Psychologe und Philosoph (* 1882)
- 22. September: Sam G. Bratton, US-amerikanischer Politiker (* 1888)
- 22. September: Georg Braun, österreichischer Fußballspieler und Trainer (* 1907)
- 22. September: Bernadette Cattanéo, französische Kommunistin und Feministin (* 1899)
- 22. September: Franz Heinen, deutscher Politiker (* 1887)
- 23. September: Willie Eckstein, kanadischer Pianist und Komponist (* 1888)
- 23. September: Margarethe Faas-Hardegger, Schweizer Frauenrechtlerin und Gewerkschafterin (* 1882)
- 23. September: Silvia Koller, österreichische Malerin (* 1898)
- 24. September: Walter Menzel, deutscher Politiker (* 1901)
- 25. September: Georg Lindemann, deutscher Heeresoffizier und späterer Generaloberst (* 1884)
- 25. September: Kurt Zeitzler, Generalstabschef des Heeres während des Zweiten Weltkrieges (* 1895)
- 28. September: Frederick Hale, US-amerikanischer Politiker (* 1874)
- 28. September: Arthur Lassally, deutscher Ingenieur und Industriefilmproduzent (* 1892)
- 28. September: Laughing Charley Lincoln, US-amerikanischer Blues-Gitarrist und Sänger (* 1900)

### Oktober
- 03. Oktober: Bobby McDermott, US-amerikanischer Basketballspieler (* 1914)
- 03. Oktober: Pedro Rebolledo, panamaischer Komponist (* 1895)
- 05. Oktober: Gustav Siewerth, deutscher Philosoph und Pädagoge (* 1903)
- 06. Oktober: Heinrich Martin Arens, US-amerikanischer Politiker (* 1873)

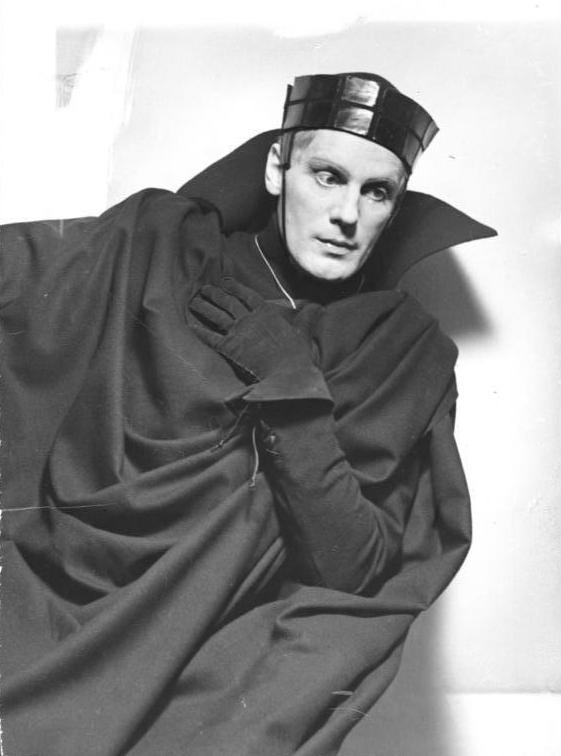
Gustaf Gründgens († 7. Oktober)

- 07. Oktober: Gustaf Gründgens, deutscher Schauspieler, Regisseur und Intendant (* 1899)
- 08. Oktober: Karl Albert Aberle, deutscher Verleger und Politiker (* 1901)
- 08. Oktober: Maria Grengg, österreichische Erzählerin und Malerin (* 1888)

Édith Piaf († 10. Oktober)

- 10. Oktober: Édith Piaf, französische Chansonsängerin (* 1915)
- 12. Oktober: Karl Baur, deutscher Pilot, Fluglehrer und Ingenieur (* 1911)
- 14. Oktober: Lotte Friese-Korn, deutsche Politikerin (* 1899)
- 15. Oktober: Edmond Fleg, französischer Schriftsteller Schweizer Herkunft (* 1874)
- 17. Oktober: Jacques Salomon Hadamard, französischer Mathematiker (* 1865)
- 18. Oktober: Fritz Sternberg, deutscher Ökonom, marxistischer Theoretiker und Politiker (* 1895)
- 18. Oktober: Constance Worth, australische Schauspielerin (* 1912)
- 21. Oktober: Heinrich Höfler, deutscher Politiker (* 1897)
- 22. Oktober: Walter Davis, US-amerikanischer Blues-Musiker (* 1912)
- 22. Oktober: Elvin Morton Jellinek, US-amerikanischer Arzt (* 1890)
- 23. Oktober: Nerses W. Akinian, armenischer Kirchenhistoriker, Philologe und Armenistiker (* 1883)
- 23. Oktober: Max Ladner, Schweizer Buddhist (* 1889)
- 24. Oktober: Karl Bühler, deutscher Denk- und Sprachpsychologe, Sprachtheoretiker (* 1879)
- 25. Oktober: Abu-Bakr Khairat, ägyptischer Komponist (* 1910)
- 25. Oktober: Karl von Terzaghi, Begründer der Bodenmechanik (* 1883)
- 26. Oktober: Arthur Laurendeau, kanadischer Sänger, Chorleiter und Musikpädagoge (* 1880)
- 27. Oktober: Karl Polak, Rechtswissenschaftler und Politiker der DDR (* 1905)
- 28. Oktober: Tom Connally, US-amerikanischer Politiker (* 1877)
- 29. Oktober: Adolphe Menjou, US-amerikanischer Schauspieler (* 1890)
- 30. Oktober: Madame d’Ora, österreichische Fotografin (* 1881)
- 00. Oktober: Enrico Rosati, italienischer Gesangslehrer (* 1874)

### November
- 01. November: Eugène Chartier, kanadischer Violinist, Dirigent und Musikpädagoge (* um 1897)
- 01. November: Archie Langley, britischer Autorennfahrer (* 1905)
- 02. November: Ngô Đình Diệm, erster Präsident der Republik Vietnam (* 1901)
- 03. November: Boris Kostić, serbischer Schachmeister (* 1887)
- 04. November: Rafail Abramowitsch, russischer Bundist und Menschewik (* 1880)
- 04. November: Marek Fisz, polnischer Mathematiker (* 1910)
- 04. November: Pascual Ortiz Rubio, Politiker und Präsident von Mexiko (* 1877)
- 04. November: Alexander von Schelting, deutscher Soziologe (* 1894)

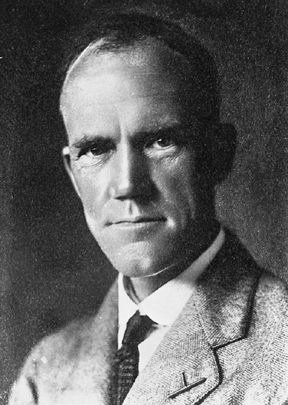
Thomas Griffith Taylor

- 05. November: Thomas Griffith Taylor, australischer Geologe, Geograph Anthropologe und Polarforscher (* 1880)
- 08. November: Johann Junglas, deutscher Politiker (* 1898)
- 08. November: Šimon Jurovský, tschechischer Komponist (* 1912)
- 08. November: Paul Schmidt-Roller, deutscher Maler, Kunstlehrer und Textilgestalter (* 1891)
- 09. November: Antonio Farage, syrischer Titularerzbischof und Patriarchalprokurator (* 1885)
- 10. November: Otto Flake, deutscher Schriftsteller (* 1880)
- 15. November: Fritz Reiner, US-amerikanischer Dirigent (* 1888)
- 15. November: Theobald Schrems, Gründer des „Musikgymnasiums der Regensburger Domspatzen“ (* 1893)
- 17. November: Peco Bauwens, deutscher Fußballspieler (* 1886)
- 18. November: Kurt Arnold Findeisen, deutscher Schriftsteller (* 1883)
- 19. November: Carmen Amaya, spanische Flamenco-Tänzerin, -Sängerin und Schauspielerin (* 1913)
- 20. November: Peter Pringsheim, deutscher Physiker (* 1881)
- 20. November: Johann von Vásáry, ungarischer Theaterschauspieler, Theaterregisseur, Theaterdirektor, Schriftsteller, Filmregisseur und Drehbuchautor (* 1899)
- 21. November: Otto Matzerath, deutscher Dirigent (* 1914)
- 22. November: Paul Amstutz, Schweizer Staatsbeamter (* 1887)
- 22. November: Wilhelm Beiglböck, Internist, NS-Kriegsverbrecher (* 1905)
- 22. November: Aldous Huxley, britischer Schriftsteller (* 1894)

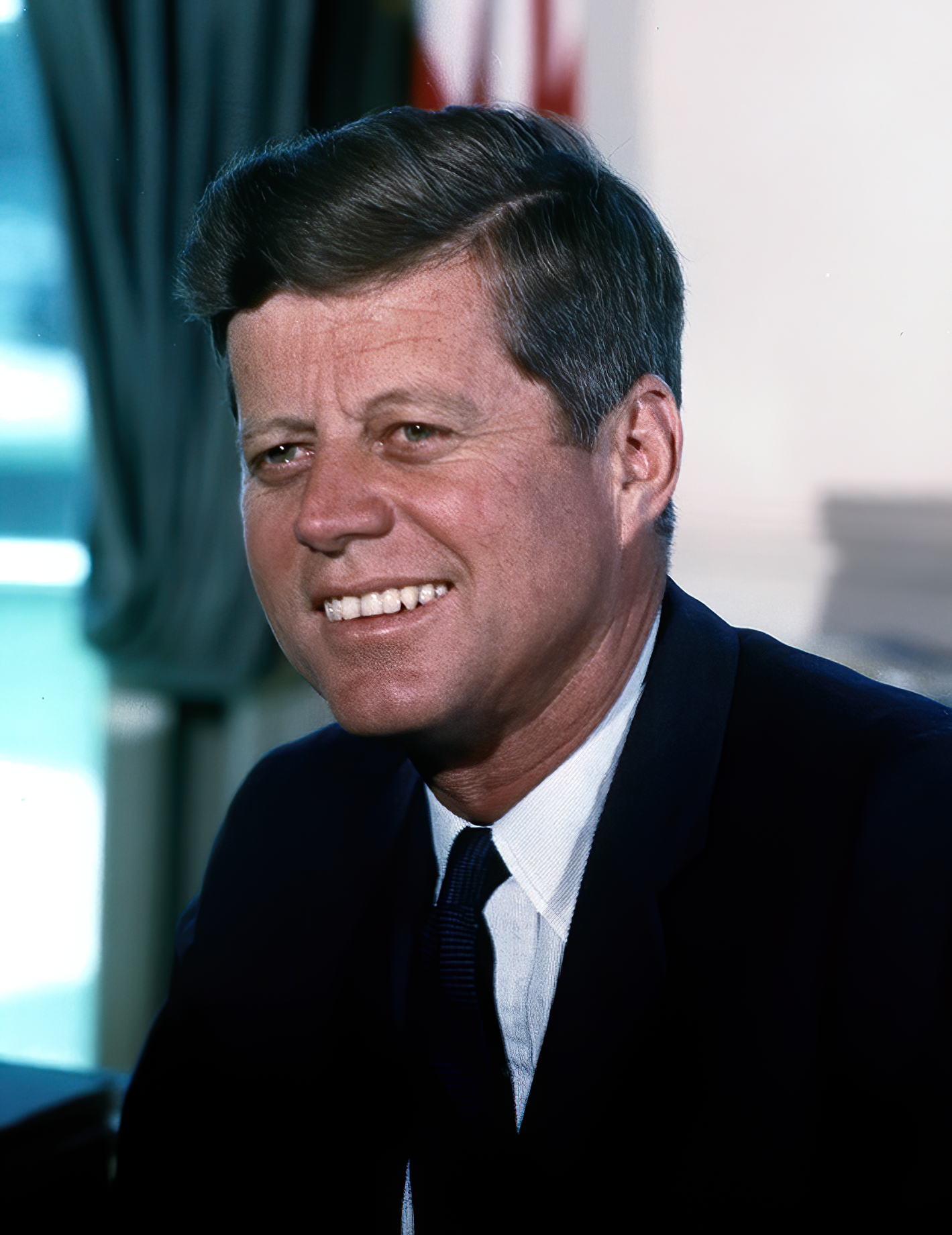
John F. Kennedy († 22. November)

- 22. November: John F. Kennedy, US-amerikanischer Politiker, 35. Präsident der USA (* 1917)

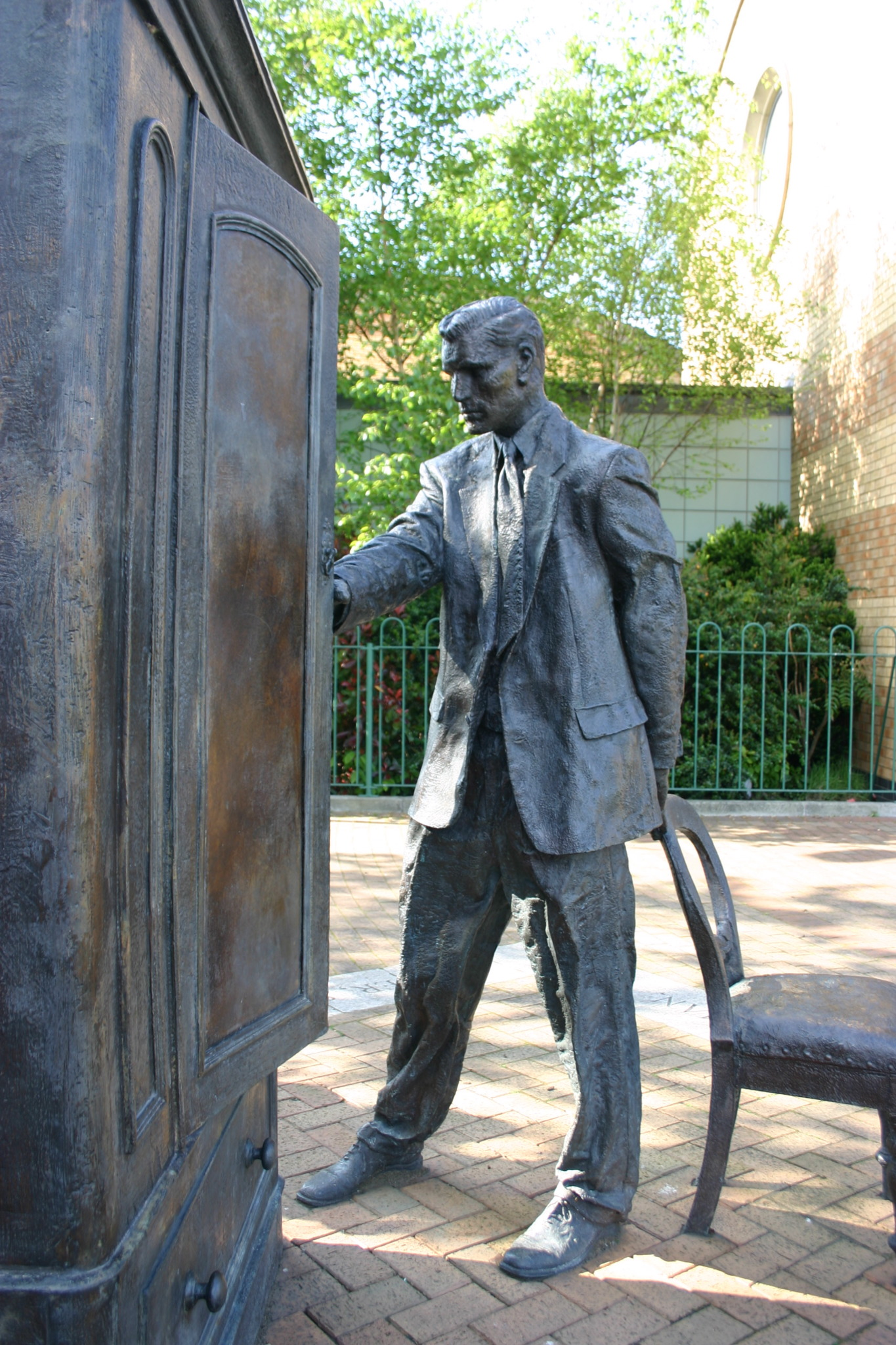
Denkmal für C. S. Lewis

- 22. November: Clive Staples Lewis, britischer Schriftsteller und Literaturwissenschaftler (* 1898)
- 24. November: Meyer Grabovsky, israelischer Politiker (* 1905)
- 24. November: Lee Harvey Oswald, mutmaßlicher Mörder von John F. Kennedy (* 1939)
- 25. November: John La Farge, amerikanischer Priester und Jesuit (* 1880)
- 25. November: Alexander Marinesko, U-Boot-Kommandant der S-13 im Zweiten Weltkrieg (* 1913)
- 25. November: George Howard Williams, US-amerikanischer Politiker (* 1871)
- 26. November: Amelita Galli-Curci, italienische Koloratursopranistin (* 1882)
- 27. November: Louis Gros, französischer Politiker und Résistant (* 1873)
- 28. November: Lee Wallard, US-amerikanischer Automobilrennfahrer (* 1910)
- 29. November: Ernesto Lecuona, kubanischer Komponisten und Musiker (* 1895)
- 000November: Sepp Müller, deutscher Motorradrennfahrer (* 1906)

### Dezember
- 02. Dezember: Sabu, indischer Schauspieler (* 1924)
- 02. Dezember: Sasaki Nobutsuna, japanischer Schriftsteller (* 1872)
- 05. Dezember: Karl Amadeus Hartmann, deutscher Komponist (* 1905)
- 05. Dezember: Ernst Gäumann, Schweizer Botaniker, Mykologe, Phytopathologe und Universitätsprofessor (* 1893)
- 05. Dezember: Herbert H. Lehman, US-amerikanischer Politiker (* 1878)
- 05. Dezember: Tom London, US-amerikanischer Schauspieler (* 1889)
- 06. Dezember: Ion Valentin Anestin, rumänischer Karikaturist, Maler, Bildhauer, Journalist und Dramatiker (* 1900)
- 07. Dezember: Isidore Soucy, kanadischer Fiddlespieler und Komponist (* 1899)
- 08. Dezember: Sarit Dhanarajata, Premierminister von Thailand (* 1908)
- 09. Dezember: Perry Miller, US-amerikanischer Geschichts- und Literaturwissenschaftler (* 1905)
- 10. Dezember: Ōta Yōko, japanische Schriftstellerin (* 1906)
- 12. Dezember: Ozu Yasujirō, japanischer Filmregisseur und Drehbuchautor (* 1903)
- 12. Dezember: Theodor Heuss, deutscher Politiker und 1. Bundespräsident (* 1884)
- 13. Dezember: Filippo Anfuso, italienischer Diplomat, Staatssekretär und Politiker (* 1901)
- 13. Dezember: Josef Keil, österreichischer Historiker, Epigraphiker und Archäologe (* 1878)
- 13. Dezember: Arthur Ney, Schweizer Komponist und Dirigent (* 1887)
- 14. Dezember: Hans Abraham, deutscher Gewichtheber (* 1886)
- 14. Dezember: Marie Marvingt, die zweite Frau, die in Frankreich ihre Flugprüfung ablegte (* 1875)

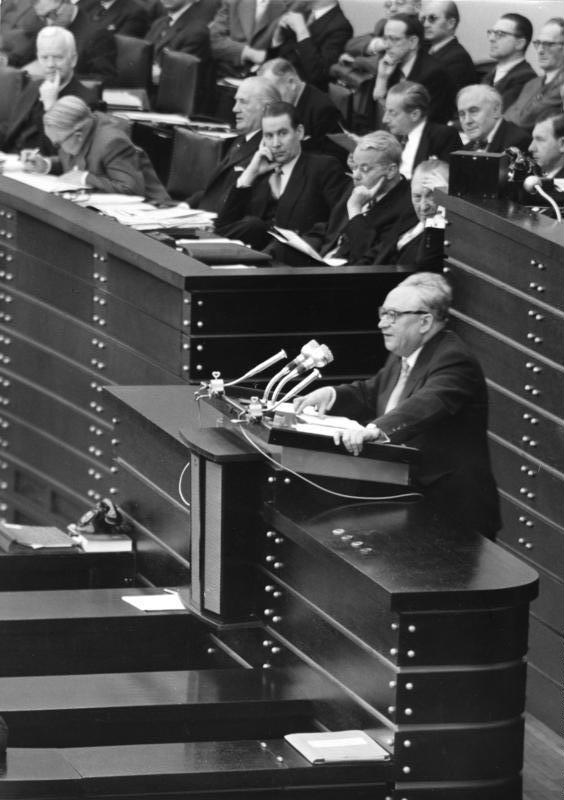
Erich Ollenhauer, Bonn 1954

- 14. Dezember: Erich Ollenhauer, Fraktionsvorsitzender der SPD im Deutschen Bundestag (* 1901)
- 14. Dezember: Mahmūd Schaltūt, ägyptischer islamischer Rechtsgelehrter (* 1893)
- 15. Dezember: Oscar Traynor, irischer Politiker (* 1886)
- 15. Dezember: Johannes Heckel, deutscher Kirchenrechtler (* 1889)
- 17. Dezember: Amedée Rossi, französischer Autorennfahrer (* 1896)
- 19. Dezember: Alan Gardiner, britischer Ägyptologe (* 1879)
- 20. Dezember: Paul Constantinescu, rumänischer Komponist (* 1909)
- 24. Dezember: Tristan Tzara, französischer Schriftsteller (* 1896)
- 25. Dezember: Heiner Fleischmann, deutscher Motorrad-Rennfahrer (* 1914)
- 25. Dezember: Kazys Viktoras Banaitis, litauischer Komponist (* 1896)
- 27. Dezember: Wilhelm Riphahn, deutscher Architekt (* 1889)
- 27. Dezember: Wildcat Wilson, US-amerikanischer American-Football-Spieler (* 1901)
- 28. Dezember: Paul Hindemith, deutscher Komponist und Musiker (* 1895)

### Tag unbekannt
- Rafael Adame, mexikanischer Komponist und Gitarrist (* 1906)
- Robert Atherley, englischer Fußballspieler (* 1878)
- Victor Brault, kanadischer Sänger, Chordirigent und Musikpädagoge (* 1899)
- Isaías Cabezón, chilenischer Maler (* 1891)
- Rem Fowler, britischer Motorradrennfahrer (* 1883)
- Edward Royce, US-amerikanischer Komponist und Musikpädagoge (* 1886)

## Nobelpreise
- Physik: Eugene Wigner, Maria Goeppert-Mayer und J. Hans D. Jensen
- Chemie: Karl Ziegler und Giulio Natta
- Medizin: John Carew Eccles, Alan Lloyd Hodgkin und Andrew Huxley
- Literatur: Giorgos Seferis
- Friedensnobelpreis: Internationales Komitee vom Roten Kreuz und Liga der Rotkreuz-Gesellschaften

## Musik
- Grethe und Jörgen Ingmann gewinnen am 23. März in London mit dem Lied Dansevise für Dänemark die 8. Auflage des Eurovision Song Contest
- Liste der Nummer-eins-Hits in Deutschland (1963)